# Roccaranieri
Roccaranieri è una frazione del comune di Longone Sabino, in provincia di Rieti, situata nell'alta Sabina, a sud della città di Rieti, nel territorio montuoso compreso tra le vallate dei fiumi Salto e Turano, su un'altura al margine della valle del Salto. 
Nelle fonti altomedioevali il territorio di Roccaranieri è indicato come «Massa Pretorii», lasciando intendere che il nucleo dell'abitato - allora probabilmente nei pressi della chiesa di San Giovanni - potesse essere noto come «Pretorium». Dopo l'incastellamento e la conseguente fortificazione e rifondazione per opera di un Raynerius Cuniarius, il paese divenne una rocca cioè una roccaforte, ovvero un'arce (lat. arx, arcis) o nucleo fortificato, prendendo il nome del suo fondatore: a partire dal XIII secolo si legge nei documenti della curia reatina il toponimo «Rocca Raynerii». Il nome del paese è poi riportato come «Rocca Rainerii», insieme a quello degli altri abitati dell'abbazia di San Salvatore Maggiore, nelle liste di castelli del 1253,1310 e 1385. Sul portale della chiesa abbaziale, del 1506, il paese figura, con eleganza, come «RoccaRanieri». Mariano Vittori, in un suo scritto della fine del XVI secolo (1570 ca.) lo riporta come «Arx Raynerii». Nel sinodo abbaziale del 1686 il nome è presentato come «Arx Raneria» o come «Arx Raineria» ma lo Schuster, nel suo scritto sull'abbazia di San Salvatore Maggiore del 1914, lo riporta come «Arx Raineria». Sulle fonti cartografiche: nella Sabina di Giovanni Maggi e Mauro Giubilo del 1617 è indicata come «Ro. Raneri», cosi come nella Carta della Sabina di Athanasius Kircher del 1671. Francesco Bufalini sulla mappa allegata al Synodus del 1686 la presenta come «R. Ranieri» e dopo di lui, quasi allo stesso modo - come «Ra. Ranieri» - Ruggero Boscovich nella Nuova Carta dello Stato Ecclesiastico del 1755, quindi Zatta nella carta Patrimonio di San Pietro e la Sabina del 1783, Cassini nella carta La campagna di Roma, il Patrimonio di S. Pietro e la Sabina del 1798 e Giovanni Antonio Rizzi Zannoni sull'Atlante del Regno di Napoli del 1808. Sulla Carta del Territorio della Repubblica Romana - Dipartimento del Clitunno di Pagni-Bardi del 1799 e sulla carta Sabina di Bernardino Olivieri del 1802 risulta come «Rocca Ranieri» così come sulle carte successive. La prima volta che nei documenti compare il toponimo «Roccaranieri» è all'epoca della dominazione francese nel 1809. La versione «Rocca Ranieri» sopravvive - dalla restaurazione pontificia del 1816 fino alla prima metà del Ventesimo secolo - in alcune carte e documentiper essere definitivamente soppiantata, nei documenti ufficiali, dalla versione «Roccaranieri».
Il paese nacque in seguito all'incastellamento di un abitato nei pressi della chiesa di San Giovanni Battista, nel luogo indicato nelle fonti alto medioevali come "Pretorio nel territorio reatino", insediamento di epoca romana. 
Roccaranieri deve il suo nome ad un nobile Raniero ( o Ranieri) dei conti di Cunio (lat. Cuniarius Raynerius) proveniente dai territori faentini della Romagna che, all'epoca dell'imperatore Federico I Barbarossa nel XII secolo o dell'imperatore Federico II nel XIII secolo, fortificò il borgo rendendolo una possente roccaforte dominante una strettoia nella sottostante valle del fiume Salto. 
Il paese fu quindi soggetto all'abbazia di San Salvatore Maggiore, come uno dei castelli della Signoria di San Salvatore Maggiore, seguendo le vicende che interessarono tutti i castelli dell'abbazia.
È questa Rocca Ranieri le cui origini risalgono al primo medioevo e le cui vicende sono legate «ab antiquo» a quelle della insigne e potente Abbazia imperiale benedettina di San Salvatore Maggiore.»
(Cesare Verani, in Rivista Sabina, n.1 (Gennaio-Aprile 1959), Ente Provinciale per il Turismo di Rieti, Rieti, 1959)
Le conquiste napoleoniche in Italia all'inizio dell'Ottocento imposero allo Stato Pontificio, quindi anche ai territori abbaziali, una riorganizzazione amministrativa nel 1816: fu la definitiva frammentazione dell'unità che da secoli accomunava i castelli abbaziali.
La riforma del 1853 con la creazione dei vicini comuni di Longone e Concerviano e l'assorbimento dei territori dello Stato Pontificio nell'appena creato Regno d'Italia nel 1861 coinvolse, di nuovo, anche i paesi dell'abbazia che, insieme alla città di Rieti, vennero a far parte della provincia dell'Umbria con capoluogo Perugia fino al passaggio nel 1927, sotto il regime fascista, alla neonata provincia di Rieti.
Nel dopoguerra, con l'avvento di nuove vie di comunicazione e dei trasporti privati, a causa dell'industrializzazione e della generale modernizzazione del paese, iniziò anche per Roccaranieri, come per tutti i paesi d'area montana dell'alta Sabina, un lento ma costante declino demografico a vantaggio del vicino capoluogo e della capitale.
Il fenomeno dell'abbandono delle campagne si è accompagnato - negli ultimi decenni - ad una radicale rinaturalizzazione del territorio con l'avanzare dei boschi a scapito delle colture  (nonostante la meccanizzazione dell'agricoltura) e ad uno spostamento della popolazione al di fuori del centro storico con la conseguente espansione dell'abitato (specie in corrispondenza delle vie di accesso al paese).

## Geografia fisica

### Territorio
Roccaranieri è un paese collinare dell'Alta Sabina che sorge a 721 m s.l.m. nel territorio del comune di Longone Sabino, a cavallo tra il fiume Salto ed il fiume Turano.
Il suo territorio fa parte di un'exclave del comune di Longone Sabino, a nord dell'abitato di Longone Sabino, da cui è separato dal territorio del comune di Concerviano. L'exclave include anche le altre frazioni longonesi di Fassinoro e San Silvestro ed è compresa fra i territori comunali di Rieti, Concerviano, Rocca Sinibalda, Cittaducale e Petrella Salto.
In particolare il territorio di Roccaranieri è limitato:
- a nord-est e ad est dal fiume Salto che lo divide dal territorio di Grotti e Ville Grotti, frazioni del comune di Cittaducale.
- a sud-est dal Rio Piombarolo, torrente che lo separa dal comune di Concerviano.
- a sud dal Rio della Fonte che lo separa del territorio di Vaccareccia e da quello di Pratoianni, frazioni del comune di Concerviano.
- ad sud-ovest e ad ovest ed a dalla SP30 che lo separa dal territorio di San Silvestro, altra frazione del comune di Longone Sabino.
- a nord-ovest dalla strada per Cenciara, frazione del comune di Concerviano, che la separa dal territorio di Fassinoro, frazione del comune di Longone Sabino.
- a nord dalla Piana di San Nicola che lo separa dal territorio di Cenciara, frazione del comune di Concerviano e dalla contigua selva, detta Selva di San Nicola, al di sopra della SS578 Salto Cicolana, che lo separa dal territorio del comune di Rieti.

## Storia

### Età Romana

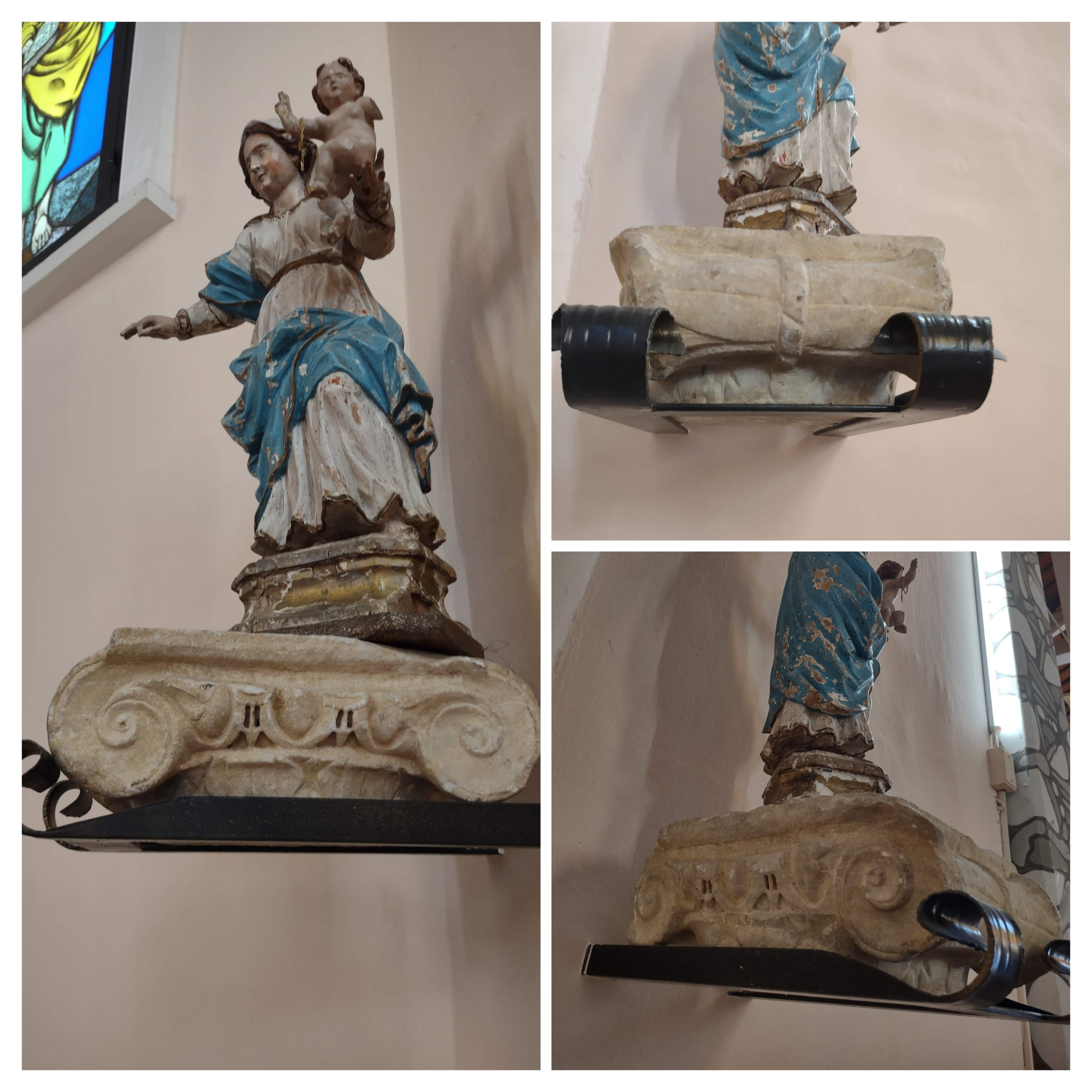
Capitello ionico di età romana conservato nella Chiesa dei Santi Pietro e Paolo di Roccaranieri (RI)

Il territorio di Roccaranieri era già abitato in epoca romana come testimoniano i reperti, probabilmente resti di una villa romana, emersi dagli scavi effettuati negli anni ottanta del secolo scorso per la realizzazione delle opere a supporto della SP30a in prossimità del campo sportivo in località valle San Giovanni. 
Nel luglio del 1998, sempre nella valle San Giovanni nei pressi della chiesa di San Giovanni Battista, durante gli scavi per l'ampliamento del cimitero, venne ritrovata una fistula acquaria in piombo recante l'iscrizione: 
(CIL IX, 08676a)
L'iscrizione sulla fistula non sembrerebbe fornire indicazioni utili circa il proprietario della probabile villa romana di Roccaranieri è però possibile indicare in un periodo tra il I secolo a.C. e il II secolo d.C. le evidenze romane rinvenute.

### Medioevo

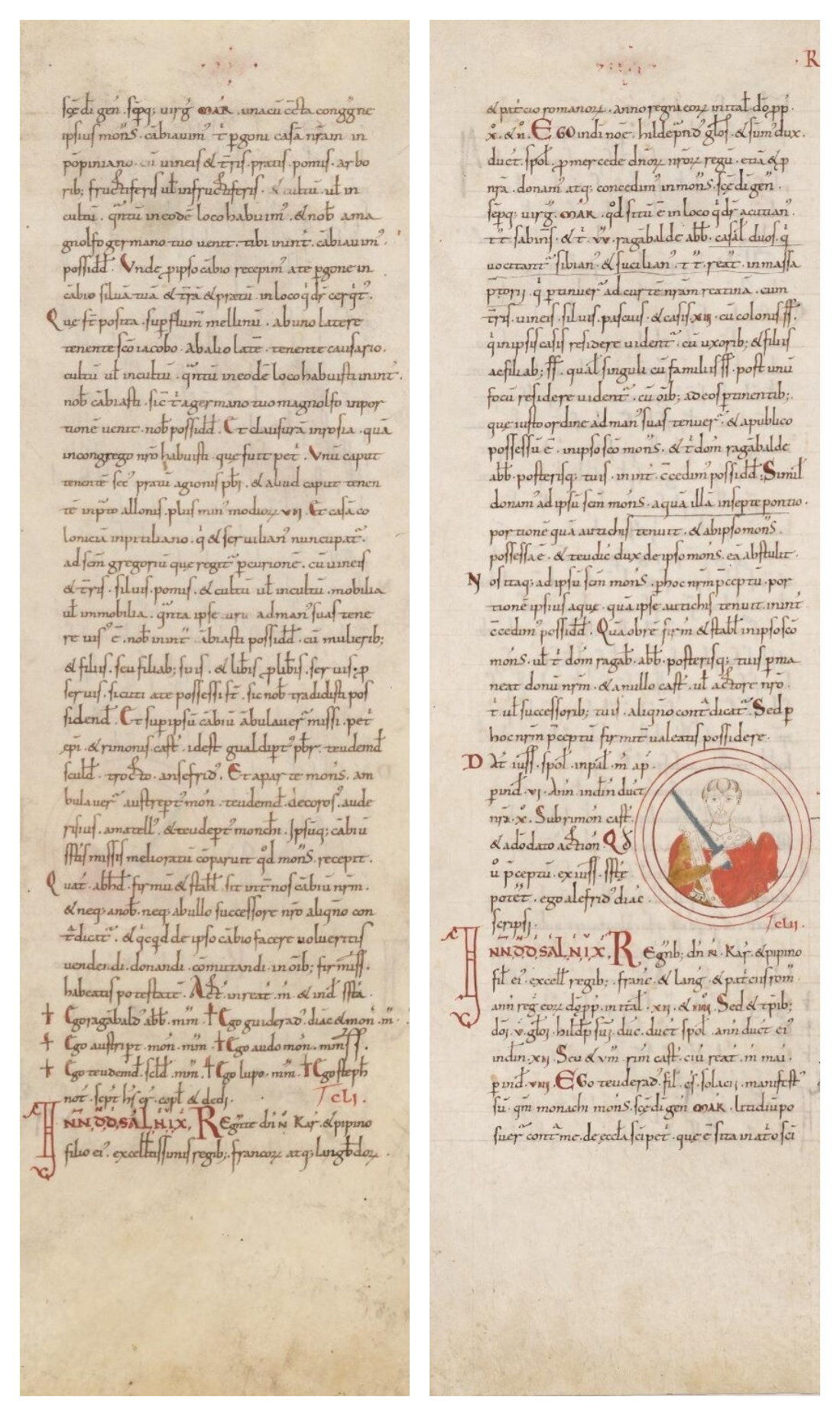
Il documento del 783, trascritto da Gregorio da Catino (1060-1132) nel Regesto Farfense (1076-1125), Codice Vaticano 8487 (foglio 45, verso), ove si trova la prima menzione del territorio di Roccaranieri: massa pretorii in territorio reatino - in alto a destra, sottolineato, tra le settima e l'ottava riga.

#### Alto Medioevo
Come avvenuto per altri centri nella Sabina anche nel territorio di Roccaranieri il nucleo primitivo dell'abitato potrebbe essersi costituito intorno ad una chiesa isolata o grangia formando una plebe o villula nei pressi della chiesa di San Giovanni Battista. 

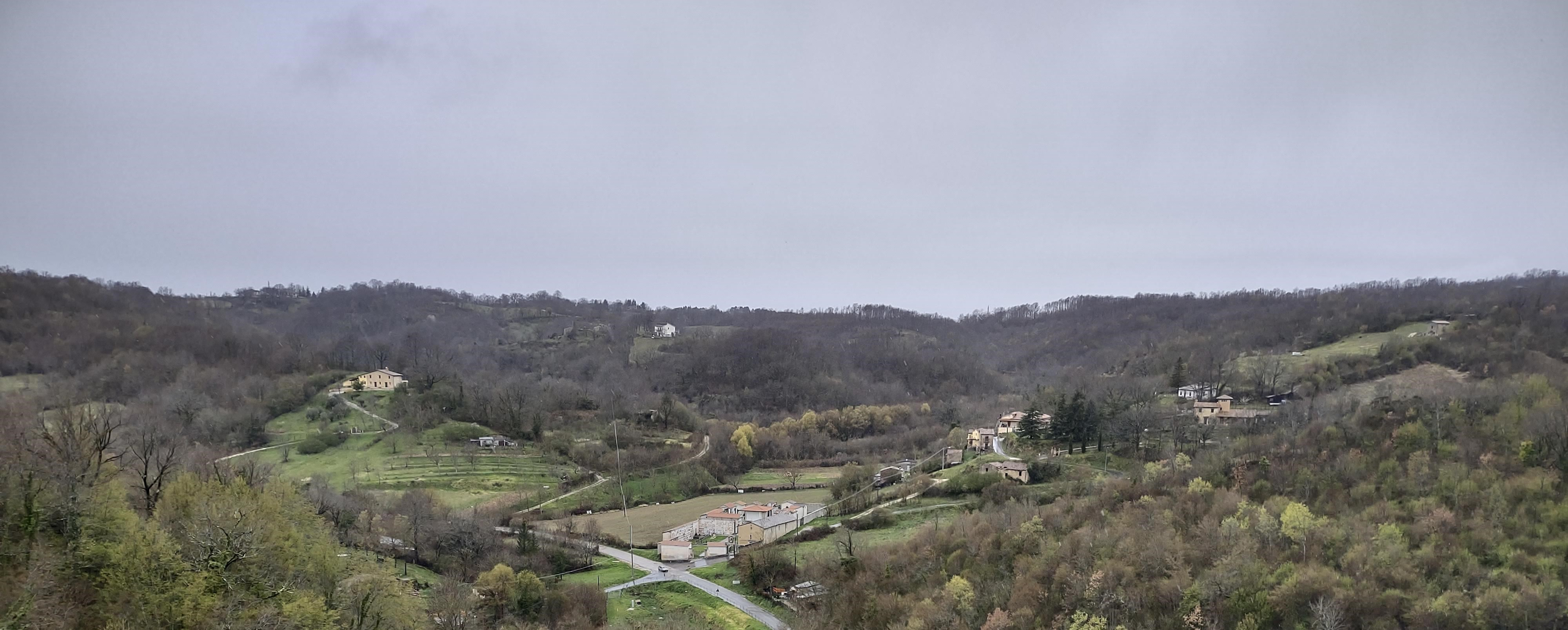
Vista della chiesa di San Giovanni da Roccaranieri.

Le fonti documentarie alto-medioevali confortano nell'ipotesi lasciando intendere che il territorio di Roccaranieri fosse noto all'epoca come Massa Pretori in Plage in territorio reatino, intendendosi con Massa Pretorii un nucleo fondiario sorto intorno ad una proprietà, forse proprio la villa romana in località San Giovanni. Il toponimo le Plage era poi usato, in documenti reatini e farfensi, per indicare, fino a tutto il XIV secolo, la zona montuosa tra i fiumi Salto e Turano.
È del 783, all'epoca del regno di Carlo Magno, il primo documento del Regesto Farfense di Gregorio da Catino, monaco della vicina abbazia di Farfa, in cui il territorio dell'odierna Roccaranieri compare sotto il toponimo Massa Pretorii territori reatini.
Altri due documenti del X secolo all'archivio del capitolo di Rieti aiutano ad identificare il toponimo Massa Pretorii in Plage in territorio reatino come associato al territorio dell'odierna Roccaranieri in relazione alla chiesa di San Giovanni Battista a Roccaranieri.
(ACR IV L 2, A.D.948)

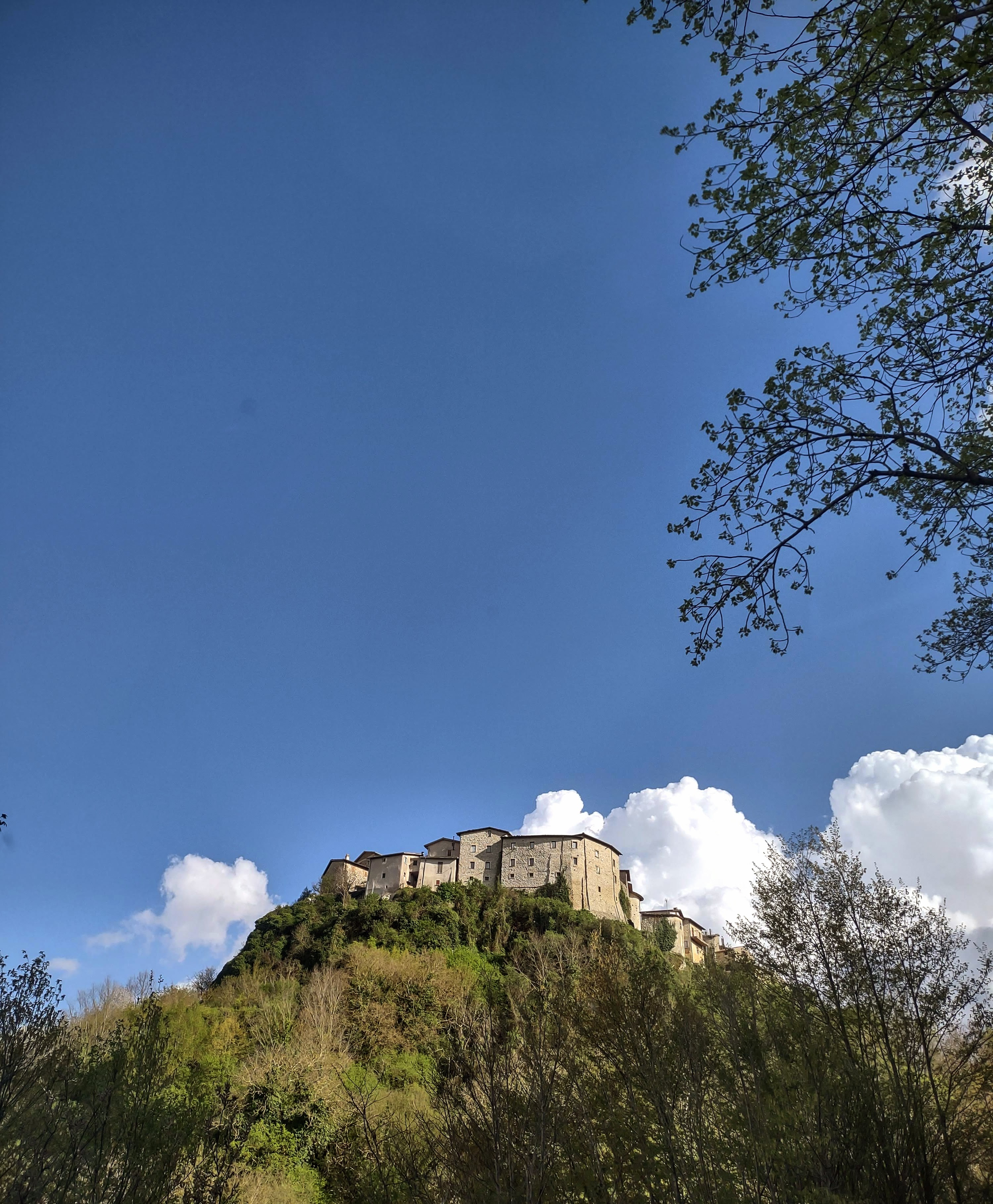
Panorama di Roccaranieri dalla SP30a.

Già nel corso dell'VIII secolo anche il territorio di Roccaranieri potrebbe essere stato incluso, tramite delle donazioni, come successo per altri territori nelle Plage, nei possedimenti delle abbazie di Farfa, già ricordata, e della più prossima abbazia di San Salvatore Maggiore. Le due abbazie, fondate entrambe da monaci franchi nel regno longobardo nella prima metà dell'VIII secolo, assunsero ben presto un ruolo ed un'importanza molto rilevante nel nuovo regno franco prima e nell'impero carolingio poi quando assunsero il titolo di abbazie imperiali essendo poste, di fatto, sotto la protezione diretta dell'imperatore.
Intorno al IX secolo, in concomitanza con le incursioni sulla terraferma dei saraceni, che distrussero nell'891 l'abbazia di San Salvatore Maggiore, potrebbe essersi innescato anche nel territorio di Massa Pretorii il fenomeno dell'incastellamento: gli abitanti raccolti fino ad allora intorno alla chiesa di San Giovanni si sarebbero trasferiti sulla rupe prospiciente la chiesa, verso la valle del Salto ponendo il nucleo di quella che sarebbe più tardi diventata Roccaranieri, forse rioccupando un sito già usato al tempo delle guerre gotiche o di precedente origine. Le evidenze e gli studi sulle costruzioni della rocca non sono sufficienti a supportare ulteriori ipotesi.

#### Basso Medioevo
Al primo incastellamento seguì un secondo incastellamento ovvero un rafforzamento della difese del paese, la definitiva forma di castello e la denominazione attuale, forse a seguito delle invasioni da parte dei normanni all'inizio dell'XI secolo, durante la definizione della linea di confine tra il regno normanno e le terre del ducato di Spoleto contese tra papato e impero ai tempi del Barbarossa nel XII secolo o forse all'epoca delle lotte tra Federico II e papa Gregorio IX nel XIII secolo.

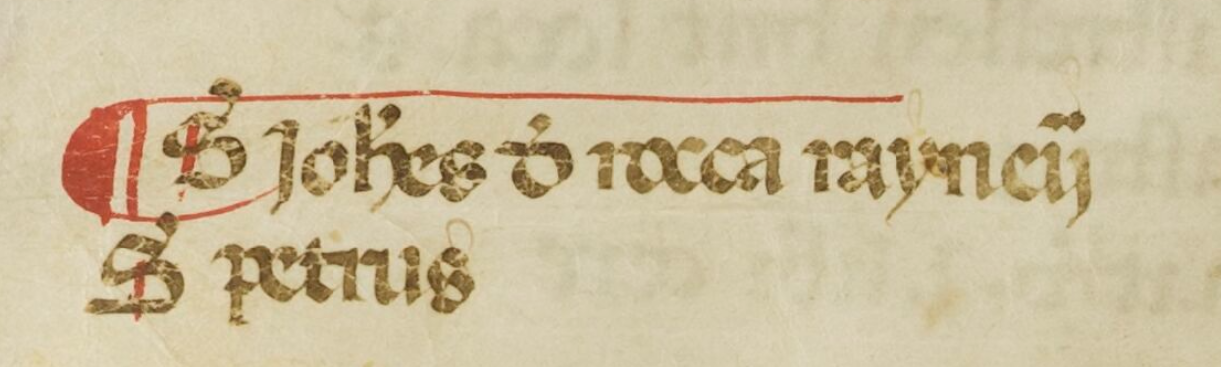
Una delle prime menzioni documentali di Roccaranieri (1252).

Il toponimo "Roccaranieri" si trova solo a partire dal XIII secolo in due documenti: in una lettera di papa Gregorio IX del 1239 indirizzata all'abate di San Salvatore Maggiore, in una copia conservata a Roma, e in un codice reatino del 1252, gli Statuta Synodalia Reatina, conservato alla Biblioteca Nazionale di Francia a Parigi. È certo, però, che il paese esistesse prima del XIII secolo tanto che Dodone, vescovo di Rieti nel XII secolo (1137-1181), dedicò un altare nella chiesa di San Pietro che quindi doveva essere già esistente insieme al resto dell'abitato.
Fino alla prima metà dell'Ottocento, raccolta durante una visita pastorale del 1844, restava ancora nella memoria degli abitanti del paese il ricordo della fondazione della rocca da parte di un conte proveniente da Ravenna. Solo una pubblicazione di fine Ottocento presentò un documento notarile del XIV secolo in cui si faceva riferimento ad una lapide ancora affissa nel 1486 sulla porta del paese. Il testo, lo stesso riportato su una copia apposta sulla porta del paese nel 1997, recita in esametri:
(Lapide di Roccaranieri, dagli archivi del notaio Giovanni Cesidio da Gavignano  a Calvi dell'Umbria - traduzione di Paolo Maglioni in Storie Inedite di Castelli Antichi: Roccaranieri, Longone Sabino, Fassinoro, San Silvestro, Rieti, Arti Grafiche Nobili Sud, 1994, pagg. 12-13.)

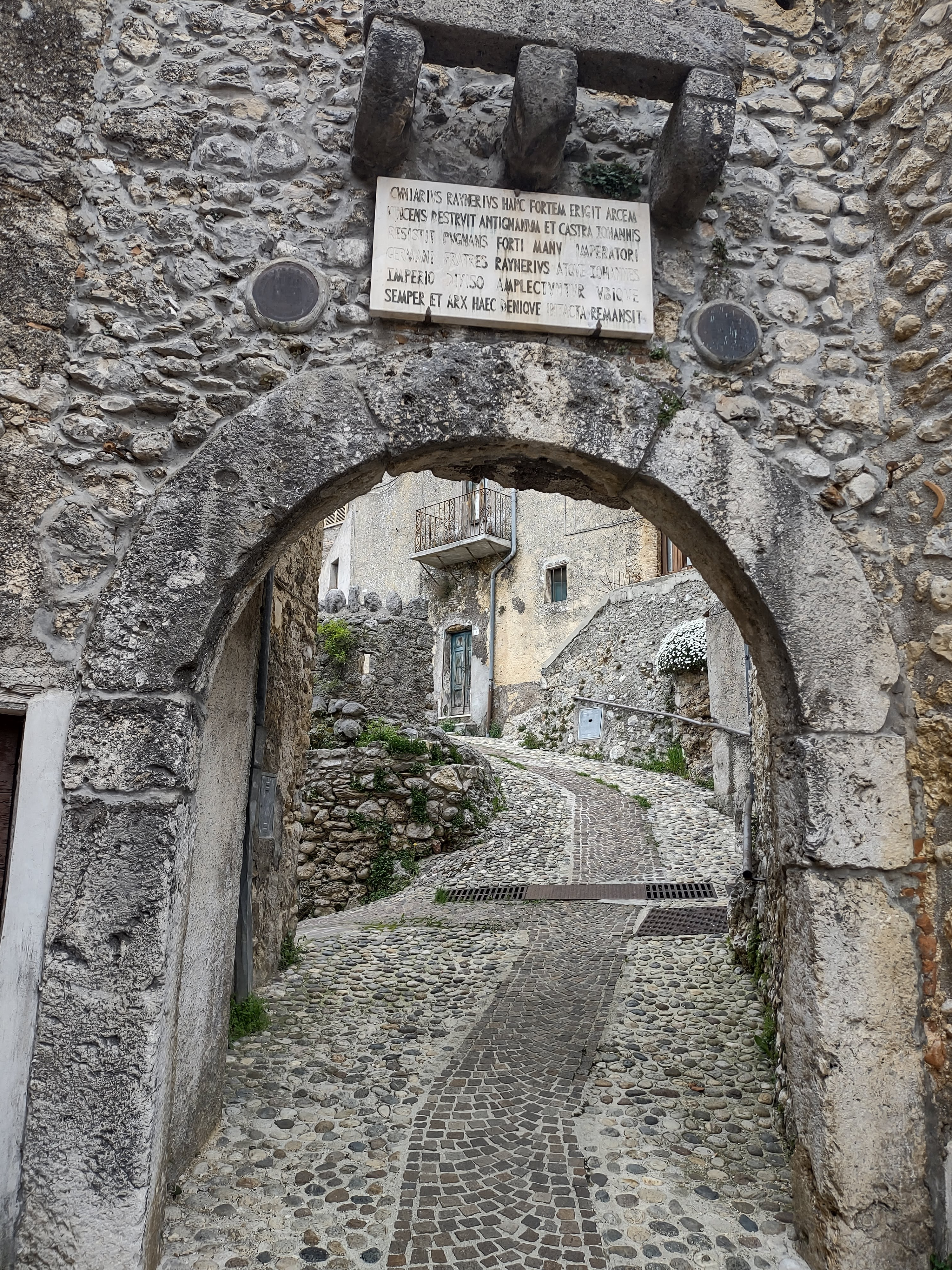
La porta di Roccaranieri con la copia della lapide di Roccaranieri apposta nel 1997.

La lapide di Roccaranieri fornisce degli indizi sul fondatore della rocca e su degli eventi, di carattere locale, piuttosto enigmatici per cui è difficile circoscrivere la fondazione del castello al XII o XIII secolo, riconoscendo nella menzione della lapide di un imperatore, la figura di Federico I Barbarossa o di suo nipote Federico II di Svevia. 
Di certo il Cuniarius Raynerius della lapide è uno dei conti di Cunio, nobili romagnoli provenienti da Cunio (castello scomparso un tempo nel territorio di Faenza oggi nella provincia di Ravenna), personaggi noti in ambito romagnolo, tasselli del campo ghibellino, vicini agli svevi tanto all'epoca del Barbarossa quanto in quella di Federico II.
Addirittura Dante, esule a Ravenna, ne scrisse nella Divina Commedia:
(Dante Alighieri, Purgatorio, Canto XIV, 115-117)
La presenza dei conti di Cunio in Sabina è stata a lungo dibattuta dagli storici, tra la fine del Settecento e l'inizio dell'Ottocento, anche a causa di un falsario, di nome Serafini, che imperversò, nella seconda metà del Settecento, negli archivi della Sabina interpolando il testo di antichi atti notarili per trarne vantaggio, rendendo sospetti molti altri documenti a riguardo di questi personaggi.

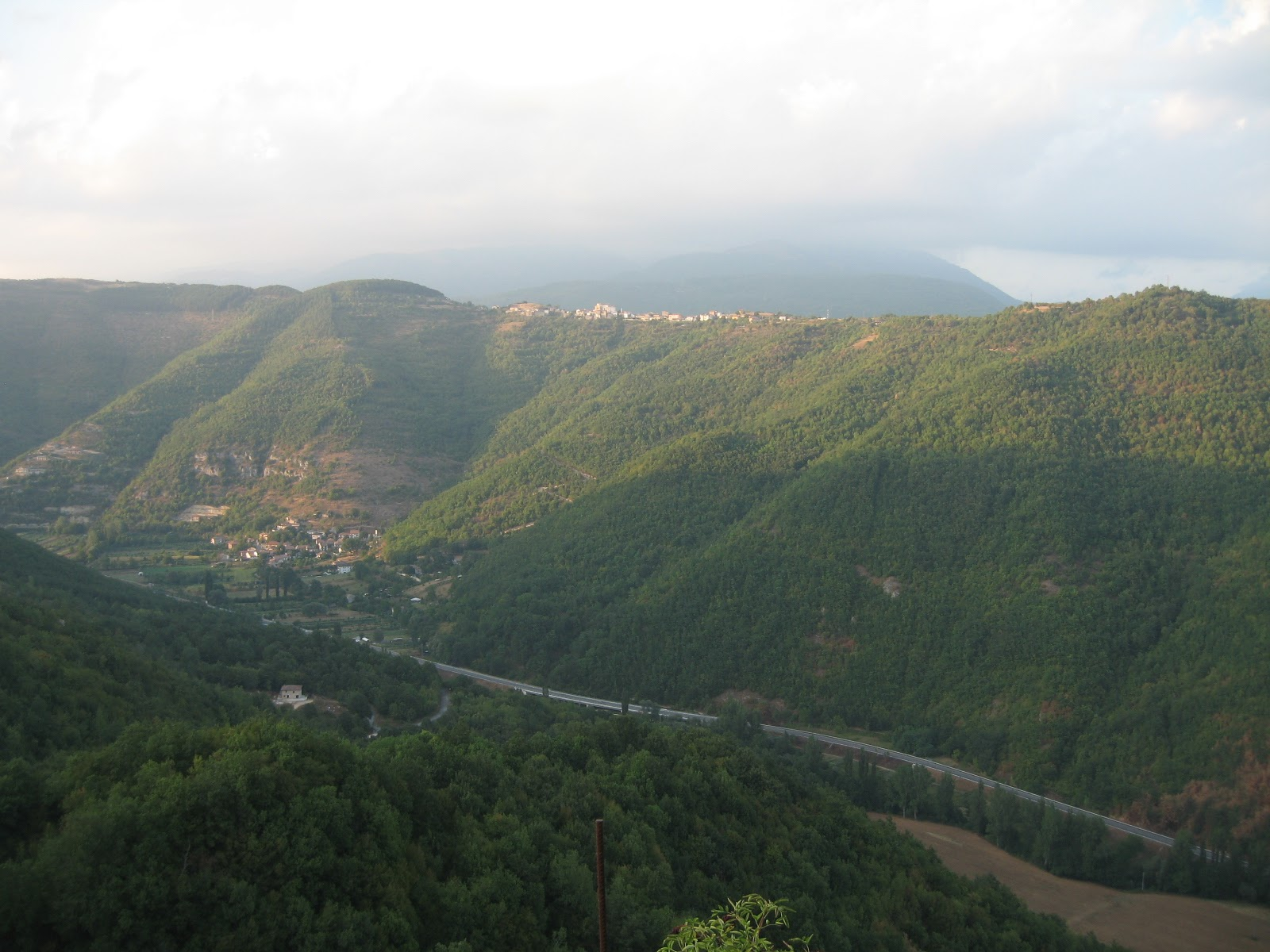
Panorama della valle del Salto dalla Piazza dei Casarini nel centro di Roccaranieri. Dirimpetto il castello di Calcariola sorto a difesa del confine settentrionale del regno normanno.

Solo negli anni Novanta del secolo scorso, due pubblicazioni, una di Tersilio Leggio e di Mauro Banzola, l'altra di Paolo Maglioni, accertarono definitivamente la presenza dei conti di Cunio in Sabina a partire dal 1157 e, grazie ad un documento rinvenuto dallo Schuster nel 1912, riuscirono anche a dimostrare la presenza degli stessi conti di Cunio nella città di Rieti e nel territorio delle Plage, sempre a partire dal 1157, almeno fino al XIV secolo. 

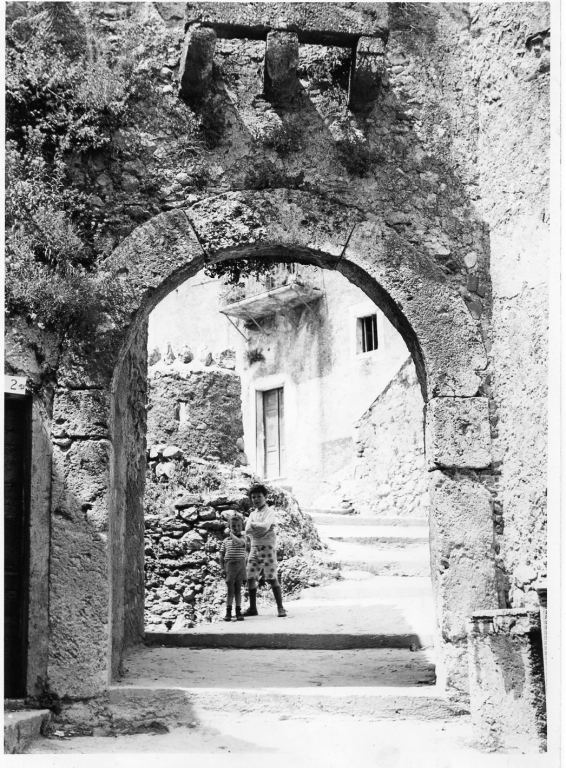
Roccaranieri - La Porta del paese in una foto degli anni '80.

L'ipotesi di Leggio circa la presenza dei conti di Cunio nel territorio delle Plage e quindi circa la fondazione di Roccaranieri è che in un piano di difesa dell'impero dall'espansione dei normanni, i quali nel secolo precedente avevano conquistato tutto il meridione d'Italia, arrivando, nel 1149 a distruggere la città di Rieti, il Barbarossa si fosse valso dell'aiuto di membri della famiglia di Cunio, a lui fedeli, per militarizzare il territorio di frontiera, dopo aver recuperato all'obbedienza le abbazie di Farfa e di San Salvatore Maggiore, tradizionali baluardi del potere imperiale, richiedendo agli abati che concedessero terre in feudo ai suoi sodali per contrastare l'invasione normanna da sud e da est.

Maglioni, pur riconoscendo la presenza nel territorio delle Plage dei conti di Cunio, non è d'accordo nell'identificare il Ranieri che avrebbe fondato Roccaranieri con un nobile del tempo del Barbarossa. Maglioni è piuttosto convinto che la fondazione di Roccaranieri ricordata dall'iscrizione nella lapide, coerentemente con gli altri indizi di carattere locale descritti dalla lapide di Roccaranieri, sia stata compiuta da un personaggio dell'epoca dell'imperatore Federico II. All'epoca, infatti, del sovrano svevo lo scontro tra papato ed impero si riacutizzò anche a motivo del fatto che l'imperatore, dopo l'unione di fatto delle corone normanna e sveva a seguito del matrimonio dell'agosto 1185 tra Enrico VI e Costanza d'Altavilla, stringeva in una morsa i territori papali.

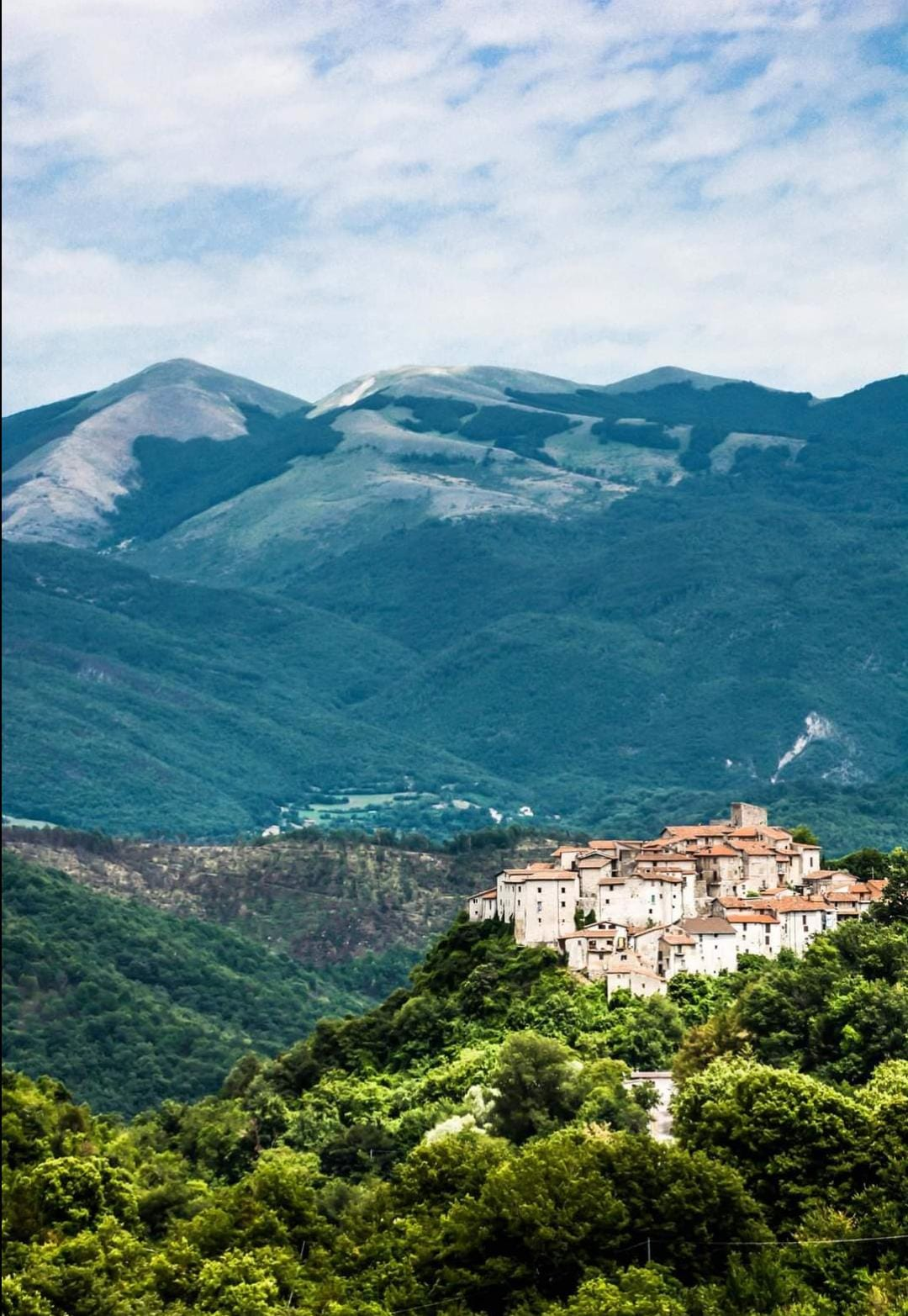
Panorama di Roccaranieri dal Casale Falcetti: la torre del castello del Conte Ranieri domina il paese. Sullo sfondo il Monte Nuria

Di certo non vi sono altri documenti che mettono in relazione, dopo il XII secolo, Roccaranieri con i conti di Cunio. Si suppone che la famiglia mantenne interessi nel reatino per poi fondersi con altre nobili casate locali e diresse altrove i propri interessi una volta accresciuto il proprio prestigio, grazie anche a personaggi del calibro di Alberico da Barbiano - appartenente ad un ramo della famiglia dei conti di Cunio, i da Barbiano - capitano di ventura che imperversò con la sua Compagnia di San Giorgio su tutta la penisola al servizio di tutti i più potenti principi italiani nel XIV secolo.
Un documento del 1191 lascia intendere che tutto il territorio tra i fiumi Salto e Turano, dal fosso di Paganico alla chiesa di San Michele Arcangelo a Rieti, fosse, finalmente, nella sola proprietà dell'abbazia di San Salvatore Maggiore sebbene i conti di Cunio ed altri godessero, forse solo nominalmente, di parte del territorio della Plage concesso dalle abbazie in enfiteusi ancora ai tempi del Barbarossa. 
Roccaranieri tornò così, presumibilmente già intorno al XIV secolo, sotto il controllo diretto dell'abbazia di San Salvatore Maggiore e rimase da allora nella signoria di San Salvatore Maggiore citato tra i possedimenti dell'abbazia come Arx/Rocca Rayneria/Raineria ovvero Arx/Rocca Raynerii/Rainerii.

### Età Moderna
Come gli altri castelli dell'abbazia, Roccaranieri fu, fino al XV secolo, direttamente soggetta all'autorità dell'abate e del capitolo abbaziale di San Salvatore Maggiore. Erano gli abati ed il capitolo di San Salvatore Maggiore che governavano, secondo i principi stabiliti negli statuti abbaziali, tutti gli aspetti della vita degli abitanti dei territori dell'abbazia.

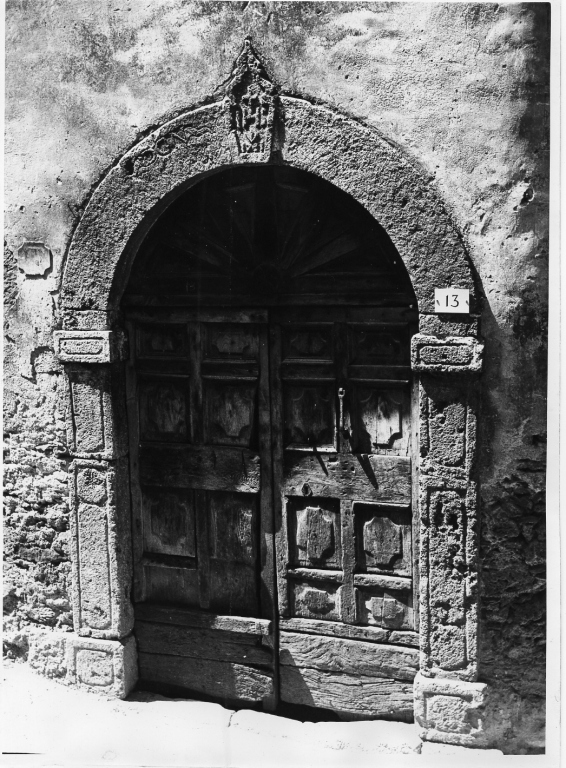
Roccaranieri - Portone di Palazzo Novelli in Via dei Casarini, foto degli anni '80.

L'economia del territorio dei paesi dell'abbazia, era basata principalmente sull'agricoltura e sulla pastorizia. L'estensione territoriale di ogni paese dell'abbazia era un assetto fondamentale per la vita dei suoi abitanti ed è per questo che le dispute territoriali con gli altri castelli rappresentavano un problema fortemente sentito dagli abitanti. Lo dimostra la disputa ultracentenaria che la comunità di Roccaranieri dovette affrontare, a partire dal XV secolo con la comunità di Concerviano per il possesso dei territori del diruto castello di Antignano. I cittadini di Roccaranieri due volte, nel 1486 e nel 1743, furono coinvolti in una causa dagli abitanti di Concerviano e per due volte uscirono vincitori dal giudizio che, nel Settecento, durò addirittura per 54 anni, fino alla sentenza del 1797. Ciononostante nell'Ottocento gli abitanti di Concerviano ancora non si erano rassegnati a perdere quei territori tanto che oggi il confine del comune di Concerviano verso Roccaranieri è là dove la pretesa degli abitanti di Concerviano lo poneva nelle loro richieste nella prima metà dell'Ottocento.
A partire dal XV secolo e per i due secoli a seguire, l'abbazia di San Salvatore Maggiore, e quindi i paesi del suo territorio, divennero, di fatto, proprietà degli abati commendatari, nominati direttamente dal pontefice e nelle loro mani passò il potere spirituale, che essi esercitavano con il titolo di abate di San Salvatore Maggiore, così come il potere temporale, una volta amministrato nei territori dell'abbazia dal capitolo abbaziale. Fino al XVI secolo si succedettero nel controllo dell'abbazia e del suo territorio nomi influenti delle famiglie protagoniste nel teatro della Curia Romana quali i Della Rovere, gli Orsini e i Farnese. 
A partire dal XVII secolo subentrò alla commenda abbaziale la famiglia Barberini che fu responsabile della soppressione dell'abbazia nel 1629. Il patrimonio territoriale dell'abbazia rimase tuttavia intatto e l'amministrazione passò sotto il diretto controllo della Sacra Congregazione del Buon Governo. Il territorio dell'abbazia divenne un governatorato e Longone divenne la sede del governatore che si occupava per conto del governo centrale, dell'amministrazione civile.

### Ottocento
Dopo l'entrata dei francesi a Roma nel febbraio del 1809 e l'annessione di Lazio e Umbria all'Impero francese nel maggio del 1809, sotto il governo napoleonico, le terre dell'abbazia, come il resto dell'Alta Sabina, furono incluse nel Dipartimento di Roma sotto l'Arrondissment di Rieti. Nel 1809 Roccaranieri faceva parte del Cantone di Monteleone nel Circondario di Rieti parte del Dipartimento del Tevere e, anche gli abitanti di Roccaranieri abili alle armi, vennero coscritti nella Grande Armée  partecipando alle campagne napoleoniche.

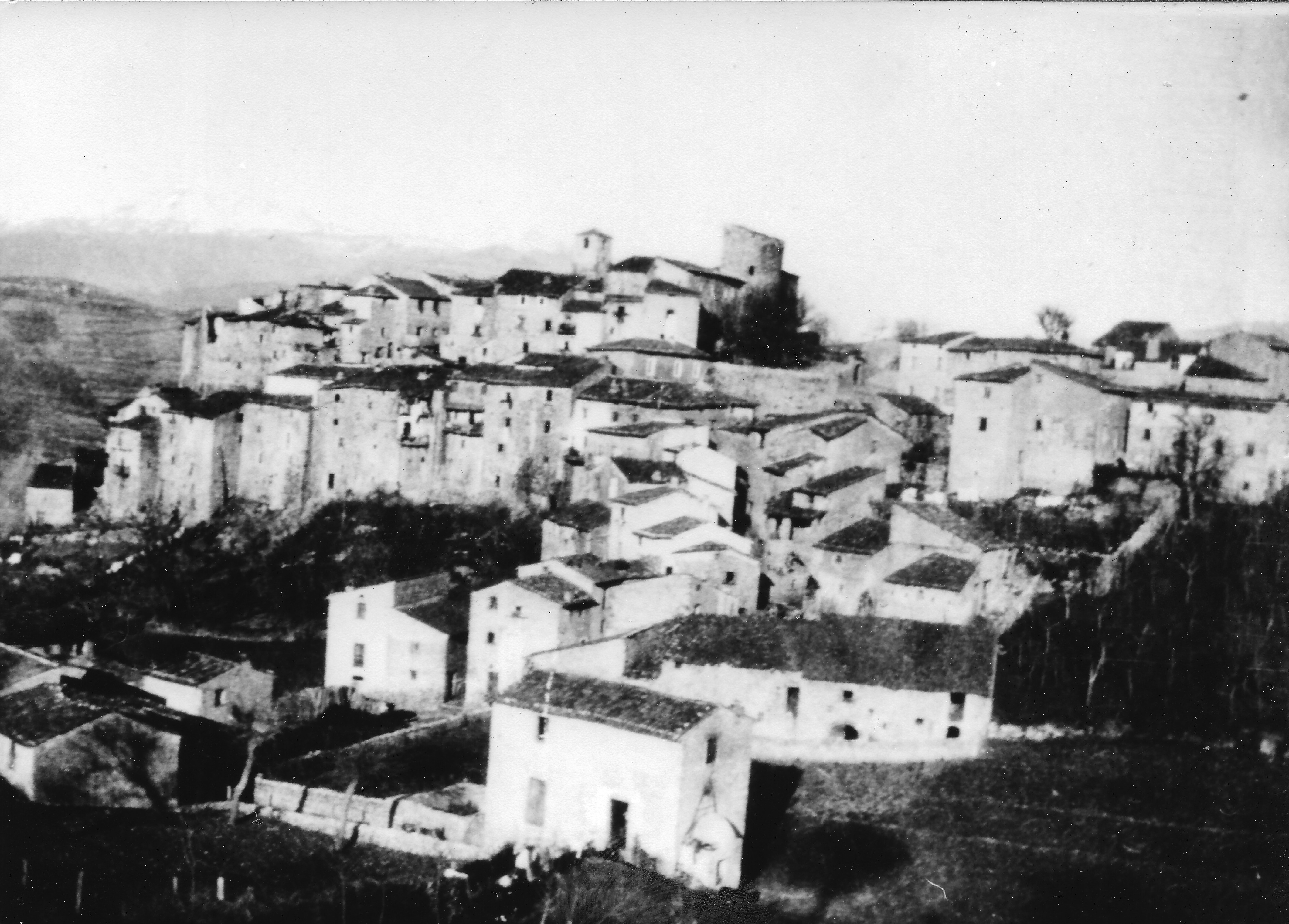
Panorama di Roccaranieri dal Colle delle Prata, rara foto di inizio Novecento: si riconosce l'impianto medioevale del castello ancora intatto con la torre campanaria della chiesa di San Pietro dentro le mura (demolita in seguito al terremoto di Avezzano del 1915).

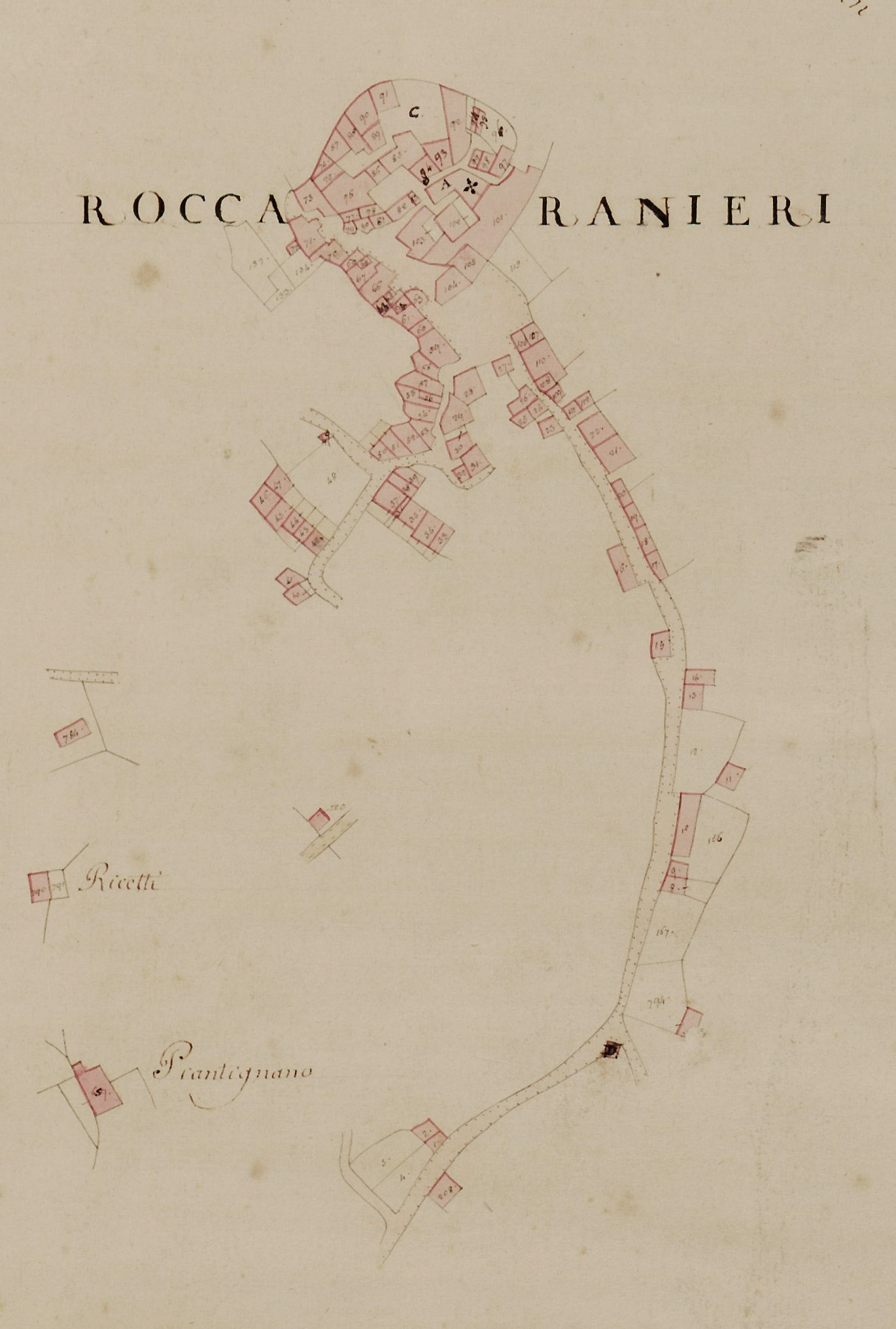
Roccaranieri sul Catasto Gregoriano (1834).

Al termine del periodo napoleonico, già nel 1814 le terre abbaziali tornarono sotto il governo della Camera Apostolica. Nel 1816 il governo dei domini papali fu tuttavia riorganizzato e i territori dell'abbazia confluirono nell'allora creata Delegazione Apostolica di Rieti . Nel 1817 Roccaranieri divenne appodiato di Belmonte e dal 1853, a seguito di una nuova riorganizzazione, con la creazione del comune di Longone Sabino divenne appodiato di quest'ultimo insieme ai paesi di Porcigliano e San Silvestro.
L'Ottocento venne segnato da ripetute epidemie di colera che colpirono più volte l'Europa a cui non sfuggirono nemmeno i centri più isolati: l'epidemia di colera del 1837, a causa della quale nei paesi al confine tra il Regno di Napoli e lo Stato Pontificio vennero istituite numerose barriere sanitarie, e, soprattutto, l'epidemia di colera del 1854-1855 che a Roccaranieri fece ben 35 vittime in poco più di un mese e mezzo.
Il paese rimase, fino all'annessione della Legazione dell'Umbria al Regno d'Italia nel 1860, sotto lo Stato Pontificio nella delegazione di Rieti. Il suo territorio segnava il limite, ad est, per un tratto, del confine con il Regno di Napoli. Prima degli accordi del 1840 che segnarono lo spostamento del confine, in quel tratto di frontiera, lungo il corso del fiume Salto e l'apposizione dei cippi di confine nel resto della frontiera, il confine tra lo Stato Pontificio e il Regno di Napoli, correva nel territorio tra Cenciara e Roccaranieri. 
Dopo l'Unità d'Italia, con l'annessione delle legazioni di Umbria e Marche al Regno d'Italia, il Governatorato di Longone si trasformò nel Comune di Longone e Roccaranieri divenne una delle sue tre frazioni entrando nella Provincia dell'Umbria sotto il Circondario di Rieti.

### Novecento

#### Il fenomeno dell'emigrazione
Come altri paesi del centro Italia, specie degli Abruzzi, anche Roccaranieri, fu interessata, durante la fine dell'Ottocento e l'inizio del Novecento, dal fenomeno dell'emigrazione verso il continente americano, specialmente verso gli Stati Uniti, nel Nord America e il Brasile nel Sudamerica. Dai registri di sbarco ad Ellis Island risulta come molti abitanti di Roccaranieri riferissero come primo domicilio la città di Filadelfia, dove sorse, molto probabilmente, agli inizi del secolo, una piccola comunità di emigrati provenienti dallo stesso paese.
Il 13 gennaio 1915 tutto il territorio del Centro Italia venne funestato dal terremoto della Marsica. Trovandosi a meno di 70km dall'epicentro di Avezzano, anche Roccaranieri subì danni del VII grado della scala Mercalli.

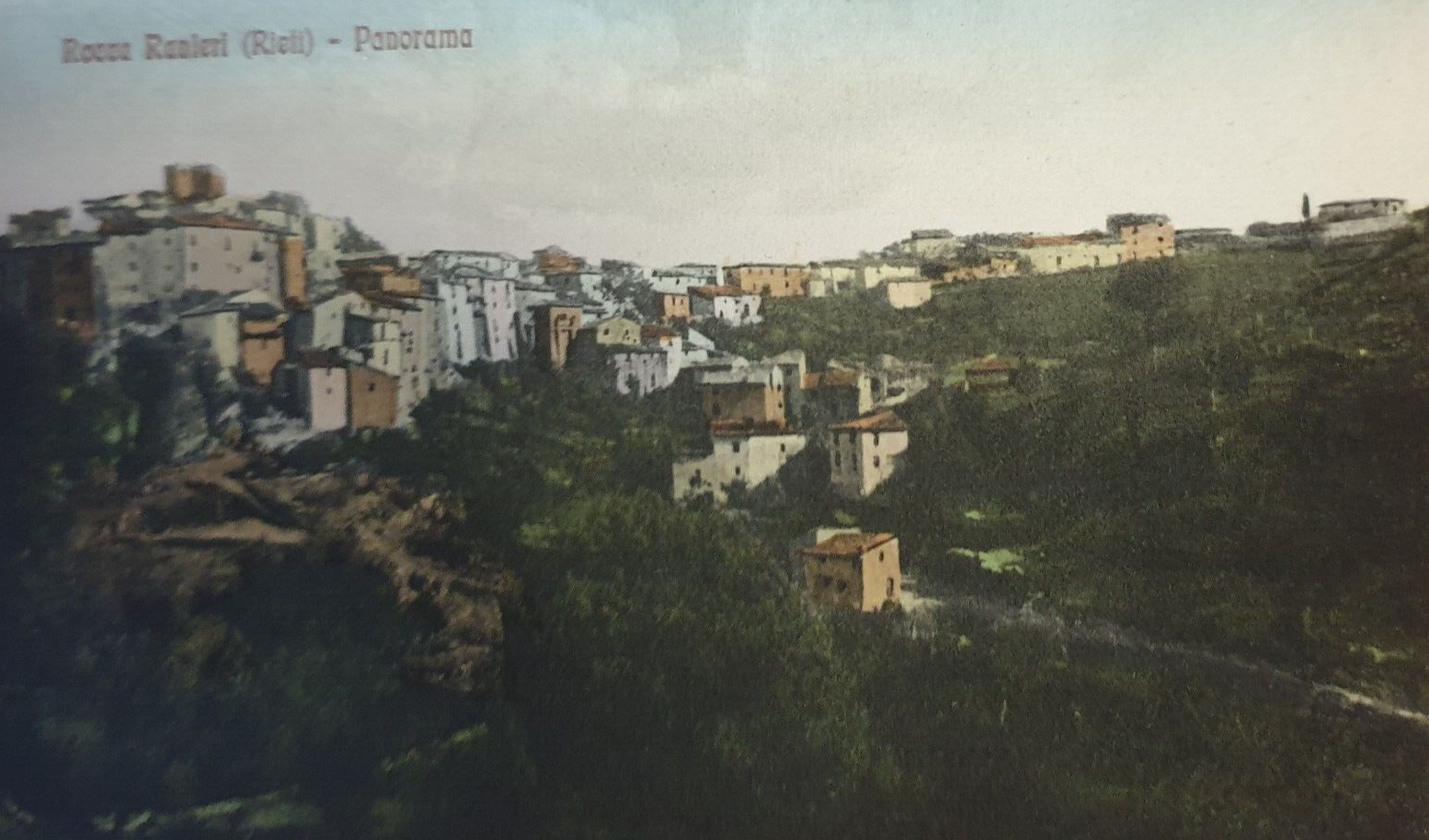
Cartolina di Roccaranieri (1933).

Il paese pagò poi il suo tributo in vite umane durante la prima guerra mondiale. I soldati caduti sono ricordati sul monumento ai Caduti nella Piazza del Popolo.
Alla creazione della Provincia di Rieti, sotto il governo fascista, il comune di Longone, e con esso le sue frazioni, passò dalla provincia dell'Umbria a quella di Rieti. Anche a Longone e nelle sue frazioni al sindaco fu, così, sostituito un podestà di nomina regia, uomo di fiducia del PNF.
Nel 1934, dopo la sigla dei Patti Lateranesi del 1929, sotto la guida del vescovo di Rieti Massimo Rinaldi, venne completata la costruzione della nuova chiesa di San Pietro fuori le mura.

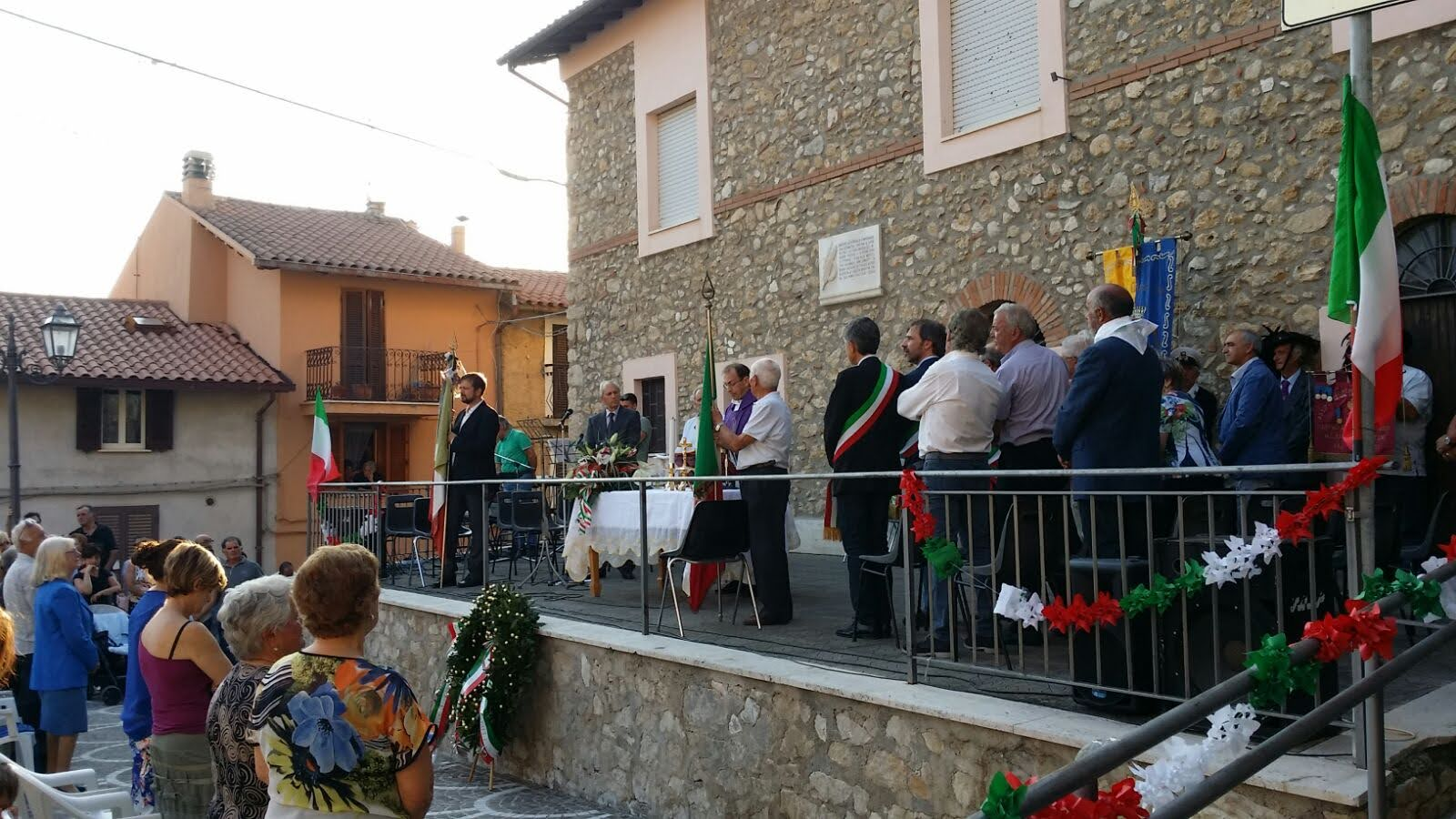
Cerimonia in memoria dei caduti di tutte le guerre nella Piazza del Popolo a Roccaranieri (2015)

Alcuni volontari da Roccaranieri presero parte alla Guerra d'Etiopia (1935-1936) e alle successive imprese coloniali del regime fascista. Il secondo conflitto mondiale fu causa di altre giovani vittime per il paese. I nomi dei soldati di Roccaranieri, deceduti durante la seconda guerra mondiale, sono ricordati, insieme a quelli del primo conflitto, sul monumento ai Caduti nella Piazza del Popolo.

#### Eccidio di Roccaranieri (6 giugno 1944)
La mattina del 6 giugno 1944 un reparto tedesco di passaggio nella sottostante valle del Salto, in ritirata dalla linea Gustav, si rese colpevole dell'uccisione di 13 civili a Roccaranieri in rappresaglia per la morte di un soldato tedesco avvenuta nei pressi del casale Cattani, alla confluenza del Fosso della Mola di Roccaranieri con il fiume Salto.

#### Dopoguerra
Molti degli abitanti di Roccaranieri, attratti da nuove prospettive economiche, si trasferirono nei centri urbani del Lazio. Roma raccolse la maggior parte di quanti cercavano nelle città nuove possibilità. 

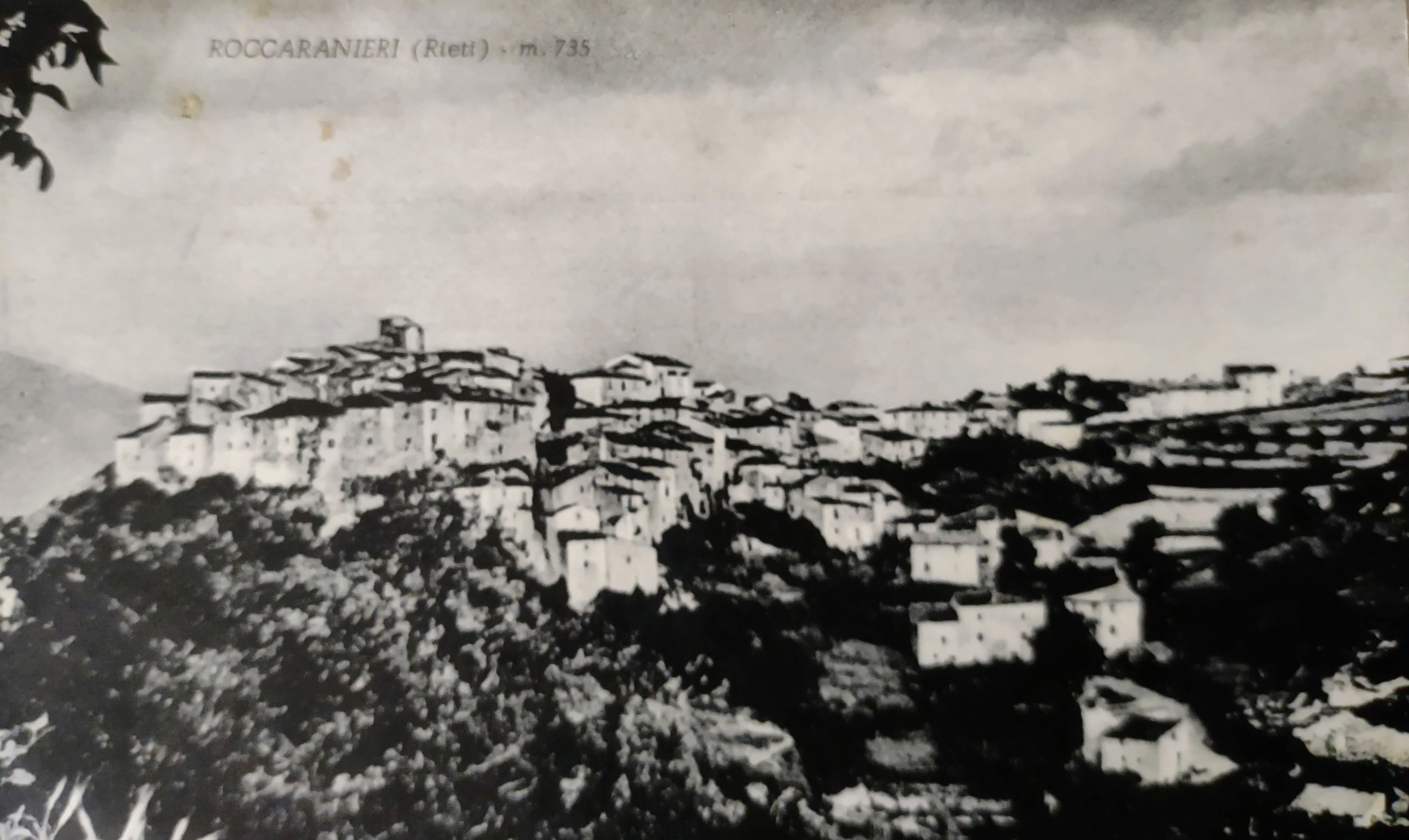
Una cartolina in bianco e nero di Roccaranieri negli anni '50.

Dapprima erano i capi famiglia a trasferirsi, provvedendo da lontano, con il loro lavoro in città, al sostentamento della famiglia. Per lungo tempo l'impiego principale degli abitanti di Roccaranieri trasferitisi a Roma fu quello di fuochisti ovvero di operai specializzati nell'accensione delle caldaie, prima a carbone e poi a gasolio, degli innumerevoli stabili della capitale.
Grazie ai proventi del lavoro nella capitale, molte famiglie poterono trovare le risorse per ammodernare le vecchie case dentro il paese o costruire delle nuove case fuori dalle mura. Il risultato fu l'ampliamento del paese lungo le vie di accesso al paese e il definitivo trasferimento di interi gruppi familiari nella capitale.
I viaggi verso Roma e il vicino capoluogo di Rieti si fecero per gli abitanti del comune di Longone Sabino più frequenti a partire dagli anni '50 tanto da rendere necessaria la costruzione di una strada che collegasse più velocemente Roccaranieri alla valle del Salto e quindi alla città di Rieti.  Si cominciò, così, all'inizio degli anni Sessanta, la costruzione dei 4,2km della SP30a che dall'abitato di Roccaranieri si innesta sulla SS 578 Salto-Cicolana.

## Monumenti e luoghi d'interesse

### Architetture Civili

#### Il centro storico di Roccaranieri
Roccaranieri sorge su di un'altura tra le valli dei fiumi Salto e Turano.  Il centro storico del paese conserva ancora l'aspetto del castello: le sue abitazioni svettano con delle mura imponenti su di una rupe, formando una possente cinta, ben visibile da lontano, intorno all'antica chiesa di San Pietro. Quella che doveva essere la dimora del conte Ranieri, riconoscibile dalla più alta delle torri che sovrasta l'abitato, ne costituisce il limite dell'originale cinta muraria verso sud-est. 

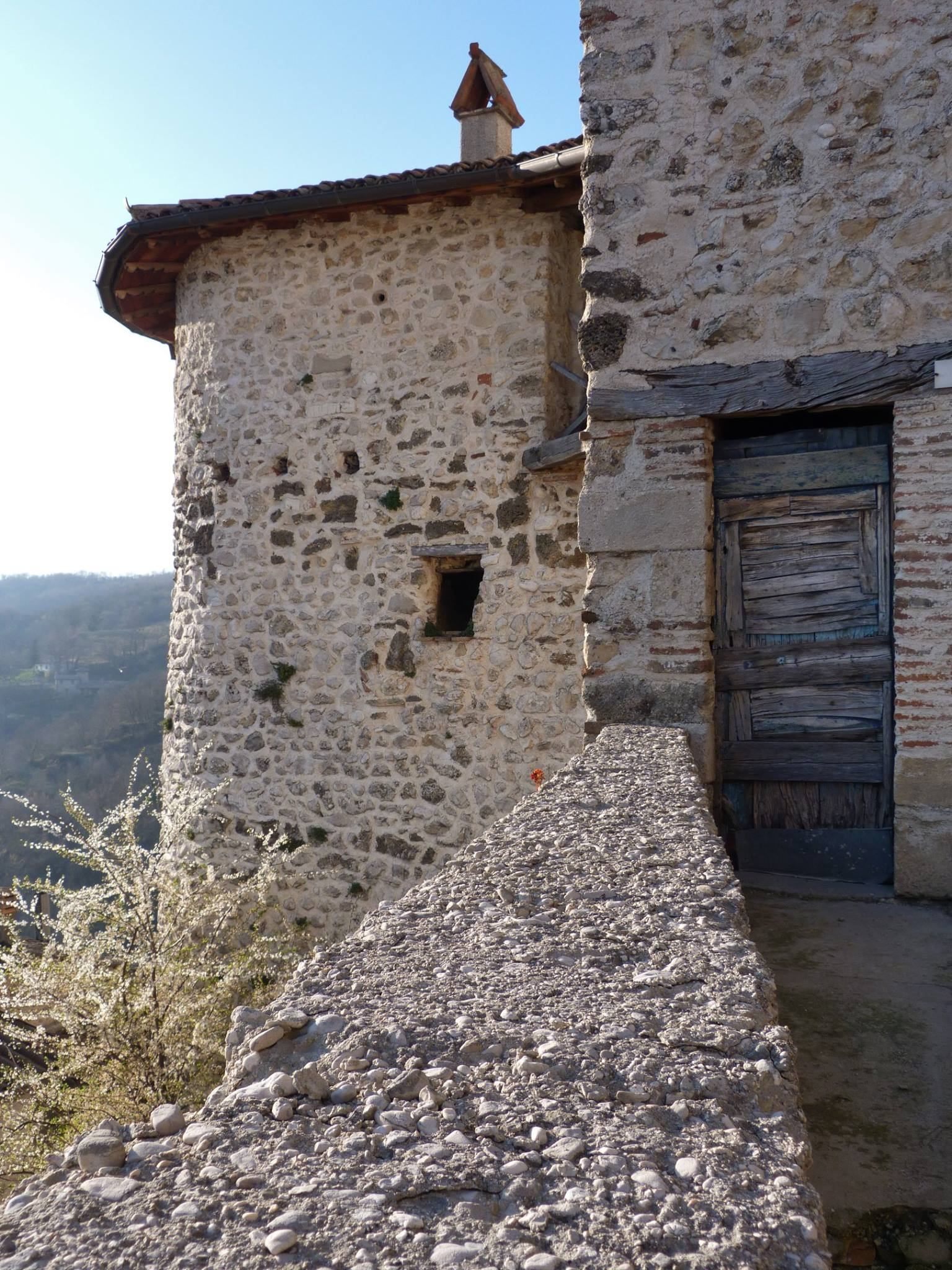
La torre di Leonardo da via della chiesa vecchia.

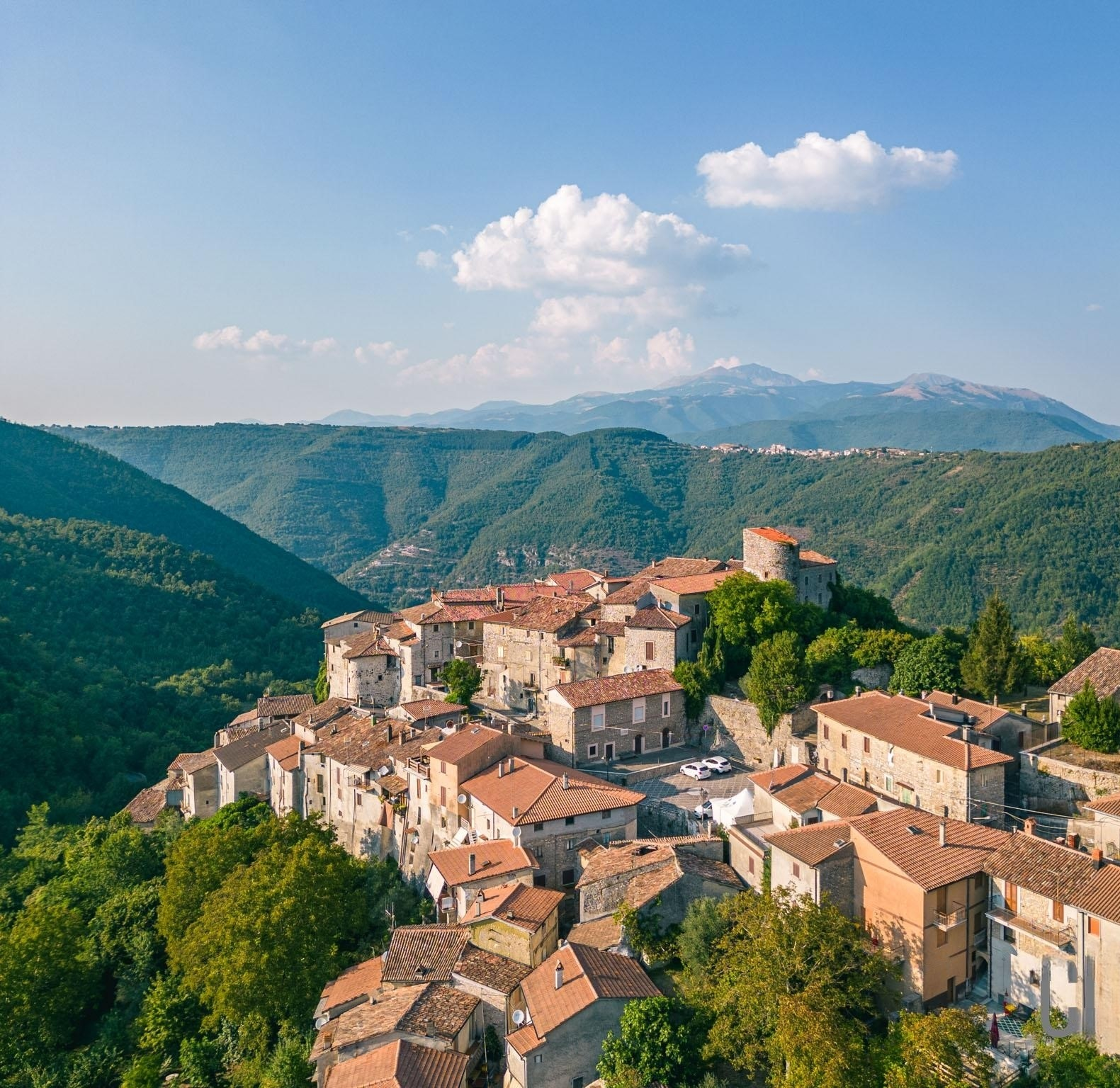
Vista di Roccaranieri da Sud. Sullo sfondo il castello di Calcariola, limite del Regno Normanno e, in fondo, il Terminillo (2217m).

Al paese si accede dalla Porta di Roccaranieri, sopra la quale è affissa la copia della lapide di Roccaranieri il cui testo proviene dagli archivi del notaio Giovanni Cesidio di Gavignano ritrovati, alla fine dell'Ottocento, a Calvi dell'Umbria. La porta è ricavata sulla seconda cinta muraria del castello, quella formata da un'ulteriore cinta di case, dette "il borgo", a ridosso dell'originale cinta muraria:  queste case erano costruite con l'accesso verso il castello, per ovvi motivi difensivi, lungo la via oggi detta via del Borgo, nota tra gli abitanti del paese come "u' Viculu", percorrendo la quale è possibile ammirare, a monte della stessa via, una delle cinque originali torri della prima cinta muraria, la cosiddetta torre di Leonardo, dal nome di uno degli ultimi proprietari.
Le case più antiche nel centro storico del paese che si affacciano sulla valle del Salto vengono dette "i Casarini", come ricorda il nome della piccola piazza da cui si gode del panorama della valle sottostante e del prospiciente castello di Calcariola, fortezza a difesa del confine settentrionale del regno normanno-svevo prima e angioino-borbone poi. 
Un'altra piccola piazza nel centro del paese invece si affaccia verso nord-ovest, in direzione della chiesa di San Giovanni e della valle omonima; tra questa piazza e quella dei Casarini sorge un complesso residenziale, restaurato negli anni Novanta del secolo scorso, che offre, a chi accede al paese dalla valle del Salto tramite la SP30a, l'immagine più autentica dell'originaria Rocca del conte Ranieri di Cunio ossia dell'Arx Rainerii o Arx Raineria.
Dinanzi alla porta del paese una via scalinata, via Rieti, attraversa le case note col nome de "i Raili", in direzione della chiesa di San Giovanni e della Fonte Vecchia. Sulla via un imponente arco sostiene un passaggio di attraversamento tra due abitazioni.

Sempre davanti alla porta principale del paese, separata da via Rieti tramite un muro in sassi, si trova la Piazza del Popolo, su cui si affaccia il Palazzo delle Scuole, così detto perché adibito negli anni Sessanta a scuola elementare e più recentemente ad ambulatorio medico e centro per la comunità. Dinanzi al palazzo si trova un palco rialzato in muratura usato nelle cerimonie civili e realizzato durante il recente restauro della piazza. Sulla piazza è eretto il monumento ai Caduti delle Guerre e sul muro retrostante la lapide dell'eccidio di Roccaranieri del 6 giugno 1944. Sopra alla piazza una torre imponente - rivolta a sud-est -  domina l'area nota tra gli abitanti del paese con il nome di "Callarina". 

Scorci del borgo medioevale di Roccaranieri
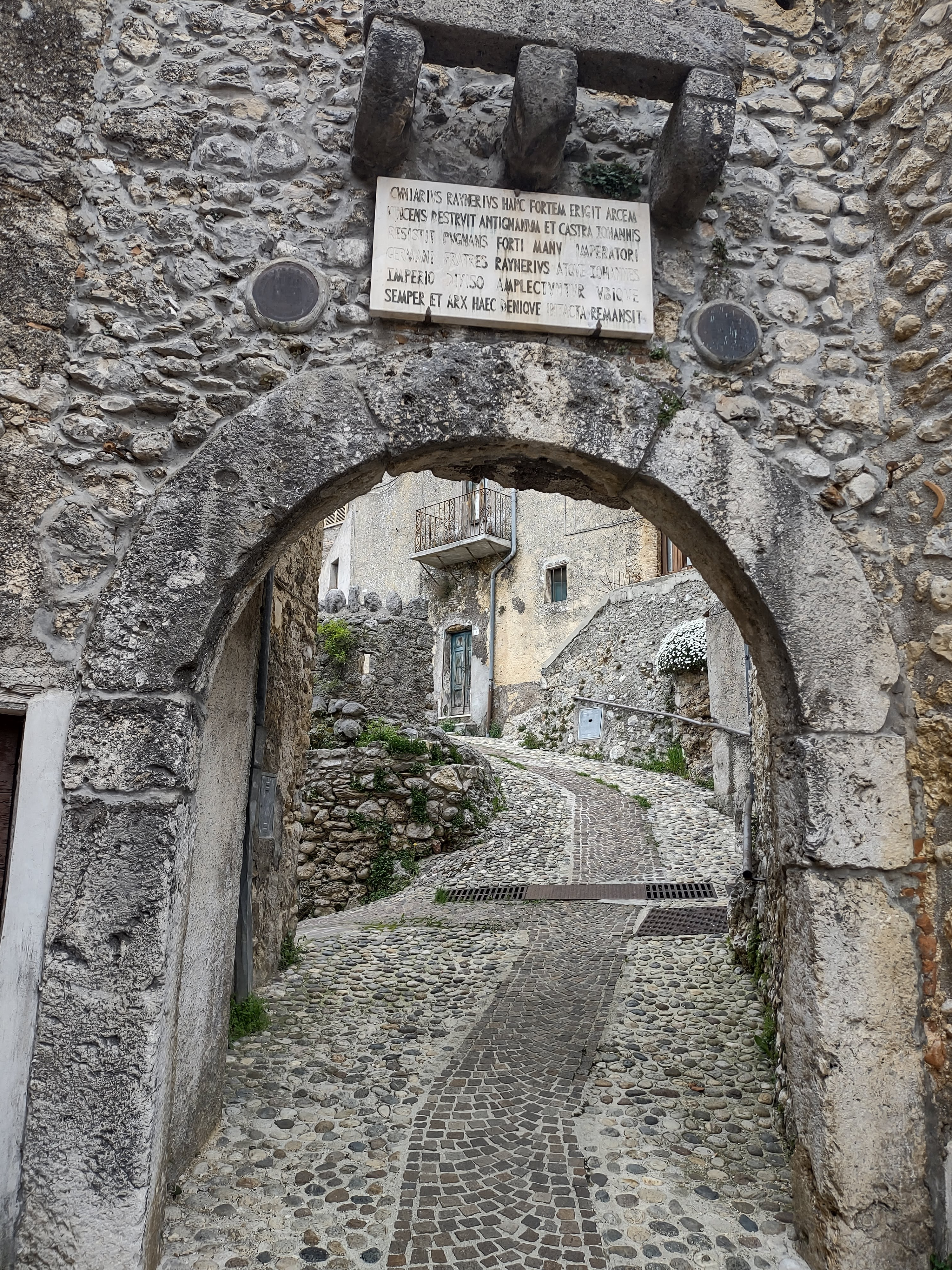
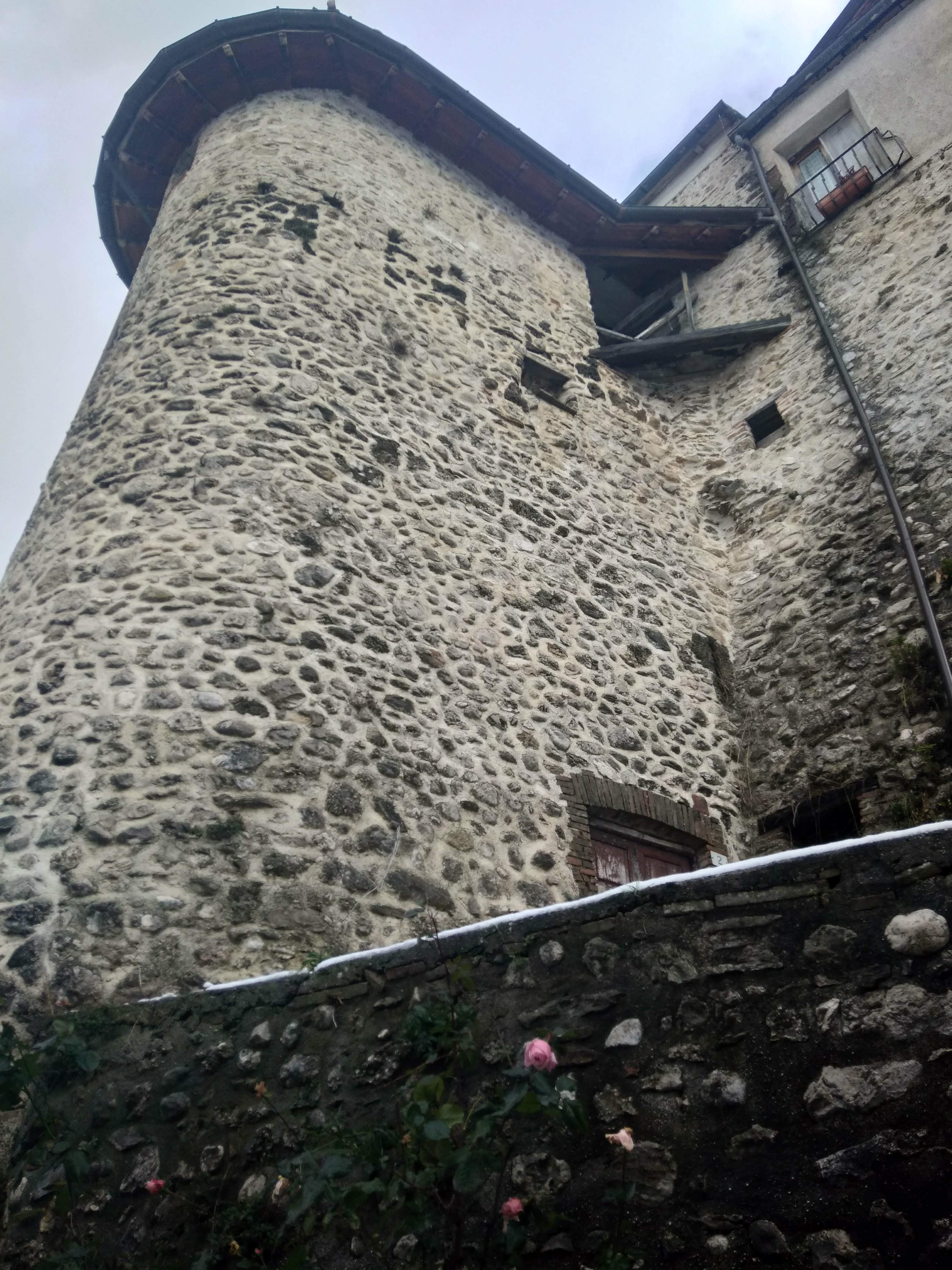
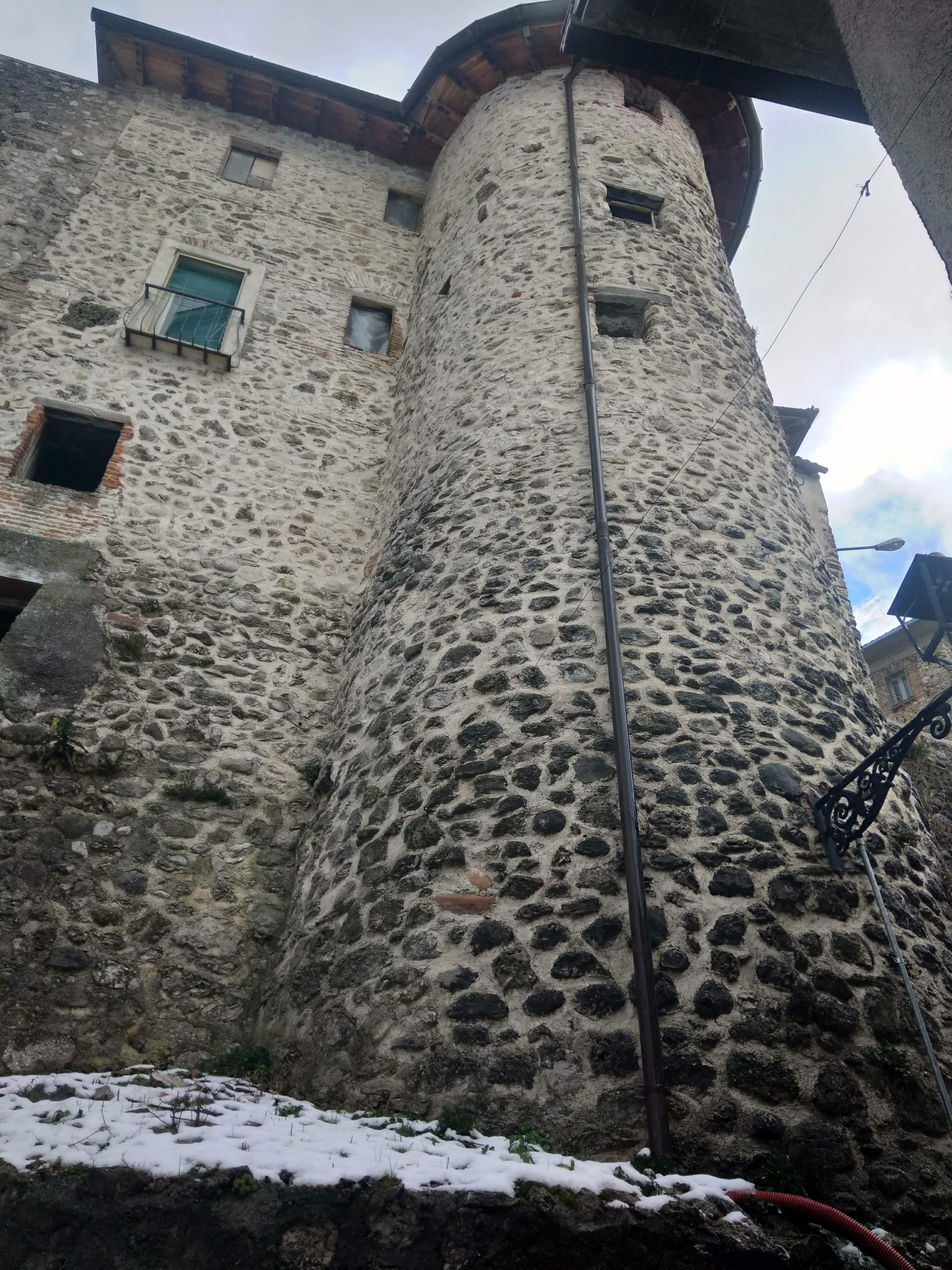
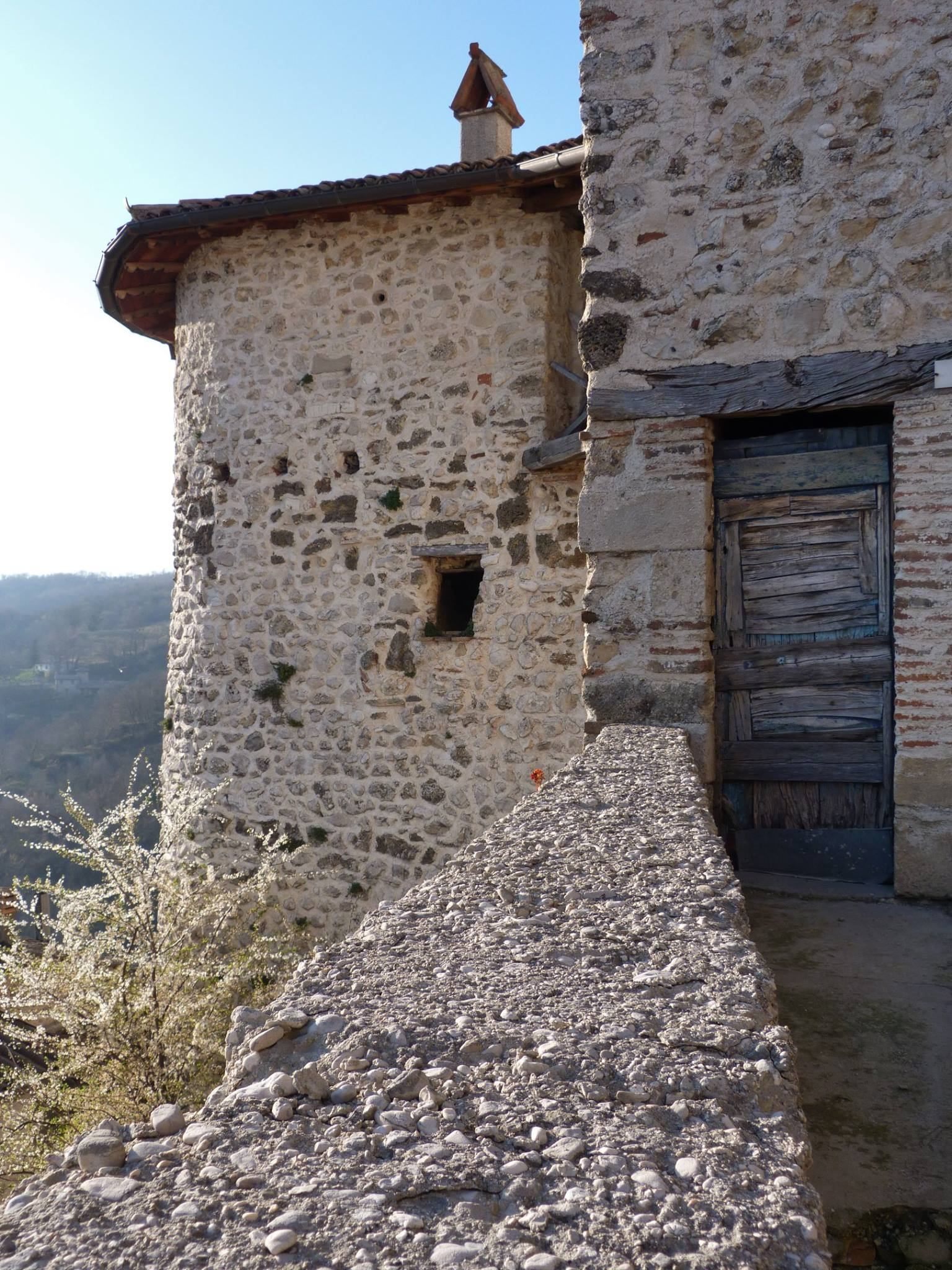
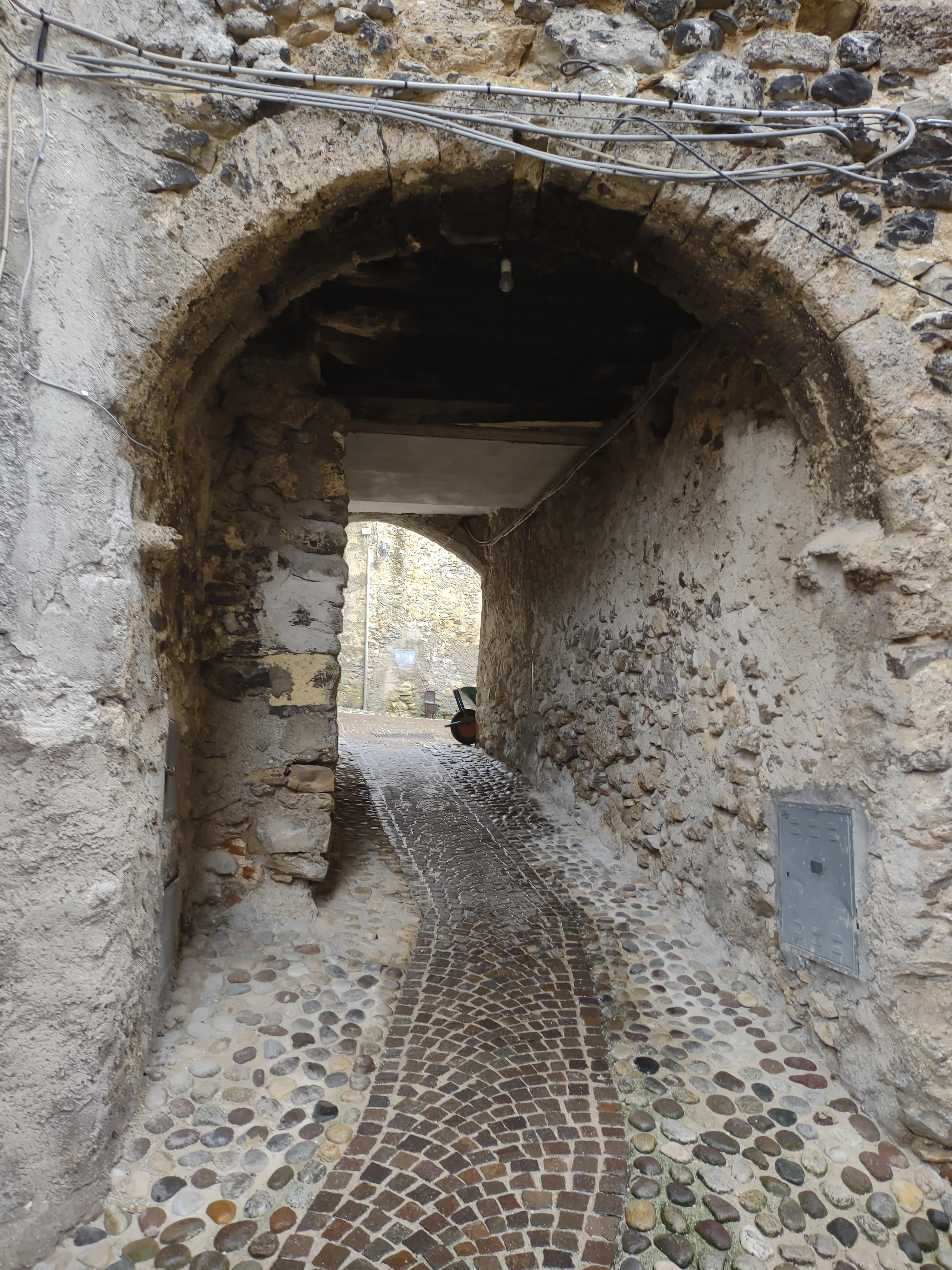
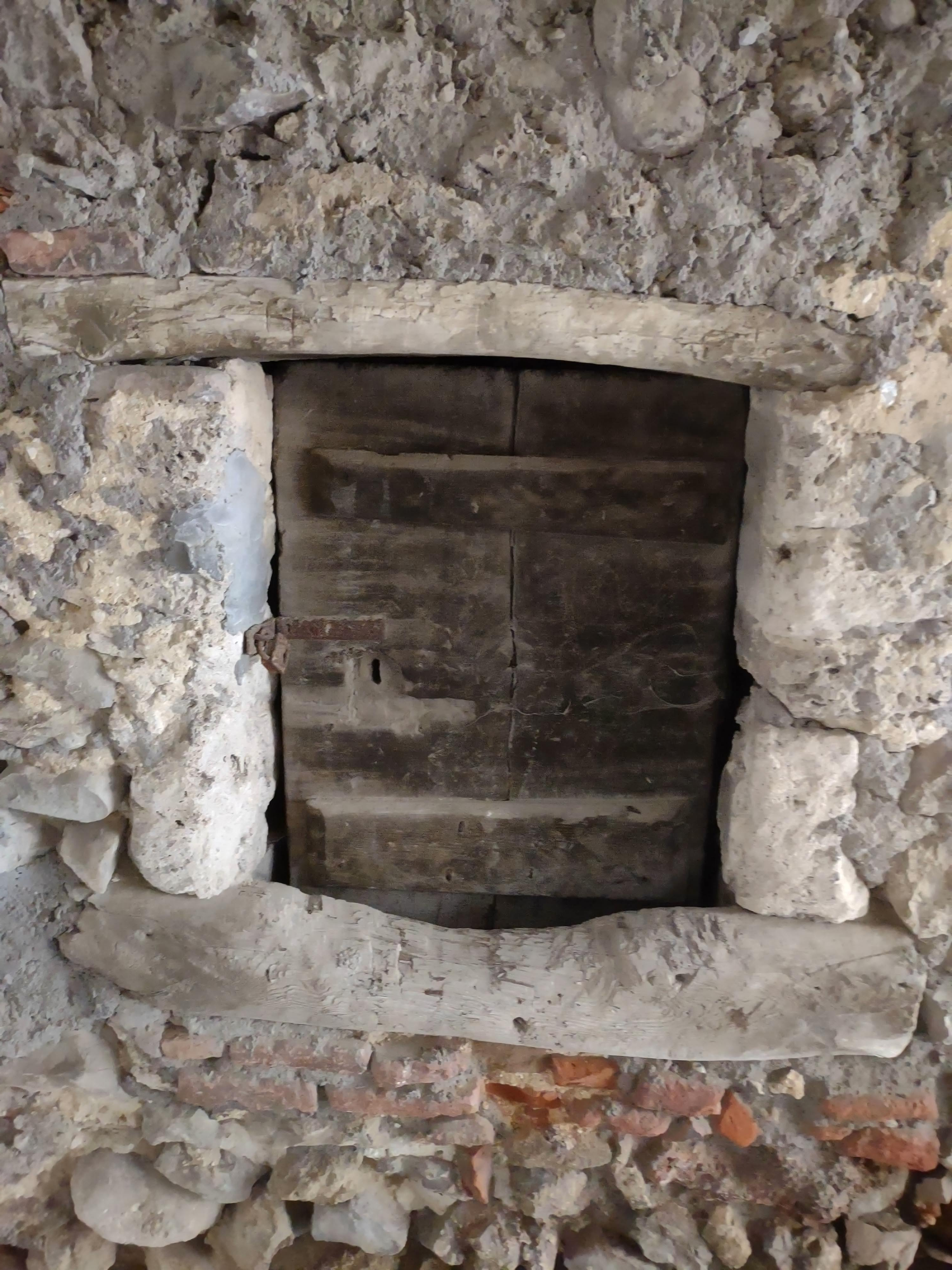
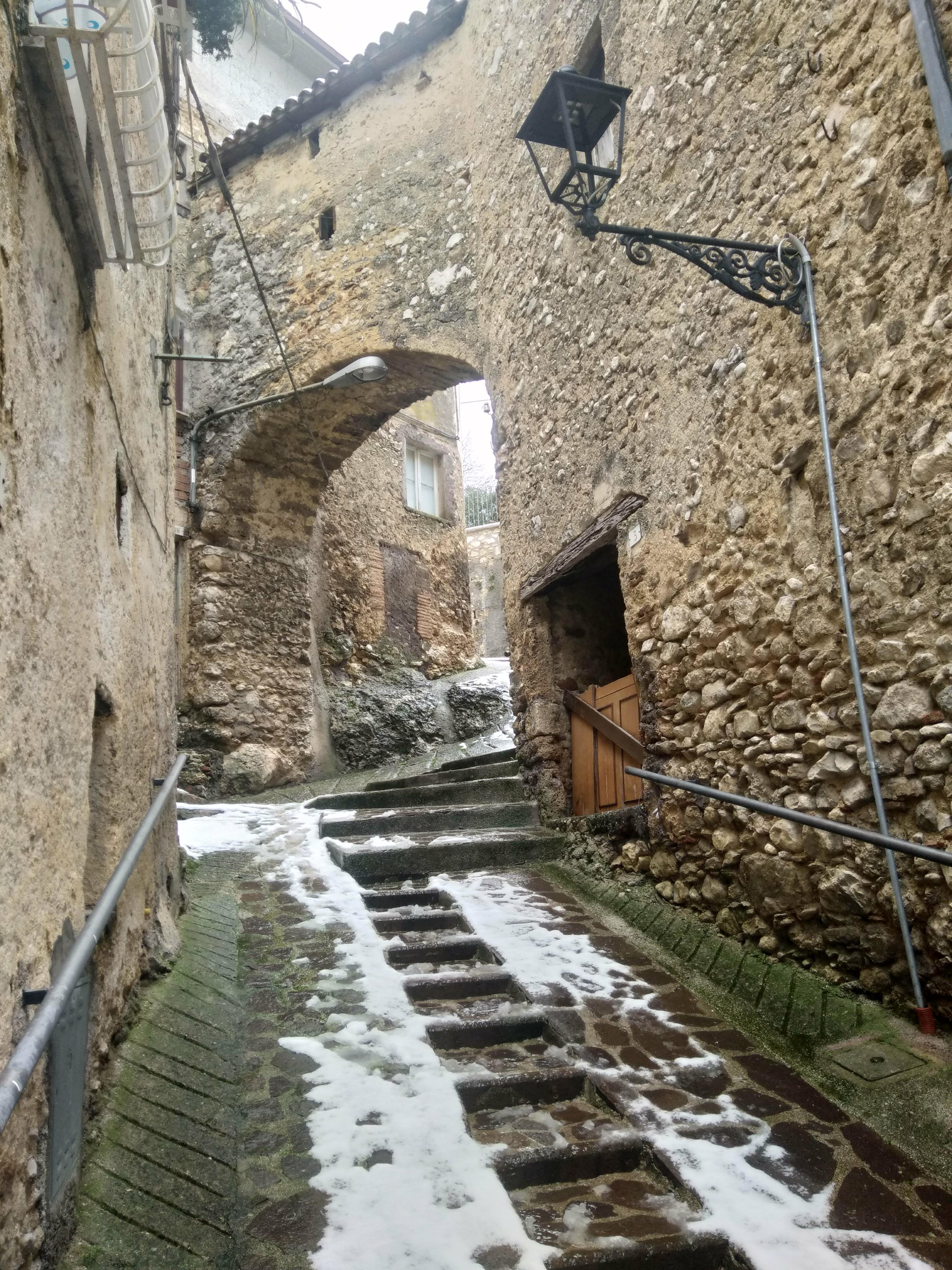
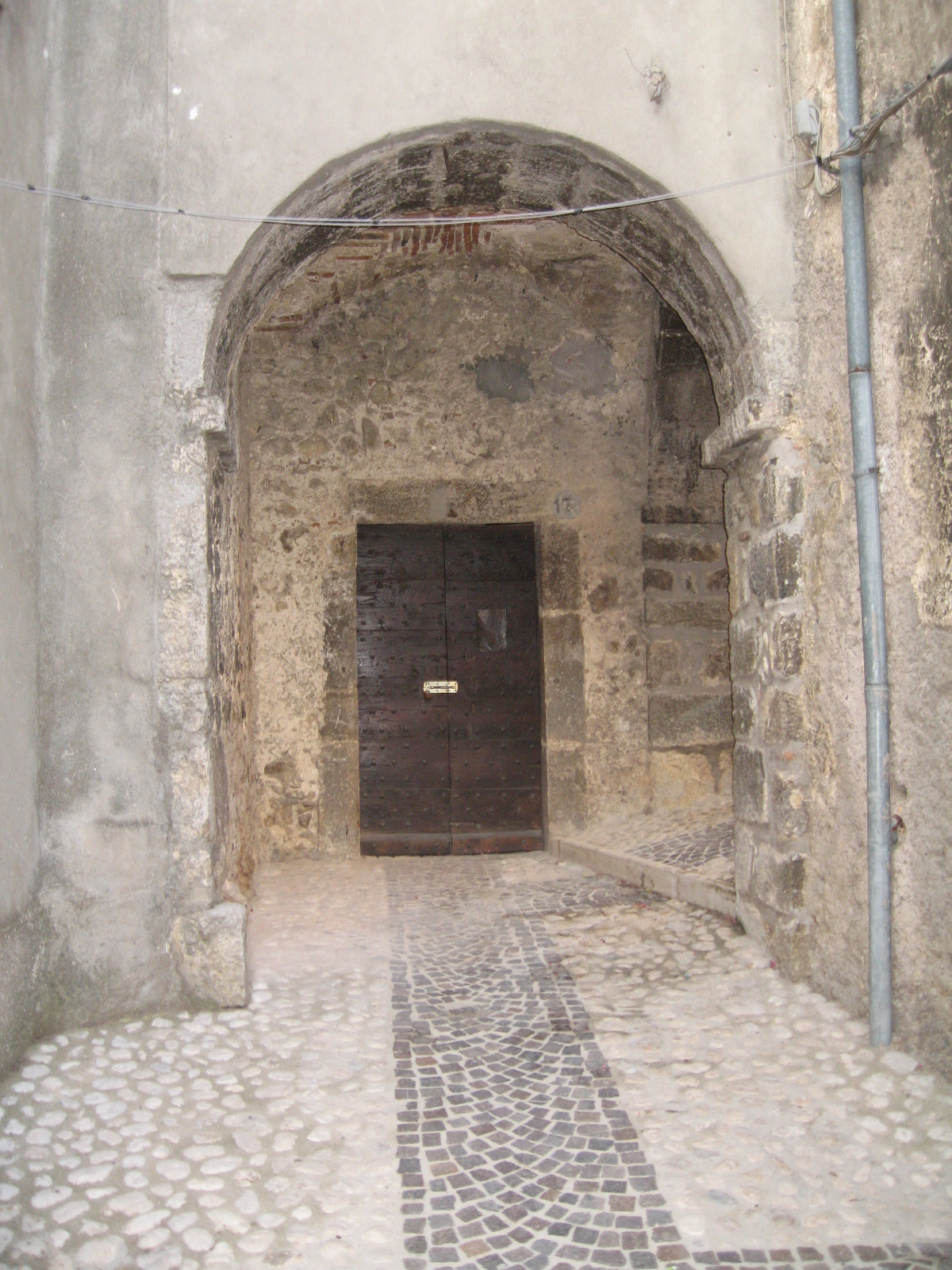
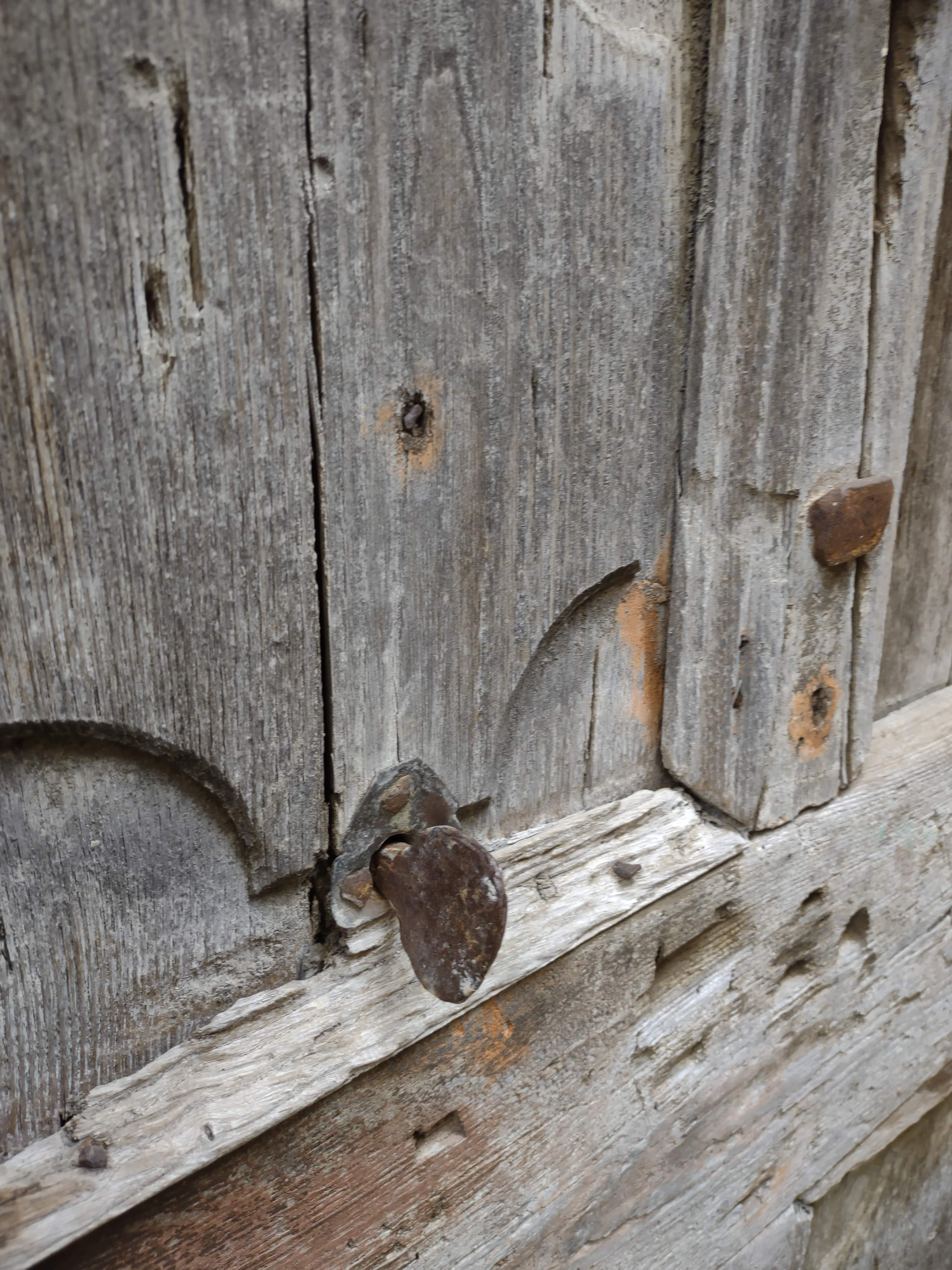

#### Ponti sul Fosso della Mola
Due ponti di antica fattura, probabilmente romana, si trovano nel territorio di Roccaranieri. Entrambi facilitano l'attraversamento dello stesso corso d'acqua, il Fosso della Mola di Roccaranieri, in due diversi punti del torrente:

##### Ponte di San Giovanni
Il primo ponte, detto Ponte di San Giovanni, si trova lungo la strada che dal paese raggiunge la chiesa di San Giovanni. Era attraversato dalle processioni verso la chiesa di San Giovanni o da quanti si recavano alla chiesa di San Giovanni nel giorno della Pasquarella e dai cortei funebri allorché si accompagnavano i defunti alla chiesa di San Giovanni Battista per i riti funebri e la tumulazione.

Ponte di San Giovanni
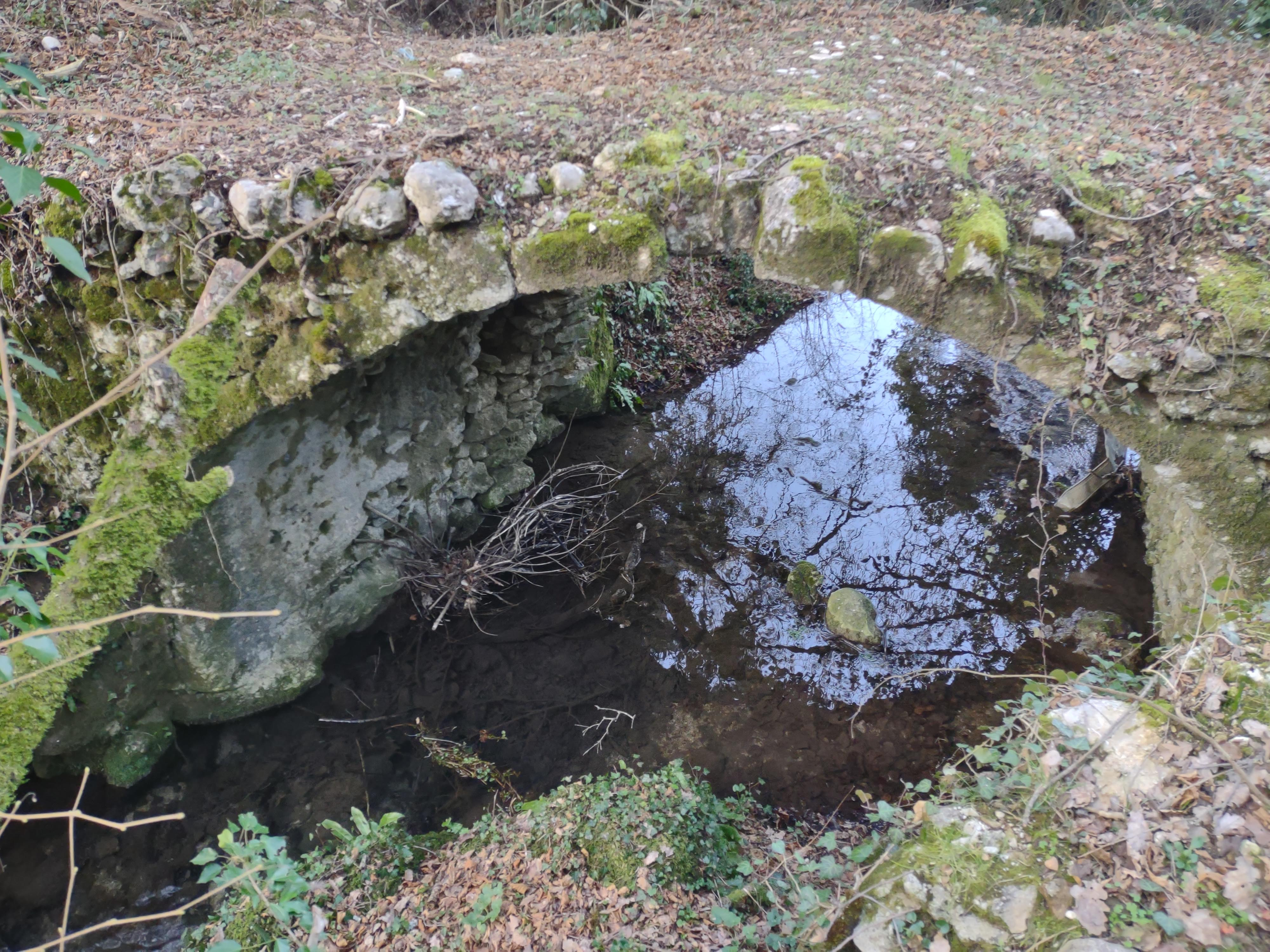
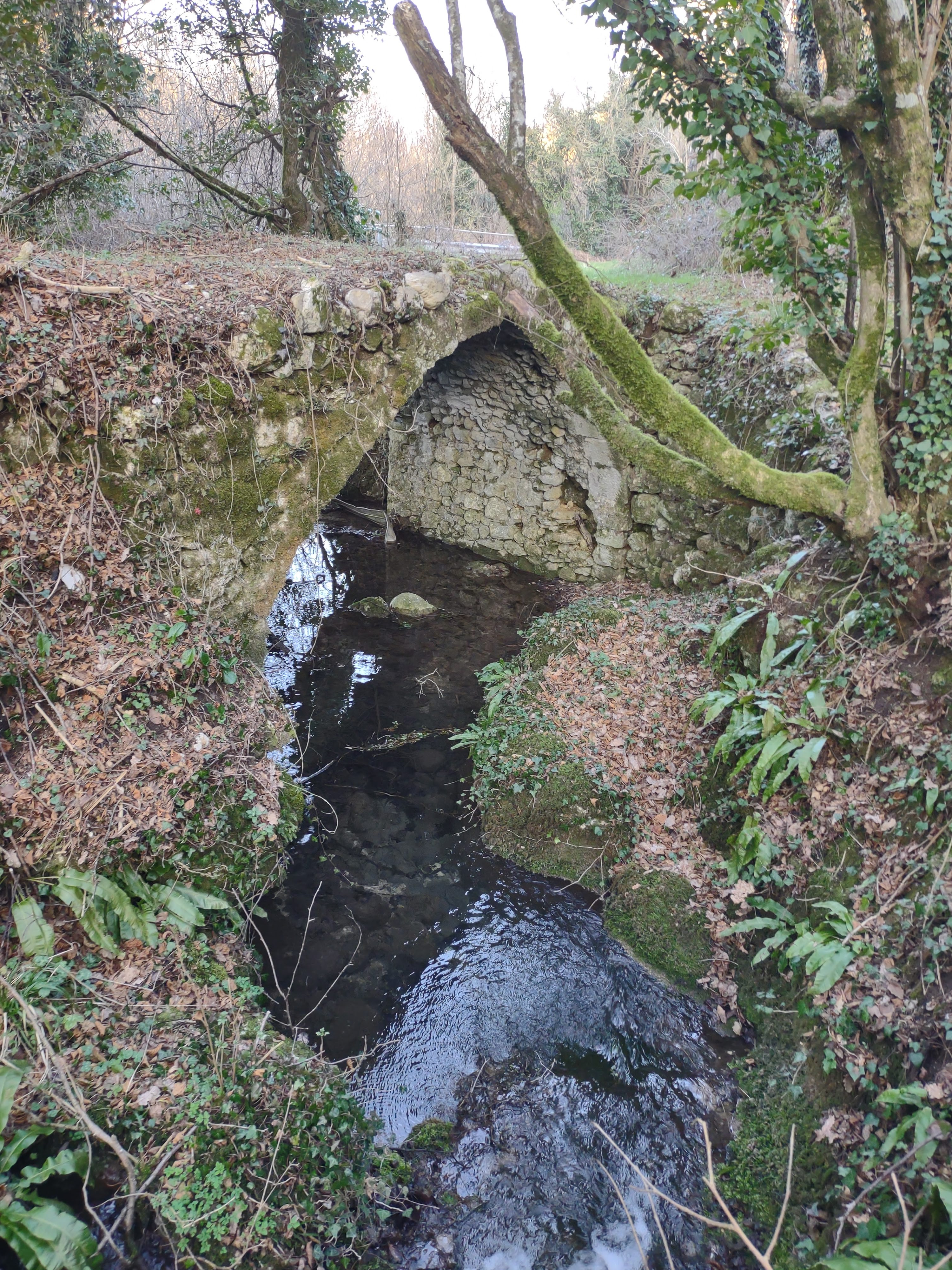
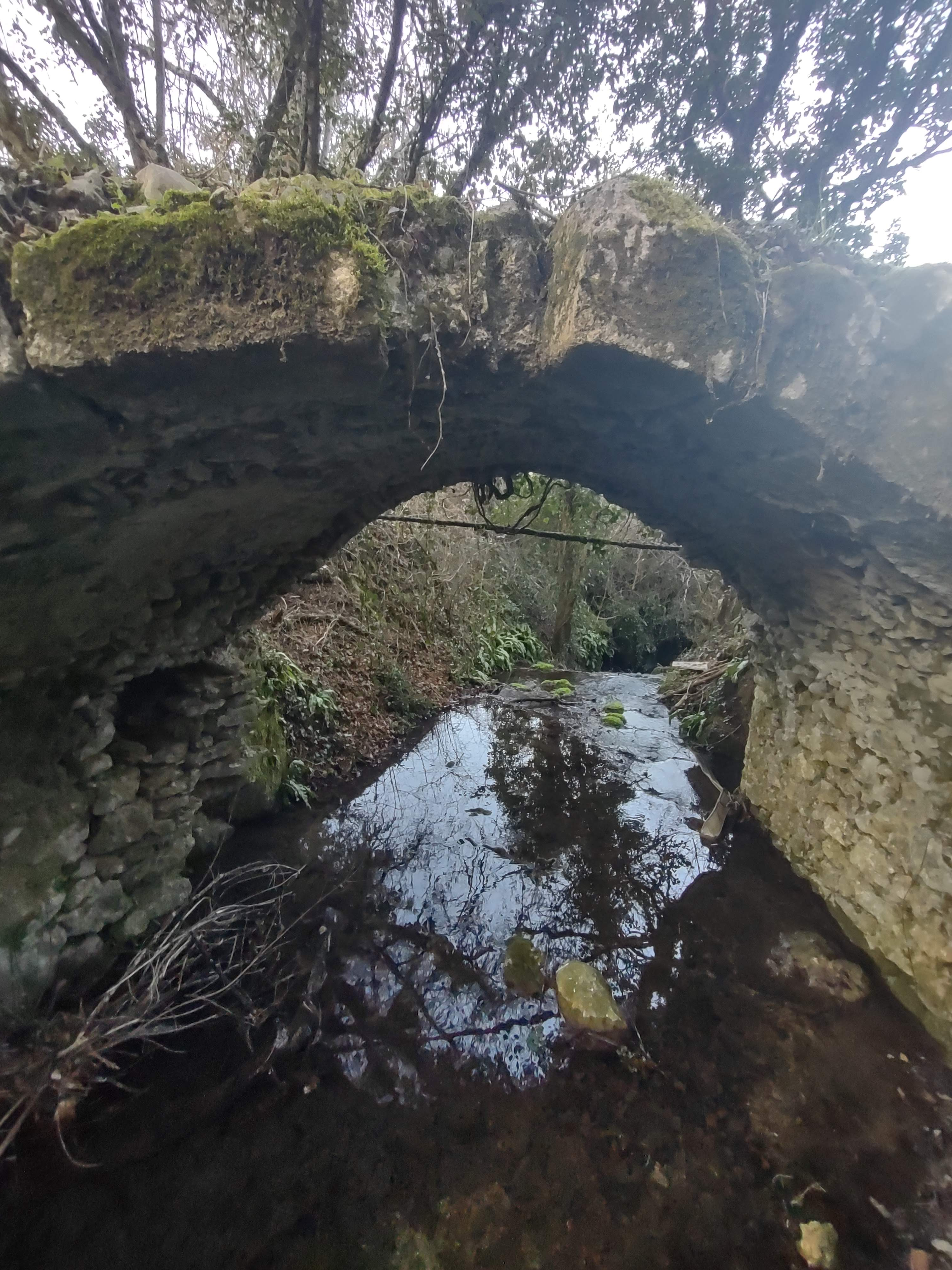
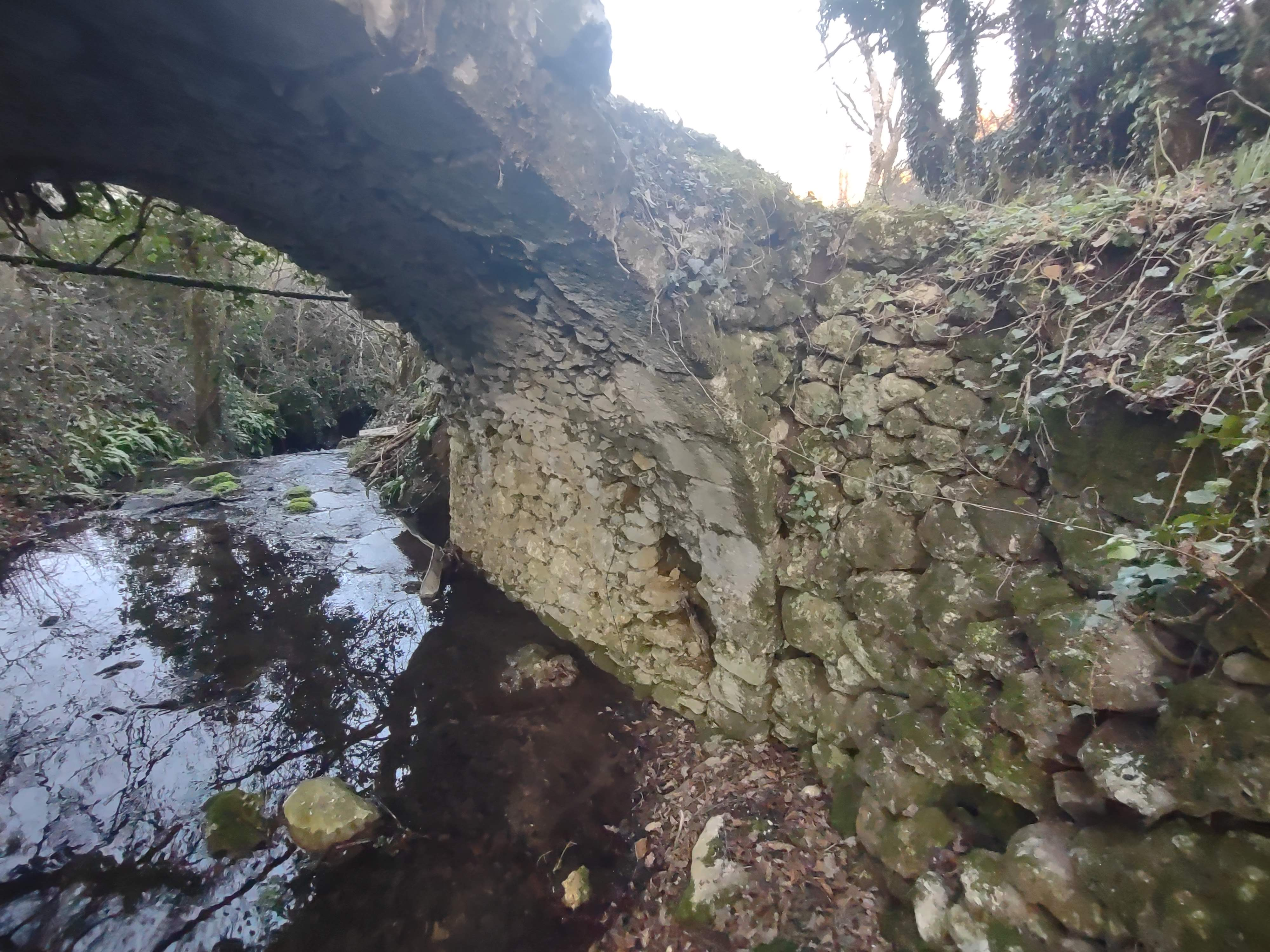
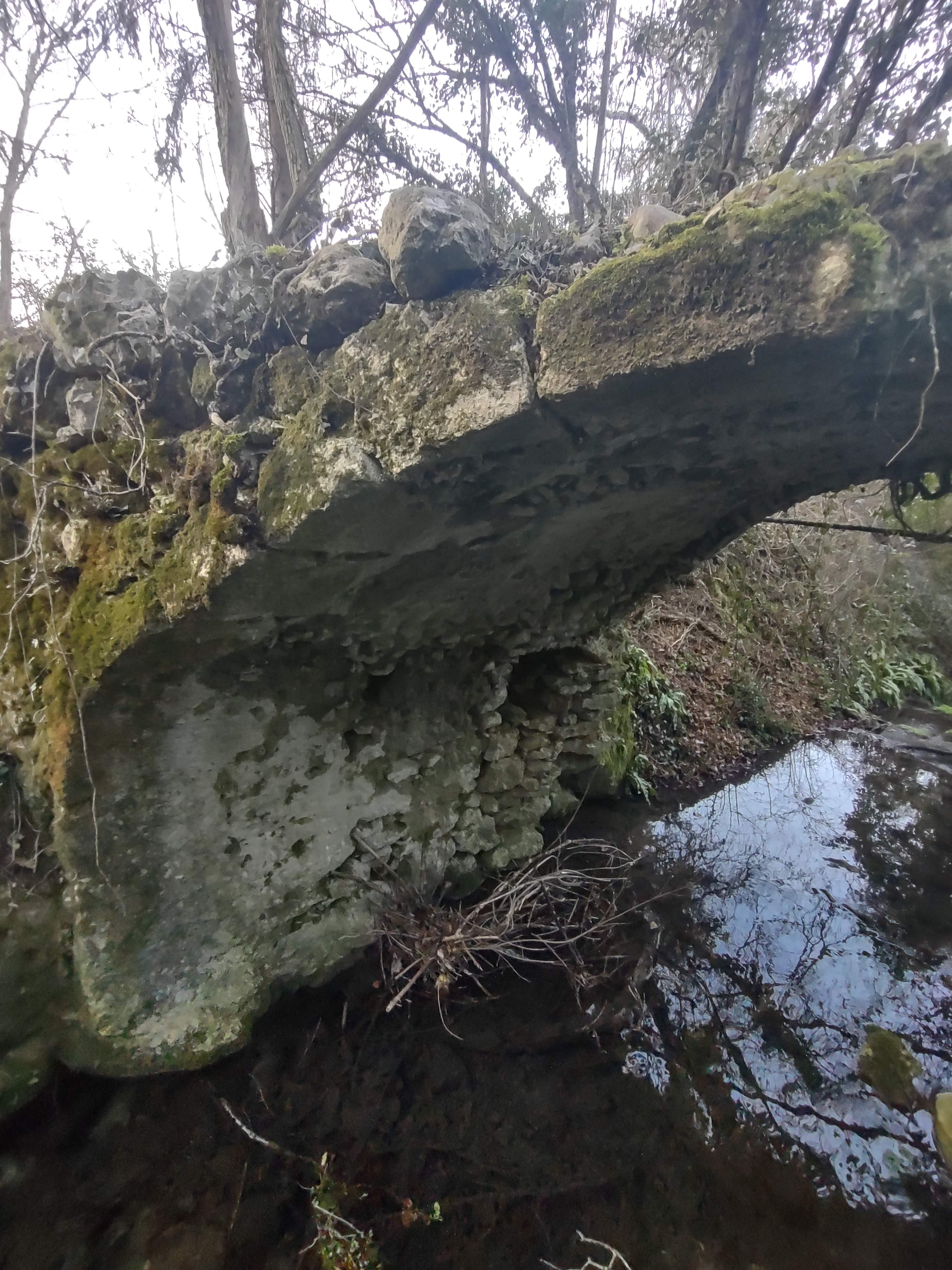
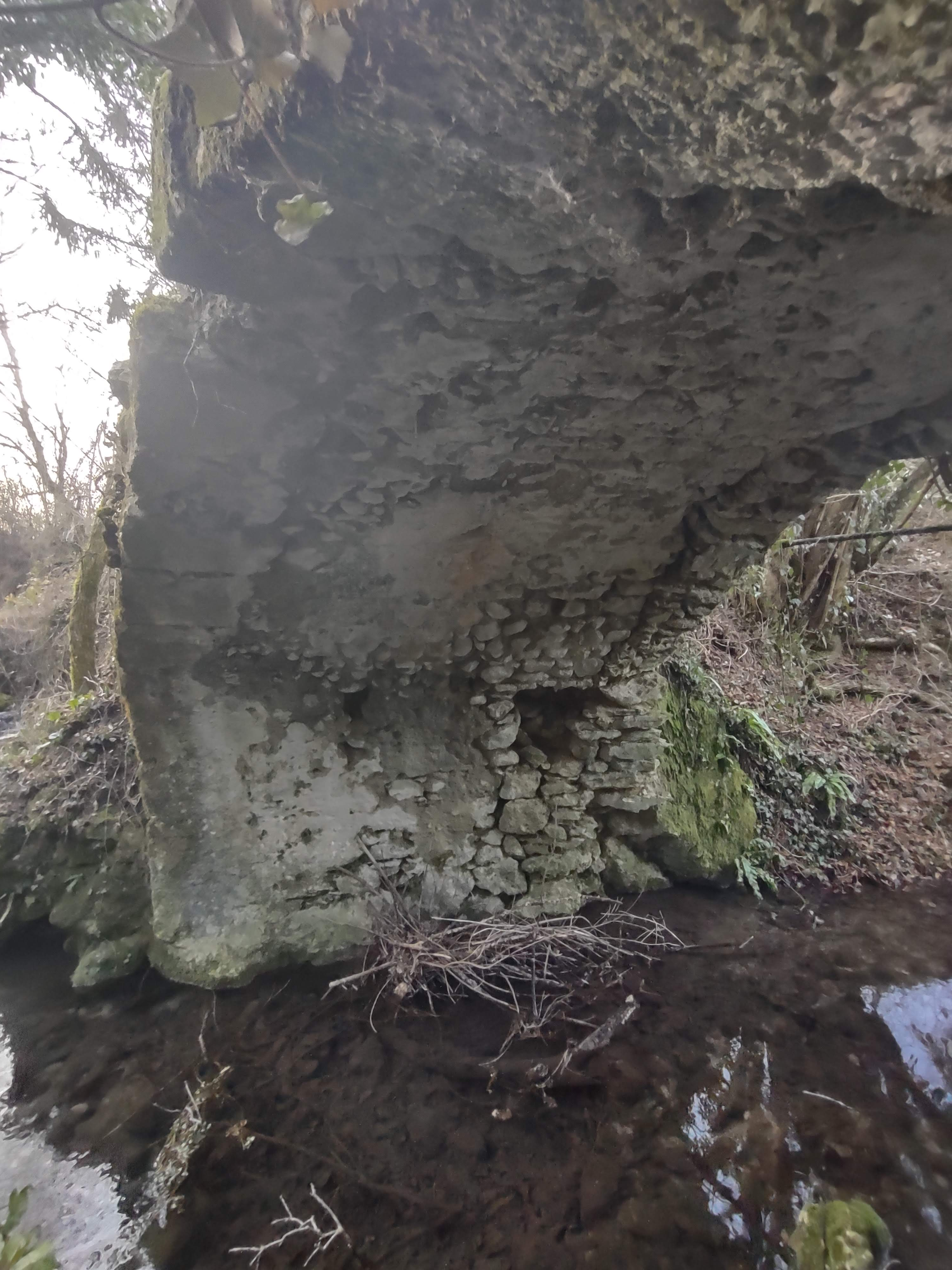

##### Ponte della Mola

Ponte della Mola
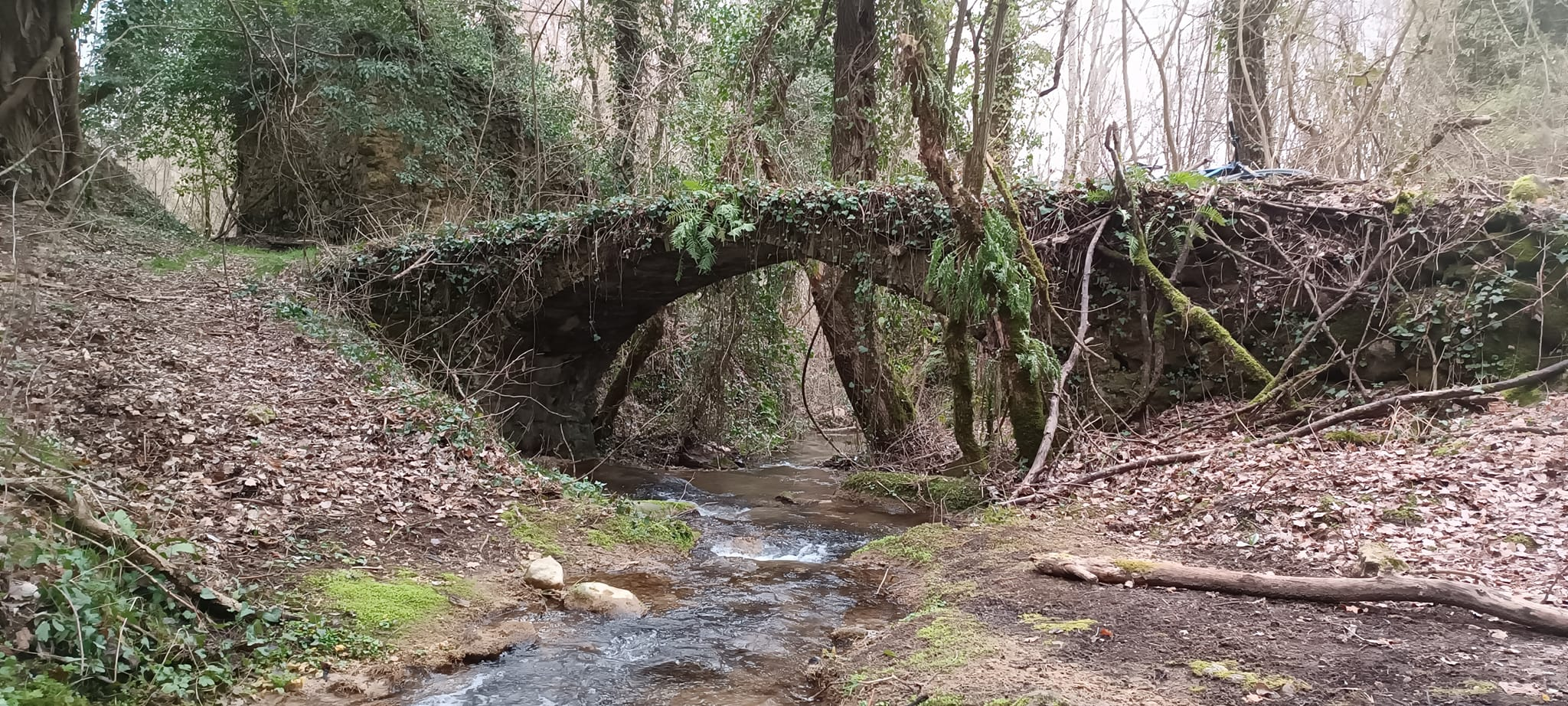
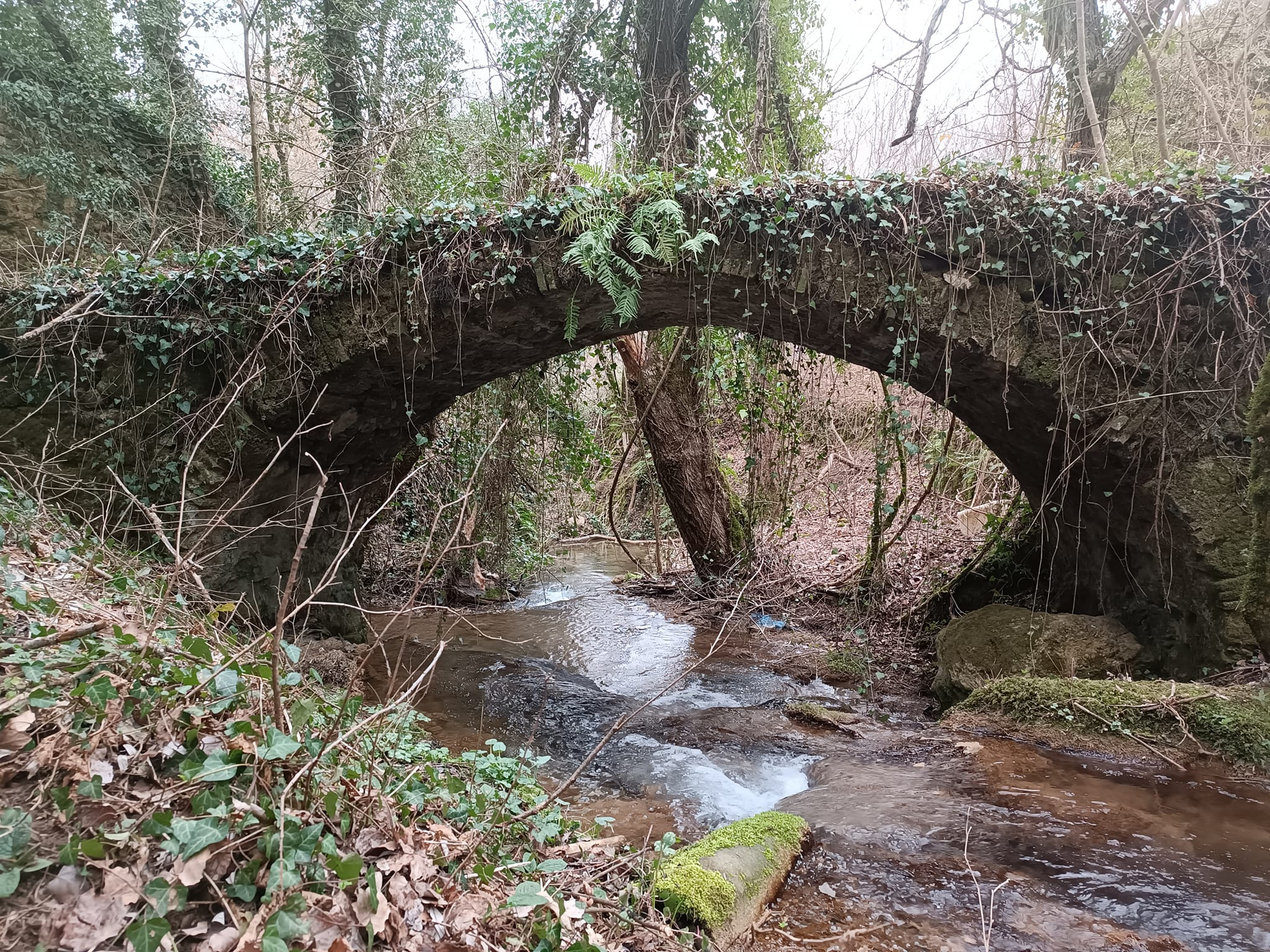
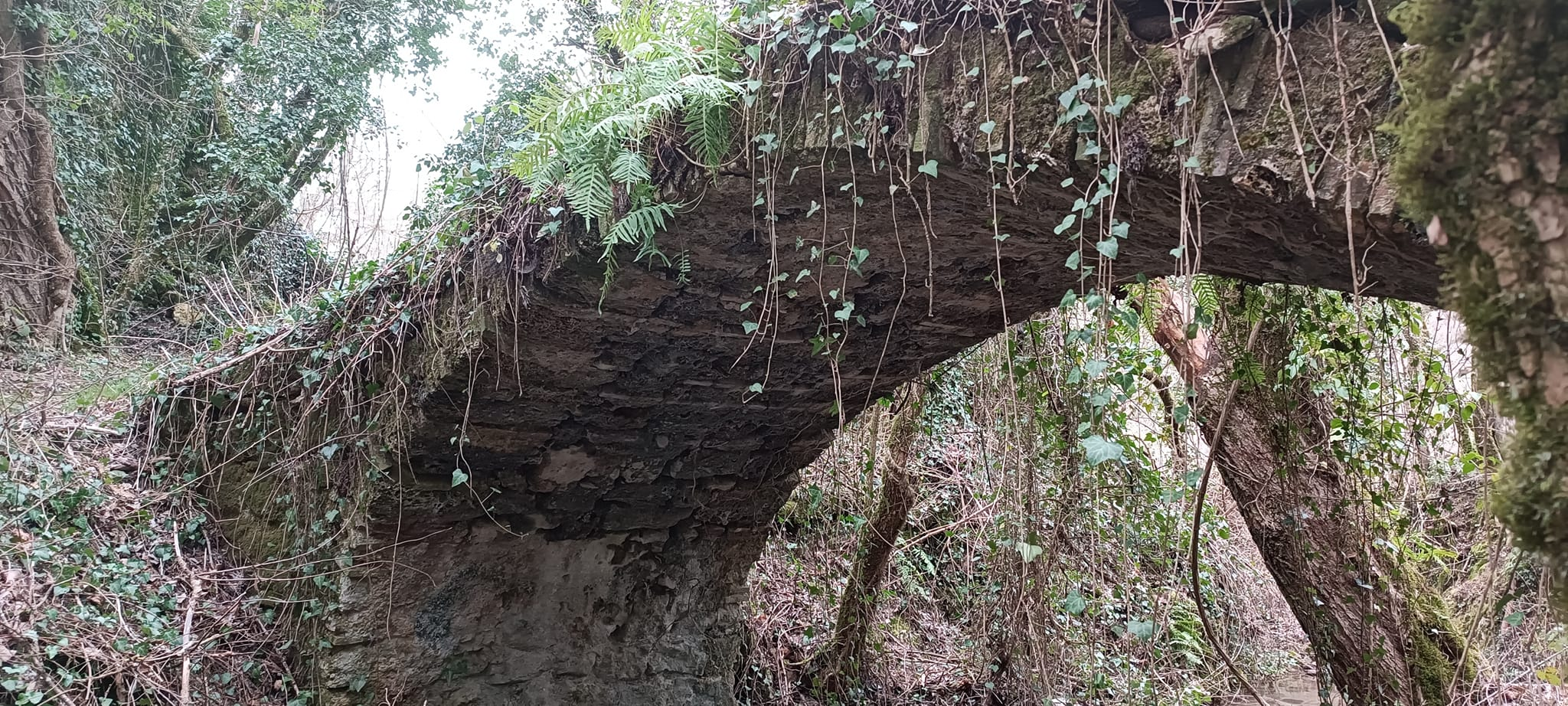

Il secondo ponte, con arco maggiore, detto Ponte della Mola, perché sorge nei pressi del mulino a retracine azionato dalle acque del fosso detto della Mola. Questo secondo ponte si trova sul sentiero che congiungeva il paese di Roccaranieri con la sottostante valle del Salto in direzione Rieti a poco meno di un chilometro dalla porta del paese. Il Ponte della Mola si trova oggi, ricoperto di edera, completamente immerso nel bosco in un ambiente davvero suggestivo, spesso ritratto nelle foto dagli escursionisti che percorrono il sentiero che porta a Roccaranieri dalla valle del Salto.- Ponte della Mola

### Architetture Religiose
A Roccaranieri ci furono sempre due chiese: quella di San Giovanni Battista fuori le mura, adibita al culto del santo patrono di Roccaranieri, San Giovanni Battista, al culto cimiteriale e alla sepoltura dei defunti e quella di San Pietro Apostolo dentro le mura, riservata alle altre funzioni.

#### Chiesa di San Giovanni Battista fuori le mura

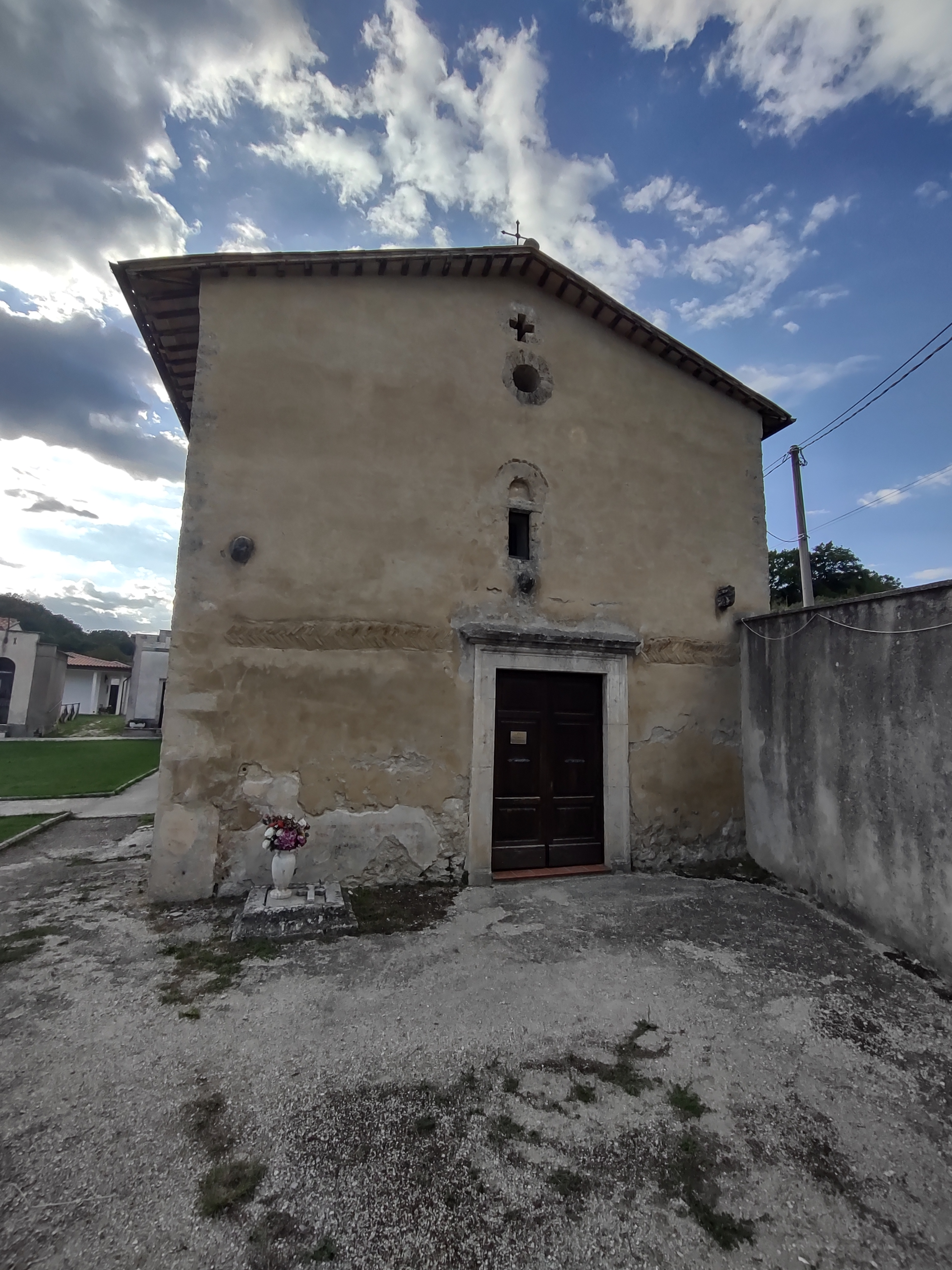
Chiesa di San Giovanni Battista

La chiesa si trova nella valle sottostante il paese di Roccaranieri, detta valle San Giovanni, lungo la SP30a che dalla valle del Salto raggiunge il paese di Roccaranieri; oggi è cinta dalle mura del complesso cimiteriale. Anticamente si raggiungeva la chiesa di San Giovanni da Roccaranieri tramite una via che, dalla porta del paese, attraversando i Raili e la strada di Fonte Calla, oggi via Rieti, giungeva sulle sponde del Fosso della Mola. Qui il Ponte di San Giovanni permetteva l'attraversamento del torrente per raggiungere la chiesa.
Di origine altomedievale, sorta su un precedente insediamento romano, la chiesa è a pianta rettangolare con abside nel fondo e quattro nicchioni nelle pareti laterali; la copertura è a capanna sostenuta da travature lignee.
Venne restaurata nel 1519 sotto il governo degli abati commendatari della vicina abbazia di San Salvatore Maggiore, all'epoca appartenenti alla famiglia degli Orsini d'Aragona (1513-1542).

##### Gli affreschi della chiesa di San Giovanni Battista a Roccaranieri
All'interno della chiesa è presente, sulle pareti dell'abside, della conca e del tamburo absidali, una maestosa decorazione: si tratta di un ciclo di affreschi, opera di un ignoto maestro del XVI secolo realizzato con tutta probabilità all'epoca dei restauri dell'edificio effettuati nel 1519. La decorazione è costituita da dipinti murali ad affresco raffiguranti scene tratte dai Vangeli: l'Annunciazione nell'arco che forma il prospetto absidale, l'Incoronazione della Vergine Maria nella conca absidale e tre scene della vita di San Giovanni Battista nella parete curva del tamburo absidale.
Sul catino absidale è affrescata l'incoronazione della Vergine tra otto angeli e i Santi Giovanni Evangelista, Rocco e Sebastiano.
Sul tamburo absidale sono dipinte scene della vita del Battista: la nascita, l'imposizione del nome, il battesimo di Cristo, il convito di Erode e la danza di Salomè.
Lo stile delle pitture richiama i dipinti di Filippo Lippi e Giovanni Tamagni. Il tratto saliente dell'anonimo pittore umbro di Roccaranieri è il superamento di alcune rappresentazioni goticheggianti dello stesso Lippi, che distingue nettamente, e in maniera gerarchica, le due figure principali dell'incoronazione della Vergine, come nel duomo di Spoleto. Al contrario il pittore di Roccaranieri sembra avvicinarsi alla iconografia medievale, ripresa anche nel tardo Rinascimento, nella quale il Cristo, o più raramente Dio Onnipotente, e Maria siedono l'uno accanto all'altro, sullo stesso trono e a livello o su livelli abbassati. Proprio il modo di dipingere i volti dei santi e della Vergine rimanda indubbiamente ai pittori dell'Italia Centrale del primo scorcio del XVI secolo.»
(Bruno Astorre, Maria Tiziana Marcelli e Benvenuto Salducco, L'edificio di culto - Codice del territorio. Recuperare per valorizzare. Anagrafe Regionale di Chiese Cappelle e Santuari di proprietà pubblica nel Lazio, a cura di Claudio Lo Monaco, Roma, Gangemi Editore, 2016, pp. 44-45.)

Gli affreschi della chiesa di San Giovanni Battista
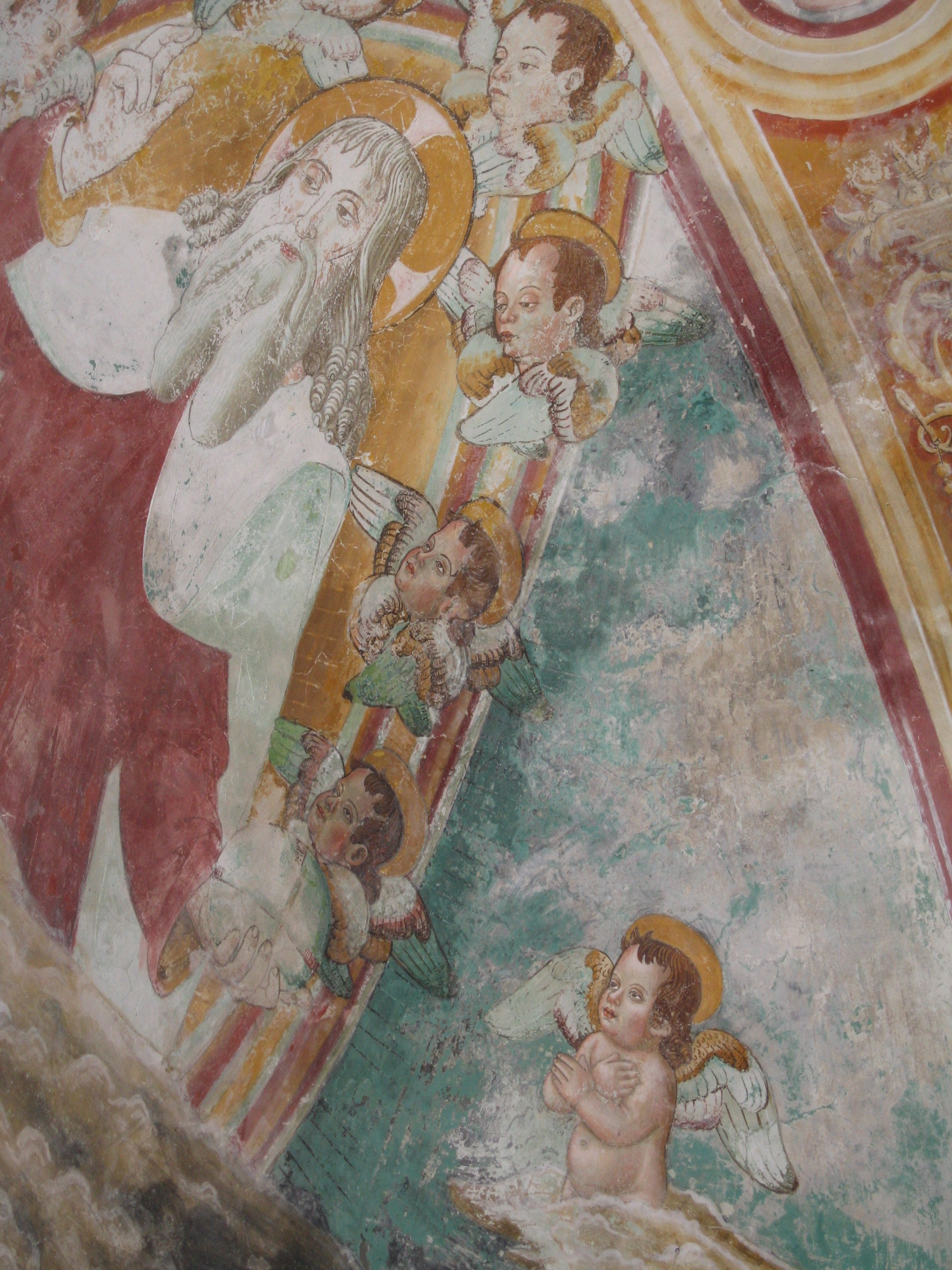
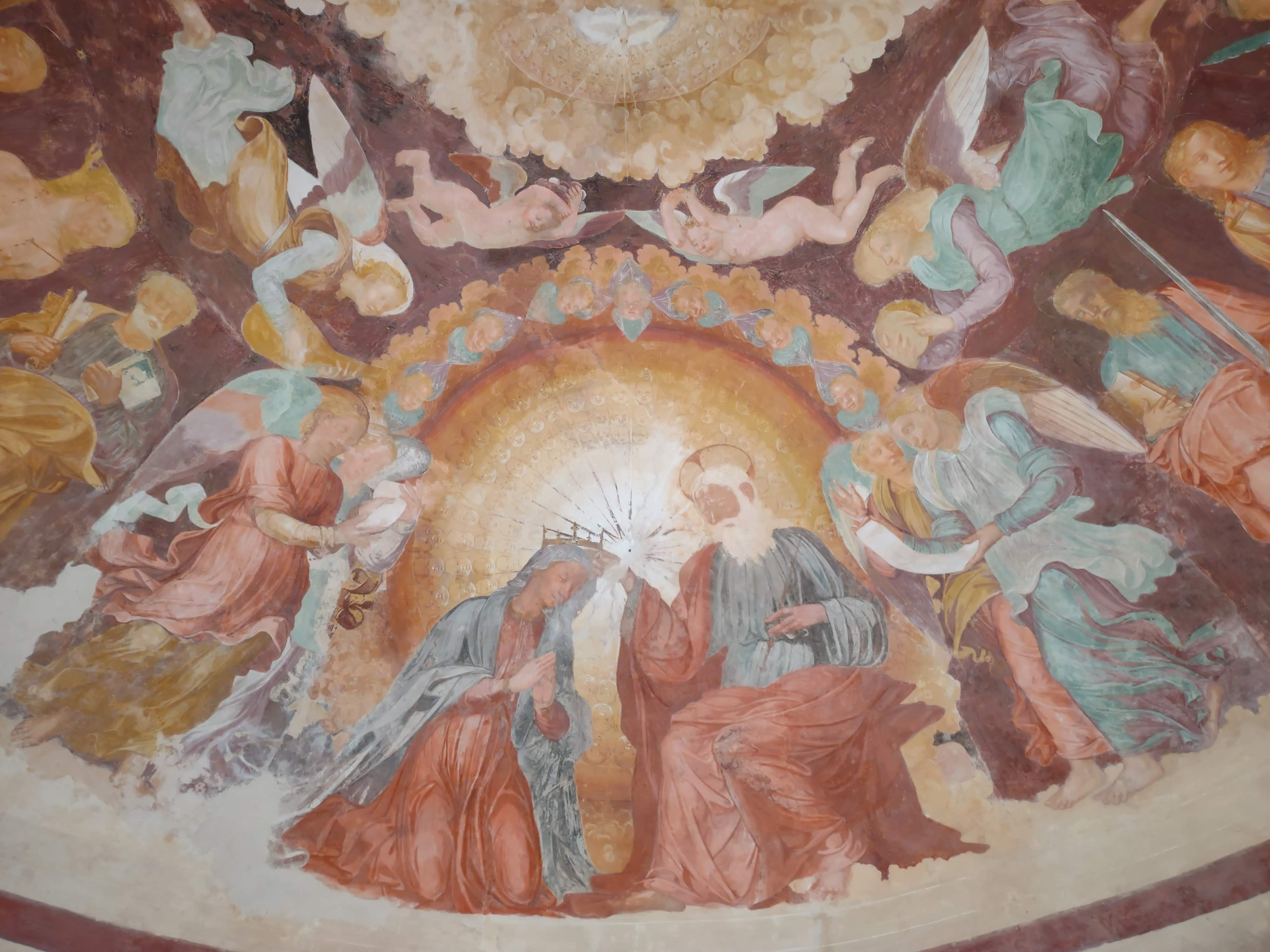
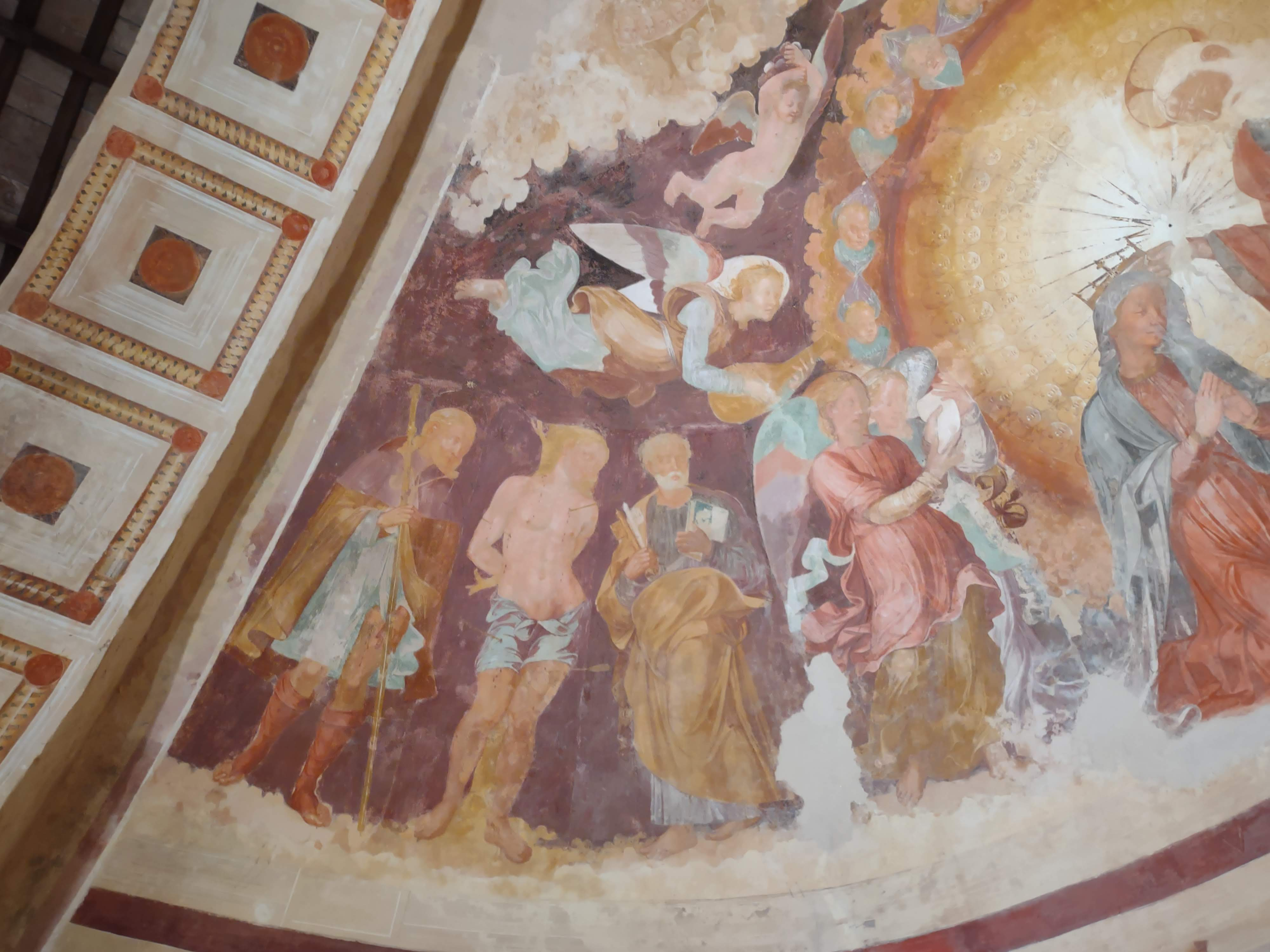
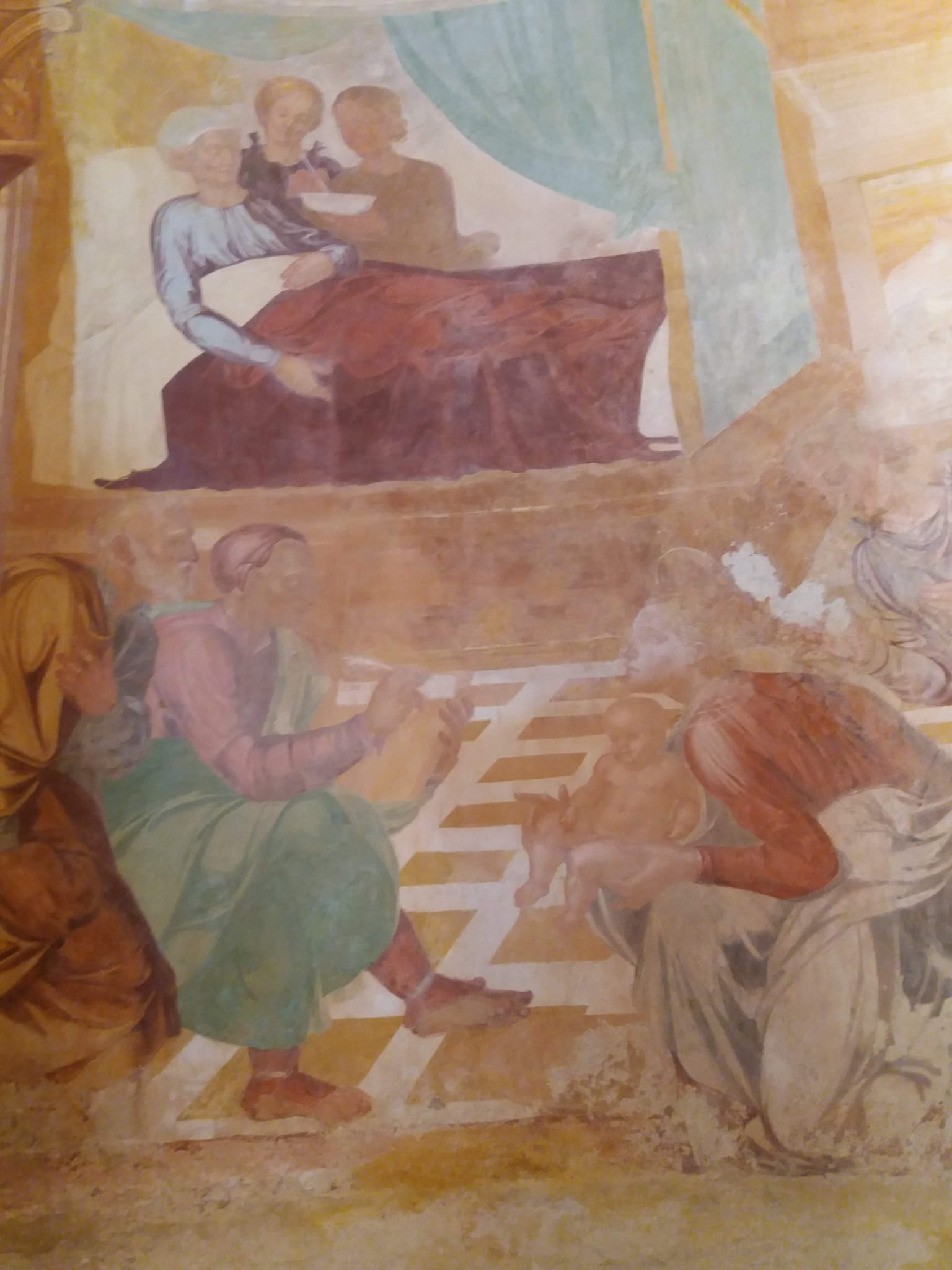
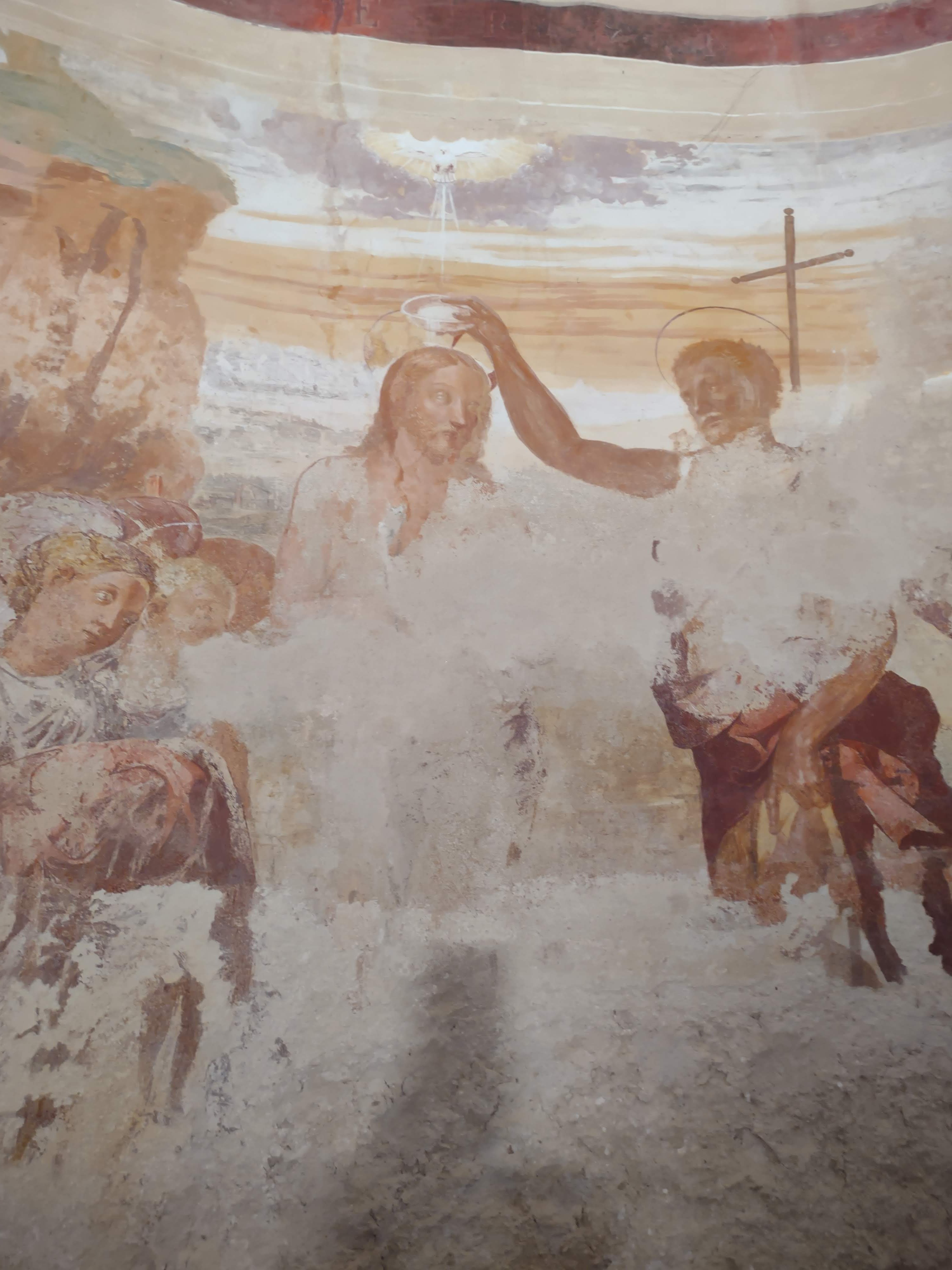
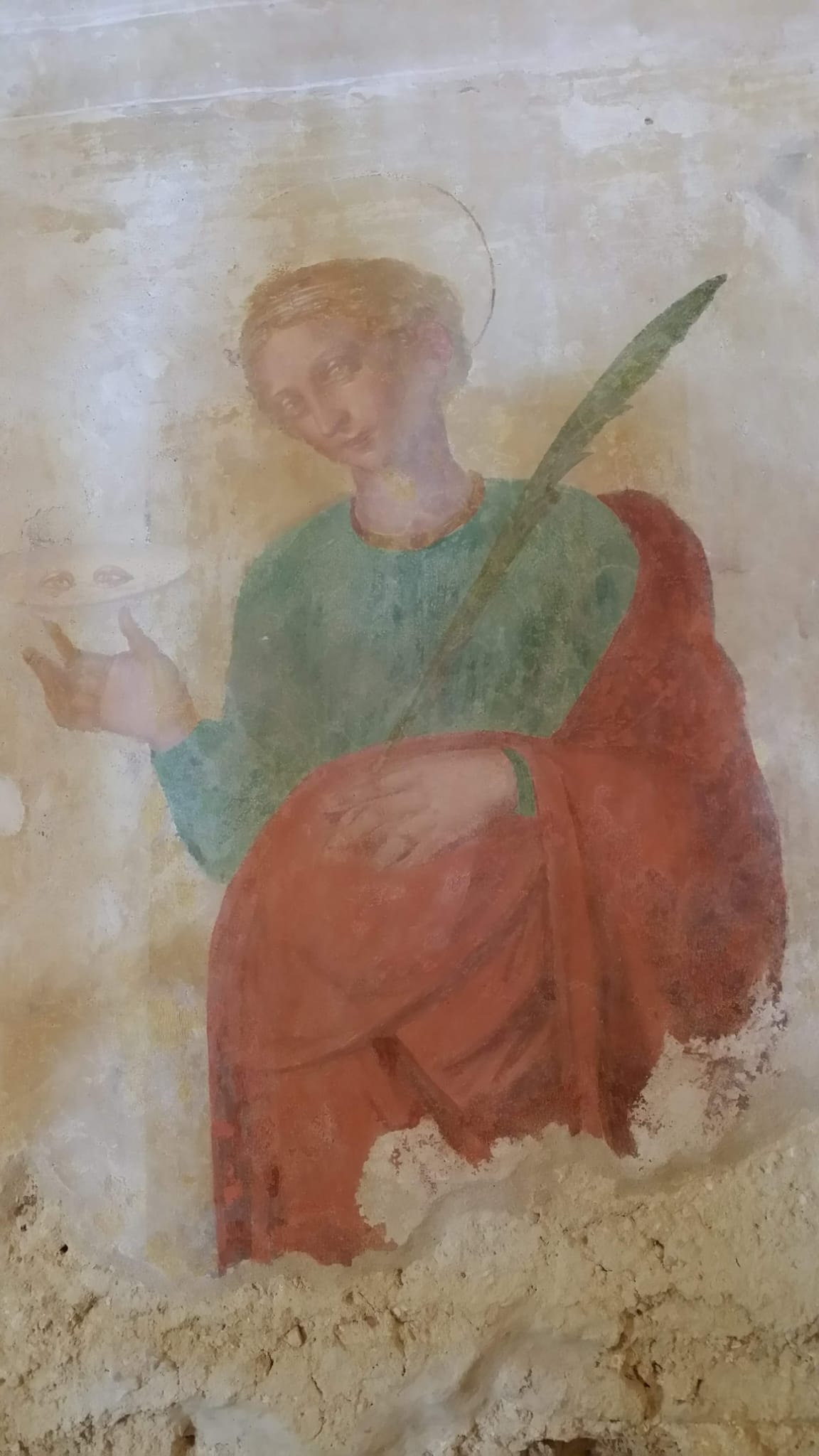
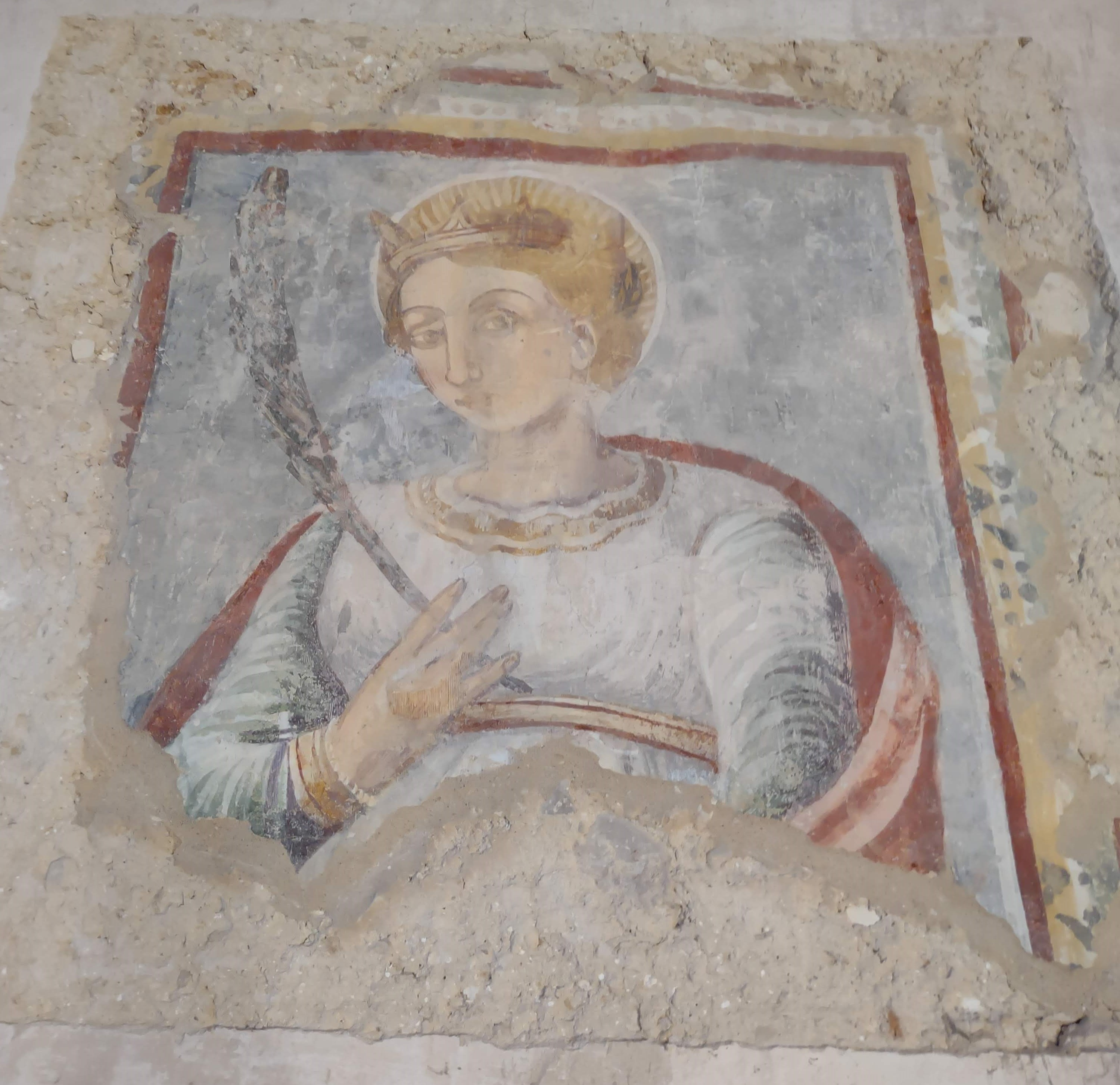

#### Chiesa di San Pietro Apostolo dentro le mura (chiesa vecchia)
La notizia più antica circa la chiesa di San Pietro Apostolo di Roccaranieri è in un documento del 1253 riguardante una violenta controversia tra il vescovo di Rieti e l'abate di San Salvatore Maggiore. 

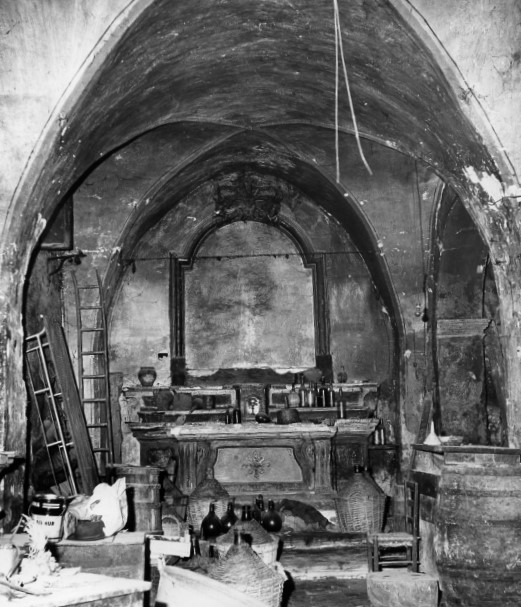
Chiesa di San Pietro dentro le mura. Sconsacrata negli anni trenta è divenuta una cantina (foto anni '80).

Durante il processo a Rieti, Don Raniero, parroco di San Giovanni di Pratoianni, testimoniò che a consacrare un altare nella chiesa di San Pietro a Roccaranieri fu Dodone, vescovo di Rieti (1137-1181), pertanto se ne deduce che la chiesa, all'epoca del vescovo Dodone, fosse già esistente. La chiesa venne modificata dopo il 29 dicembre 1576 quando gli abitanti di Roccaranieri, riuniti in consiglio decisero di ampliarla e migliorarla. Dalla descrizione che ne fece il visitatore durante la visita pastorale del 1681:
(Giovan Francesco dè Laurentis, visita pastorale 6 novembre 1681)

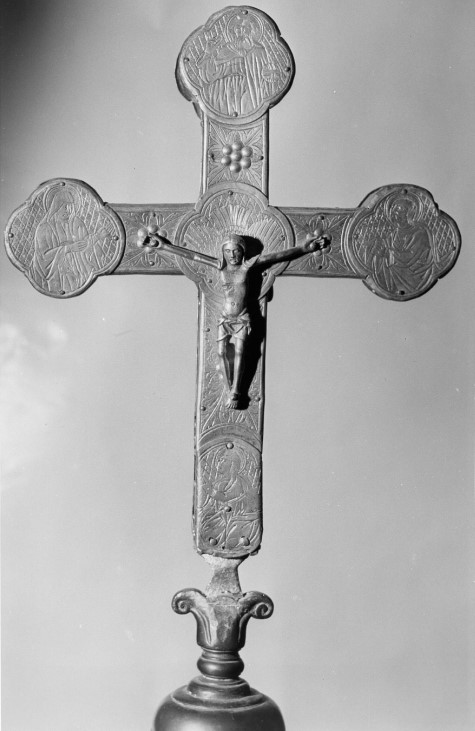
Croce Astile di Roccaranieri, Museo Diocesano di Rieti.

Nel 1754 gli altari di San Fabiano e San Sebastiano si trovano dedicati l'uno alla cappella della S.ma Misericordia e l'altro a Sant'Erasmo. Nel 1844, durante la visita pastorale del vescovo di Rieti mons. Filippo dei conti di Curioli, si trovavano solo tre dei cinque altari originari: l'altare maggiore con un quadro grande della Presentazione di Gesù e altri due quadri più piccoli dei SS. Apostoli Pietro e Paolo, un altare a destra dedicato a San Giovanni Battista con un quadro del Crocefisso con a sinistra la figura di Sant'Antonio Abate e con una nicchia in cui si conservava la statua del protettore e un altro altare a sinistra dedicato alla Madonna Santissima del Rosario con un quadro della stessa e una nicchia che conteneva la statuina della Vergine. Dopo la costruzione della nuova chiesa di San Pietro Apostolo fuori le mura, avvenuta dopo i patti lateranensi del 1929, l'antica chiesa di San Pietro dentro le mura venne sconsacrata e divenne proprietà privata.

##### La croce processionale di Roccaranieri
La croce processionale, o croce astile di Roccaranieri è una croce in argento conservata presso la Sala delle Oreficerie del Museo Diocesano di Rieti, presso la Cattedrale di Rieti e originariamente appartenente alla chiesa di San Pietro Apostolo di Roccaranieri ove fu custodita fino agli anni Settanta. È una piccola croce che misura 28x29cm, di fattura quattrocentesca in lega metallica ed argento, lavorata a fusione e a cesello su supporto ligneo, con le estremità dei bracci quadrilobate. Al centro è il crocefisso, a tutto rilievo, in argento con dorature. Venne restaurata ed esposta nel 1969 a Roma in Palazzo Venezia, durante una mostra, insieme ad altre opere d'arte provenienti dalla provincia di Rieti.

#### Chiesa dei Santi Pietro e Paolo fuori le mura (chiesa nuova)
La nuova chiesa di Roccaranieri venne inaugurata nel 1934. Si tratta di una delle prime costruzioni in cemento armato della zona. La navata è suddivisa da quattro alte colonne che sorreggono un ampio tetto a capriate. La struttura è facilmente riconoscibile da lontano per via della sua imponenza. A completare la chiesa una casa parrocchiale sul retro dell'edificio ed un campanile, di costruzione più tarda, di poco più alto delle pareti laterali della chiesa. All'interno della chiesa, nell'abside, si conserva il capitello di epoca romana recuperato durante dei lavori di scavo nella valle San Giovanni negli anni Ottanta del secolo scorso.

Chiesa di San Pietro
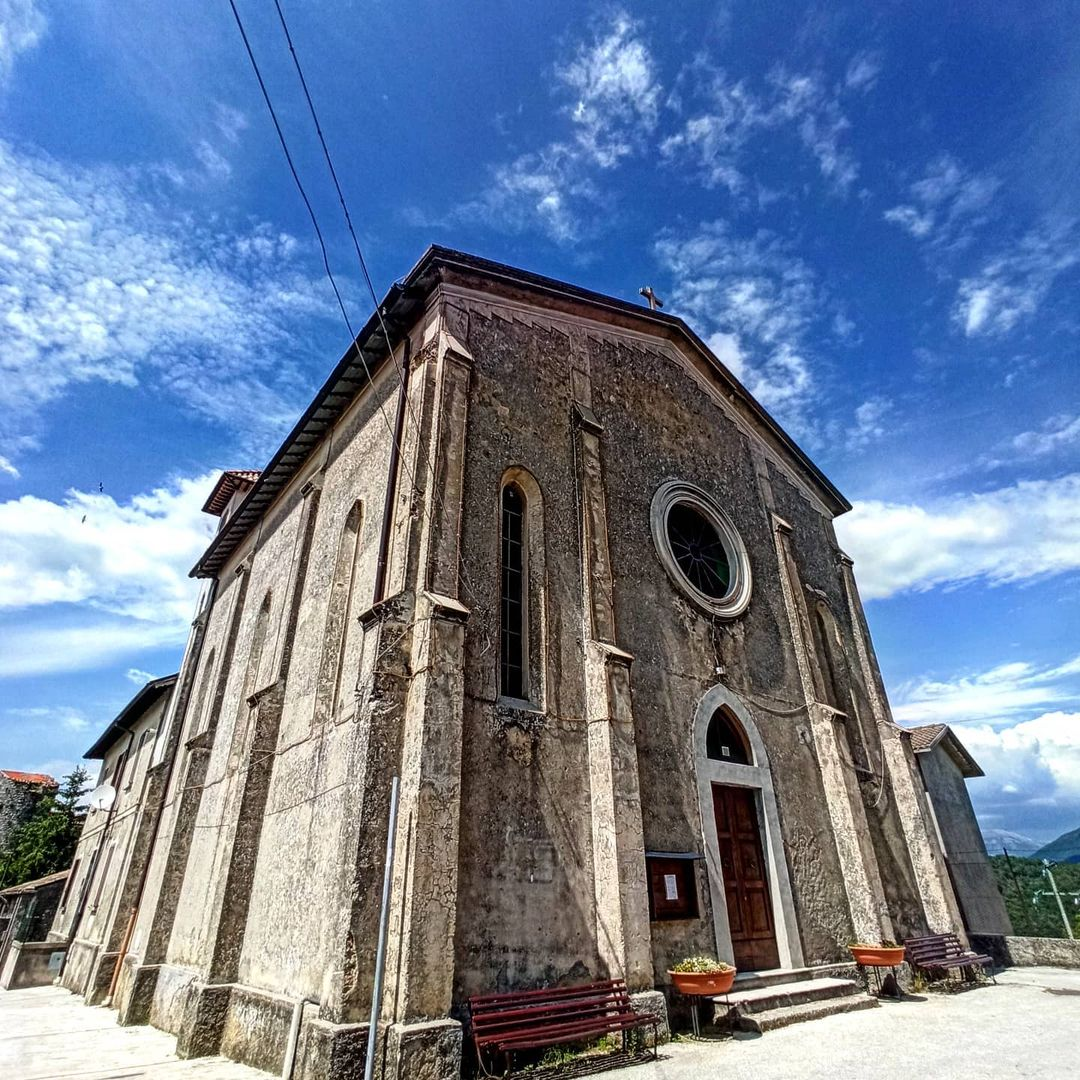
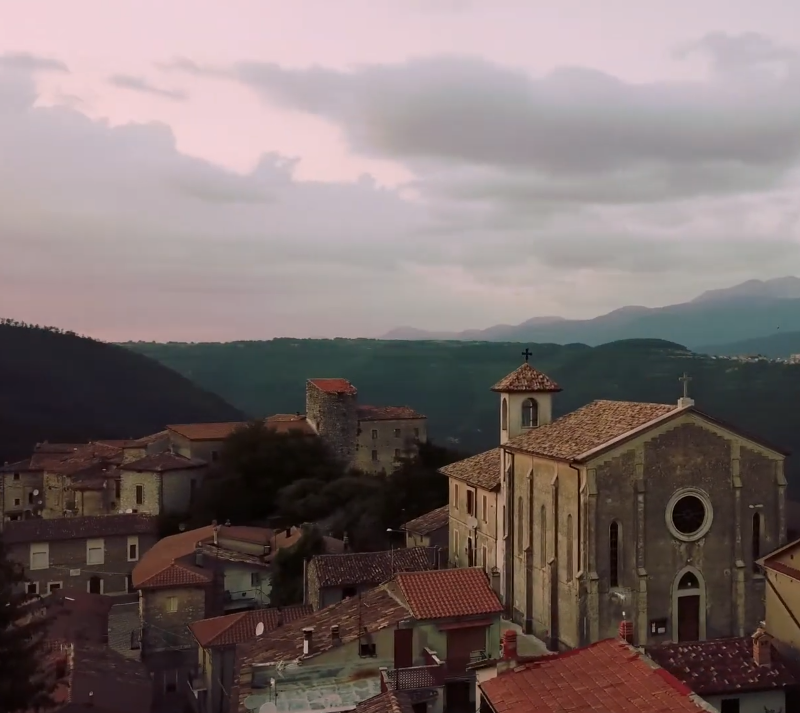
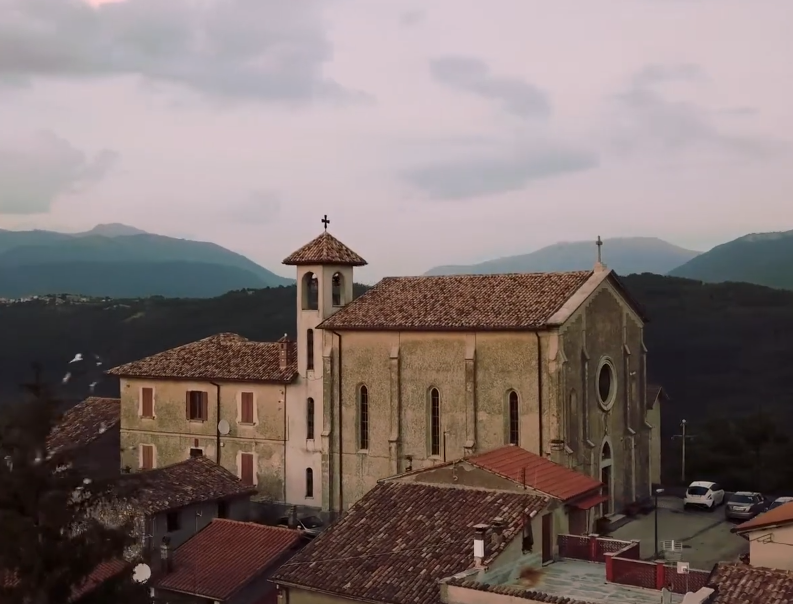
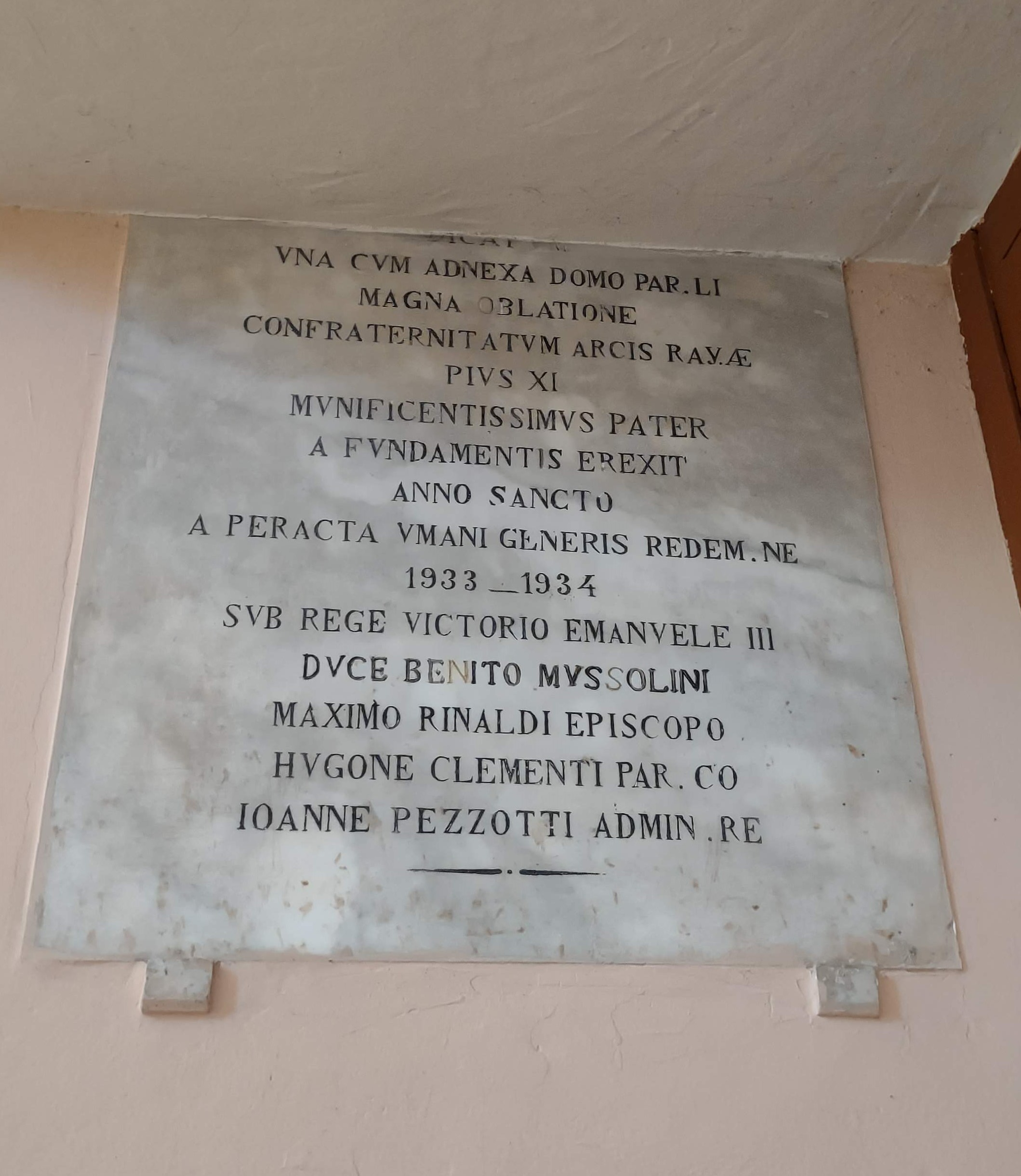

#### Altre chiese nel territorio di Roccaranieri

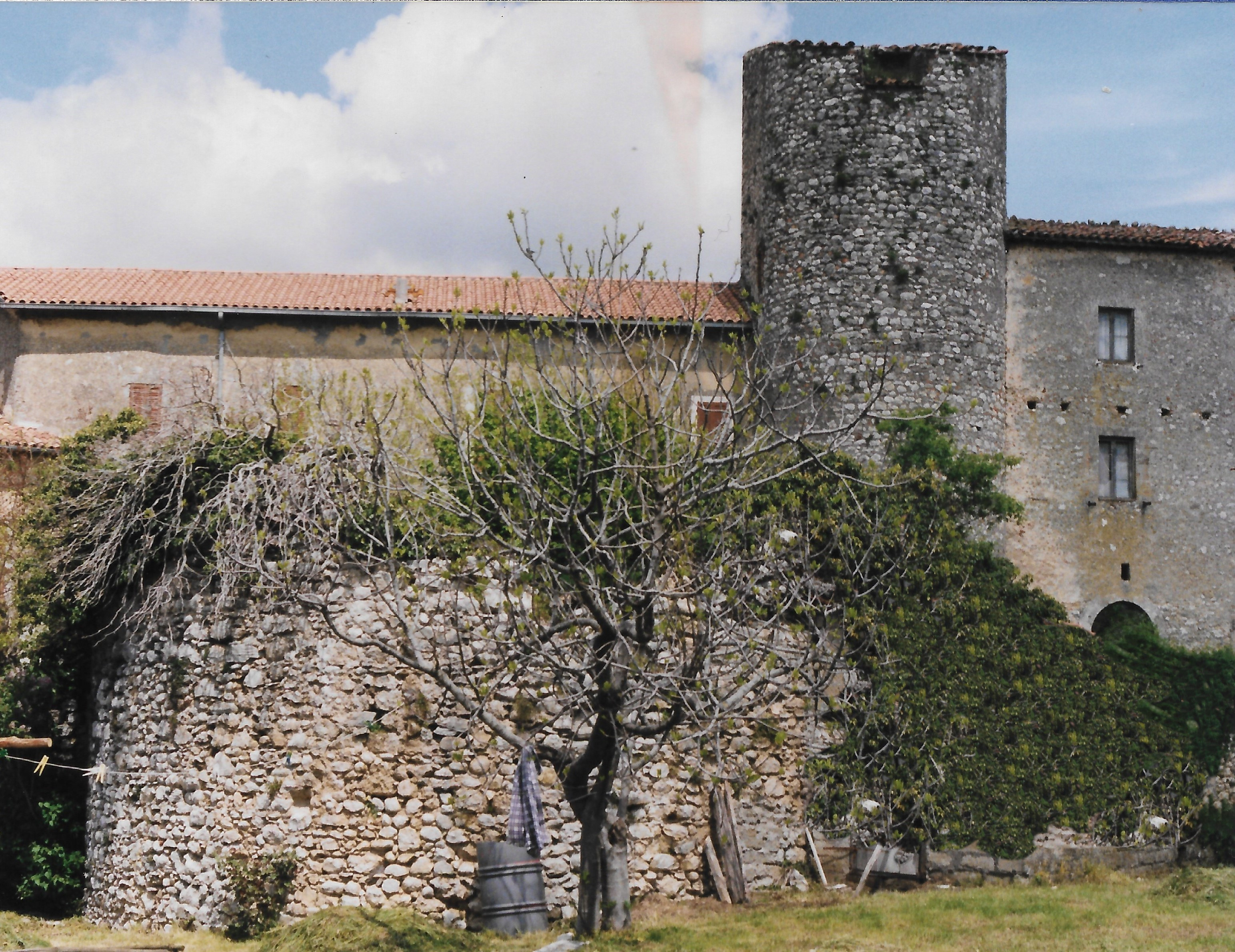
Abside della cappella del castello di Roccaranieri (1999).

##### Cappella del castello di Roccaranieri (diruta)
Una cappella nelle pertinenze del castello di Roccaranieri, ricordata nei documenti notarili del XIV secolo come parte della parrocchia di San Giovanni, è oggi ricoperta da un'edera. Vi si riconosce la forma dell'abside.

##### Chiesa di San Lorenzo dei Cerquiti (diruta)
Citata spesso nei testamenti del XV e del XVI secolo come in località Piano di San Lorenzo, i resti della chiesa di San Lorenzo si trovano oggi località i San Lorenzi. Nei testamenti la chiesa è chiamata San Lorenzo de' Cerrito o dei Cerquiti. La sua posizione isolata lascia pensare che si trattasse di un santuario o della vecchia chiesa fuori le mura del territorio di Antignano, castello diruto nel territorio di Roccaranieri. Non venne descritta tra le chiese di Roccaranieri nella visita pastorale del 1681, segno che, probabilmente, all'epoca era già stata abbandonata: ne rimaneva solo il nome nell'amministrazione dei beni ad essa associata, il cosiddetto beneficio di San Lorenzo.

##### Chiesa della Madonna dei Cignali
Pur non trovandosi nel territorio della comunità di Roccaranieri, la chiesa di Santa Maria dei Cignali è da secoli legata al paese di Roccaranieri i cui abitanti vi si recano in processione tutti i lunedì di Pasqua come riporta la visita pastorale del 1681. Gli abitanti di Porcigliano vi si recavano in processione il giorno di San Marco - il 25 aprile - e il primo giorno delle Rogazioni e quelli di San Silvestro solo il giorno di San Marco.

#### Edicole ed immagini votive

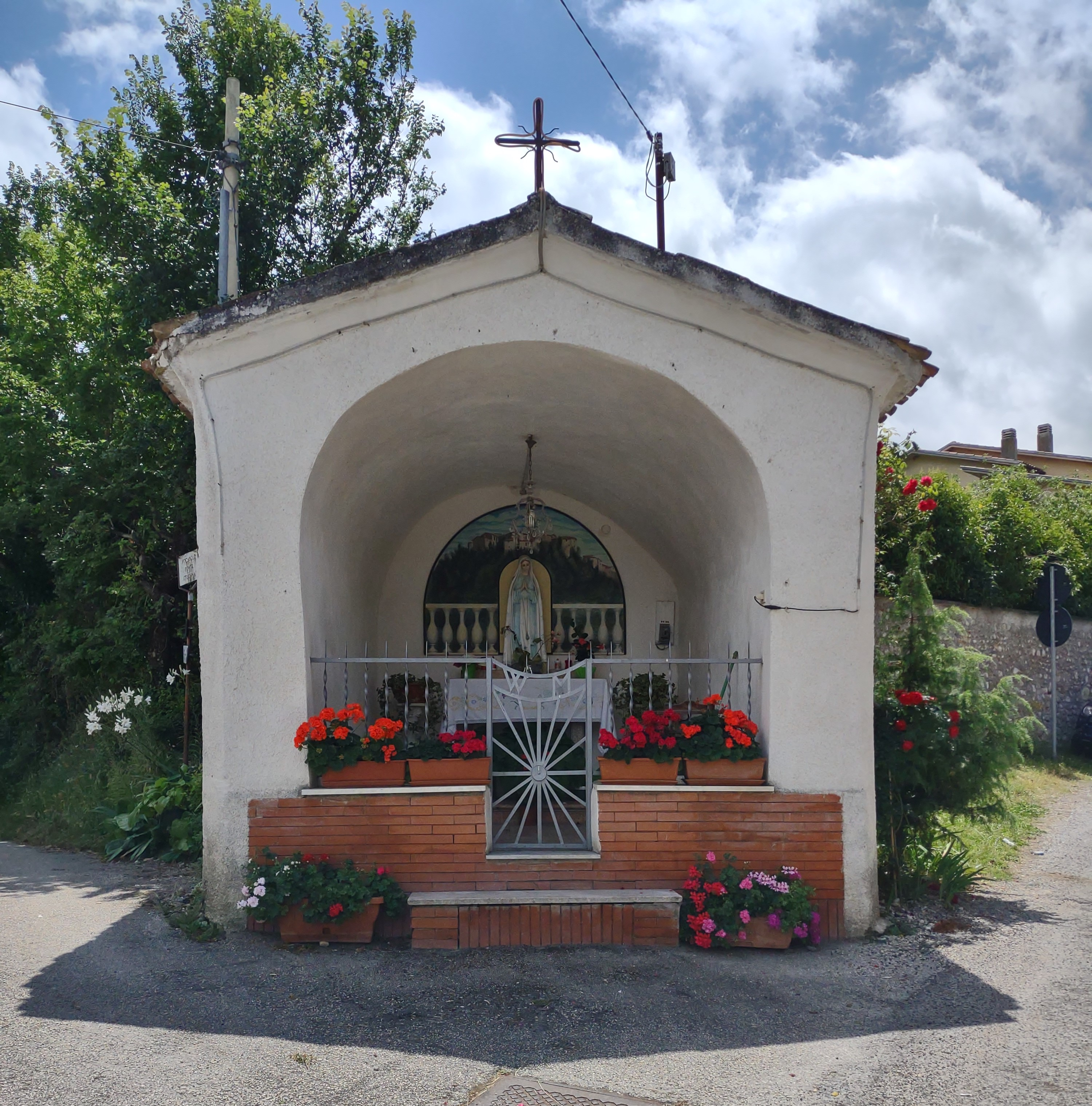
La "Madonnella" a Roccaranieri.

##### Edicola della Madonna di Fatima
La cappella o immagine con la statua della Madonna di Fatima si trova all'incrocio tra via dell'Immagine e Via di Fonte Eternina. La costruzione, già presente nel Catasto gregoriano del 1834, quindi antecedente all'apparizione di Fatima, era già dedicata al culto mariano. Indicata dagli abitanti genericamente come "Madonnella" e "Immagine" da il nome alla via di accesso al paese da Longone Sabino ovvero Via dell'Immagine. L'attuale forma si deve al restauro operato nel 1947 da Don Elia Cattani. Ai nostri giorni vi si recano le processioni durante la festa di San Giovanni, della Madonna del Rosario e della Madonna Addolorata.

##### Edicola di Sant'Antonio di Padova
L'edicola dedicata a sant'Antonio di Padova si trova sulla strada di accesso al paese da Longone Sabino, in località Le tre Vie al bivio tra la via d'acceso al paese e il sentiero Le Tre Vie - Fonte Rabelli - Strada de' Le Valli.

### Aree Naturali

#### Fauna e flora selvatica
Esclusi i terreni coltivati in prossimità del paese e delle sue strade d'accesso, il territorio di Roccaranieri si presenta, per la maggior parte, come ricoperto da boschi, specie dove le pendenze sono più accentuate e la lavorazione del terreno risulta più ostica se non addirittura impossibile.

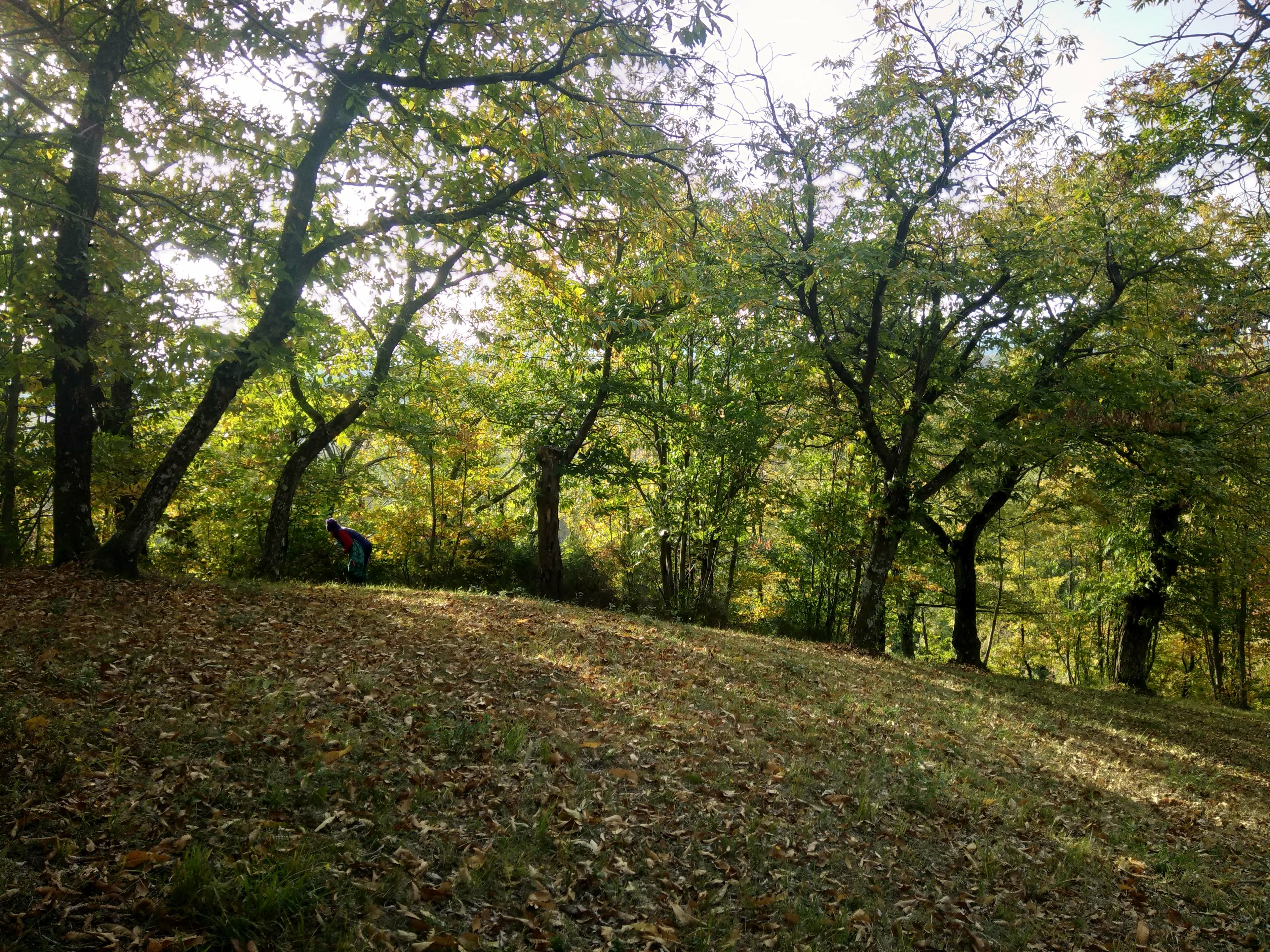
Castagneto in località La Pennina a Roccaranieri.

La fitta vegetazione boschiva, resa più abbondante negli ultimi decenni a causa dell'abbandono delle campagne, ospita una grande varietà di essenze arboree nonché di specie animali. Non mancano nel sottobosco il pungitopo ed il bosso. Notevoli le fioriture dal ciclamino, alle primule, al bucaneve, all'anemone e alle orchidee selvatiche. La presenza di luoghi difficilmente accessibili ha permesso alla fauna di mantenere presenze caratteristiche e altrove decisamente più rare dando la possibilità di imbattersi sul territorio di Roccaranieri in cinghiali, volpi, lepri, caprioli, scoiattoli, ricci, istrici, tassi e faine. Si registra anche la presenza di invertebrati come sauri, biacchi, vipere, rospi nei dintorni delle zone umide e ranocchie nelle fonti. La presenza di gamberi di fiume, una volta abbondanti nei torrenti intorno al paese, è ormai cosa rara. Rimangono invece, nei torrenti, le salamandrine dagli occhiali. Sporadica la presenza del lupo. Si registrano avvistamenti dell'orso marsicano, proveniente dal Parco nazionale d'Abbruzzo, nel contiguo territorio del comune di Concerviano. Popolano i boschi di Roccaranieri anche uccelli di macchia come il picchio verde e il picchio rosso maggiore, la cincia, la civetta, l'allocco e il barbagianni. Presenti anche rapaci quali la poiana, il gheppio, lo sparviero e il nibbio bruno.
La caccia è un'attività tradizionale per gli abitanti di Roccaranieri.

#### Torrenti

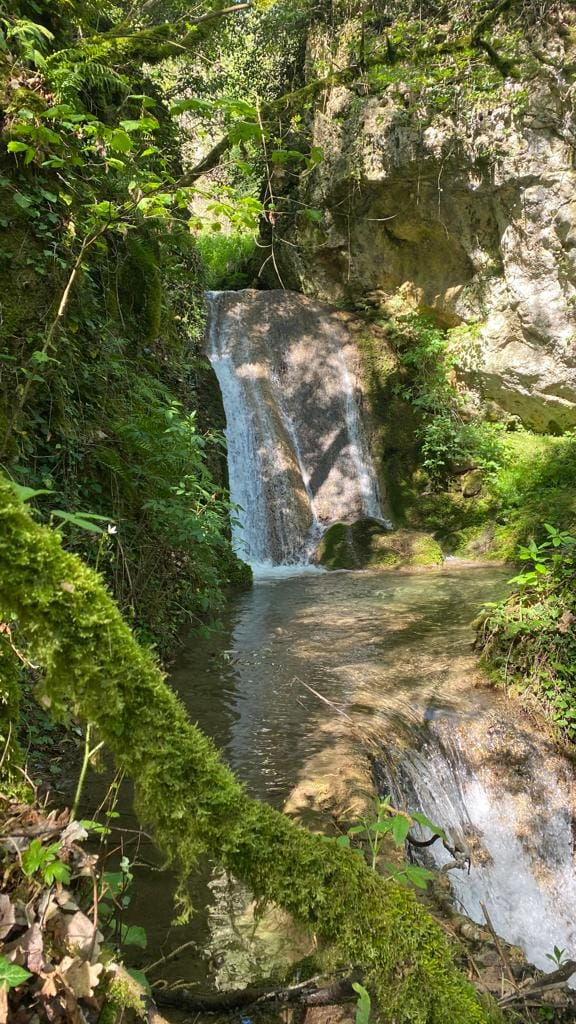
Cascata della Mola, nel Fosso della Mola a monte del Ponte della Mola.

Tra le attrazioni naturali, oltre agli abbondanti boschi ed all'aria particolarmente salubre, tra i corsi d'acqua, nel territorio di Roccaranieri si ricordano:
- Fosso della Mola: è il torrente sotto il paese, con portata perenne,  le cui acque muovevano un tempo la Mola di Roccaranieri[93] ovvero il mulino a retrecine[94], anticamente di proprietà dell'abbazia di San Salvatore Maggiore[88], che si trova nei pressi del Ponte della Mola. Le grandi macine in pietra sono ancora visibili nei ruderi dell'edificio a valle del ponte. Valida meta per la pratica del torrentismo[95][96] per cui gli appassionati possono calarsi nelle acque del torrente, tra le pareti in marna e conglomerato della forra affrontando con corde, lungo poco più di 500 m di sviluppo, il dislivello di 262 m, con un salto massimo di 27 m[97][98]. Il torrente confluisce nel fiume Salto all'altezza del Casale Cattani da cui è possibile raggiungere il paese per via del sentiero La Mola - Il Piano che riporta al Ponte della Mola.
- Fosso della Fonte dei Colli: alimentato dalla Fonte dei Colli, confluisce nel Fosso della Mola.
- Fosso di Fonte Eternina: (già Fosso Ariano) alimentato dalla Fonte Eternina, confluisce nel fiume Salto.
- Fosso del Dannato: (già Rio di Monte Piombarolo, Piumarolo o Pummarolo)[99] alimentato dalla Fonte Ramauri, confluisce nel fiume Salto.
- Fosso delle Scendelle: (già Fosso Ceca Lupi)[100] confluisce nel Fosso di Fonte.
- Fosso di Fonte: (Rio di Fonte Pasquale o Fosso di Vaccareccia[101] sotto Vaccareccia o Fosso del Diavolo[102] sotto Concerviano) è il Rigu Latu del documento reatino del 948[31]. Alimentato dalle fonti di Vaccareccia è uno dei pochi torrenti della zona, insieme al Fosso della Mola di Roccaranieri, con portata perenne. Confluisce nel fiume Salto.
- Fosso di San Lorenzo: (già fosso di Fonte Sponga)[103] alimentato dalle acque di Fonte Sponga, confluisce nel Fosso di Fonte.

#### Fonti
Numerosa la presenza di fonti e sorgenti storiche nel territorio del paese, alcune fornite di fontane ed abbeveratoi:
- la Fonte Vecchia è la principale fonte del paese[104] che per secoli ha rifornito di acqua i suoi abitanti: ricavata su un muraglione al di sotto delle ultime abitazioni del paese, tramite tre cannule riversa abbondante acqua in una vasca lunga più di cinque metri. La Fonte Vecchia si trova sul sentiero che dal paese raggiunge il Ponte della Mola, a poco meno di 400 metri dalla porta principale del paese. Le donne, preposte nei secoli passati - quando non era presente acqua corrente nelle case - al rifornimento d'acqua, vi si recavano riportando al paese l'acqua servendosi di conche, recipienti in rame dalla forma caratteristica, che usavano appoggiare sul capo per limitare lo sforzo. Le sue acque si disperdono nel Fosso della Mola.
- Fonte Eternina è un'altra fonte storica: subito fuori dal paese in località detta la Fossa sulla strada che da Roccaranieri portava a Ponte San Martino e da lì a Concerviano o al Santuario della Madonna della Quercia passando per i casali in località detta Piantignano (it. Piani di Antignano). La fonte è provvista di abbeveratoio con cannula ma il bordo della vasca si trova ormai sotto il piano stradale della contigua via di Fonte Eternina. Le sue acque si disperdono nel Fosso di Fonte Eternina già noto come Fosso Ariano.
- la Fonte dei Colli è forse la più antica tra le fonti nel territorio di Roccaranierii: doveva essere questa la fonte che riforniva d'acqua l'insediamento romano dai cui resti è emersa la fistula acquaria in piombo negli scavi dell'ampliamento del cimitero di Roccaranieri. Nella tradizione degli abitanti del paese alla fonte sono associate virtù salutari. A monte della chiesa di San Giovanni, nella valle dei Vignali che risale verso la locaità le Piana, la fonte si trova in un terreno privato, non è provvista di abbeveratoio o fontana e non è accessibile direttamente dalla strada sterrata che dal cimitero di Roccaranieri porta a Cenciara, frazione del comune di Concerviano. Le sue acque si disperdono nell'omonimo Fosso dei Colli che a valle della chiesa di San Giovanni prende il nome di Fosso della Mola.
- Fonte Rabelli si trova sul sentiero che dal trivio in località le tre Vie, sulla via di accesso a Roccaranieri verso Longone, conduce alla località le Valli. Non è provvista di vasca o fontanile e non sempre in estate è presente acqua.
- Fonte Ramauri si trova a valle di Fonte Rabelli. Le sue acque confluiscono nel Fosso del Dannato, già noto come Rio Piombarolo.
- Fonte Ramerti si trova tra le locailità le Valli e la località i San Lorenzi. Non è provvista di vasca o fontanile. Le sue acque si disperdono nel contiguo Fosso delle Scendelle e da lì nel Fosso del Rio che scaturisce dalle acque sorgenti in Vaccareccia (Fonte Sponga, Fonte del Cardinale, Fonte Vecchia di Vaccareccia).

#### La rete sentieristica di Roccaranieri
Numerosi nel territorio di Roccaranieri, come nel resto del territorio dell'abbazia di San Salvatore Maggiore, sono i sentieri che ripercorrono i vecchi sentieri interpoderali già indicati, all'epoca dello Stato Pontificio, sulle mappe del Catasto Gregoriano del 1834. I sentieri, fin dall'epoca del governo abbaziale del territorio, avevano una particolare importanza dal momento che permettevano di collegare tra loro i paesi dell'abbazia oltre che di raggiungere i terreni e si teneva, perciò, in gran conto la manutenzione delle strade pubbliche e vicinali.

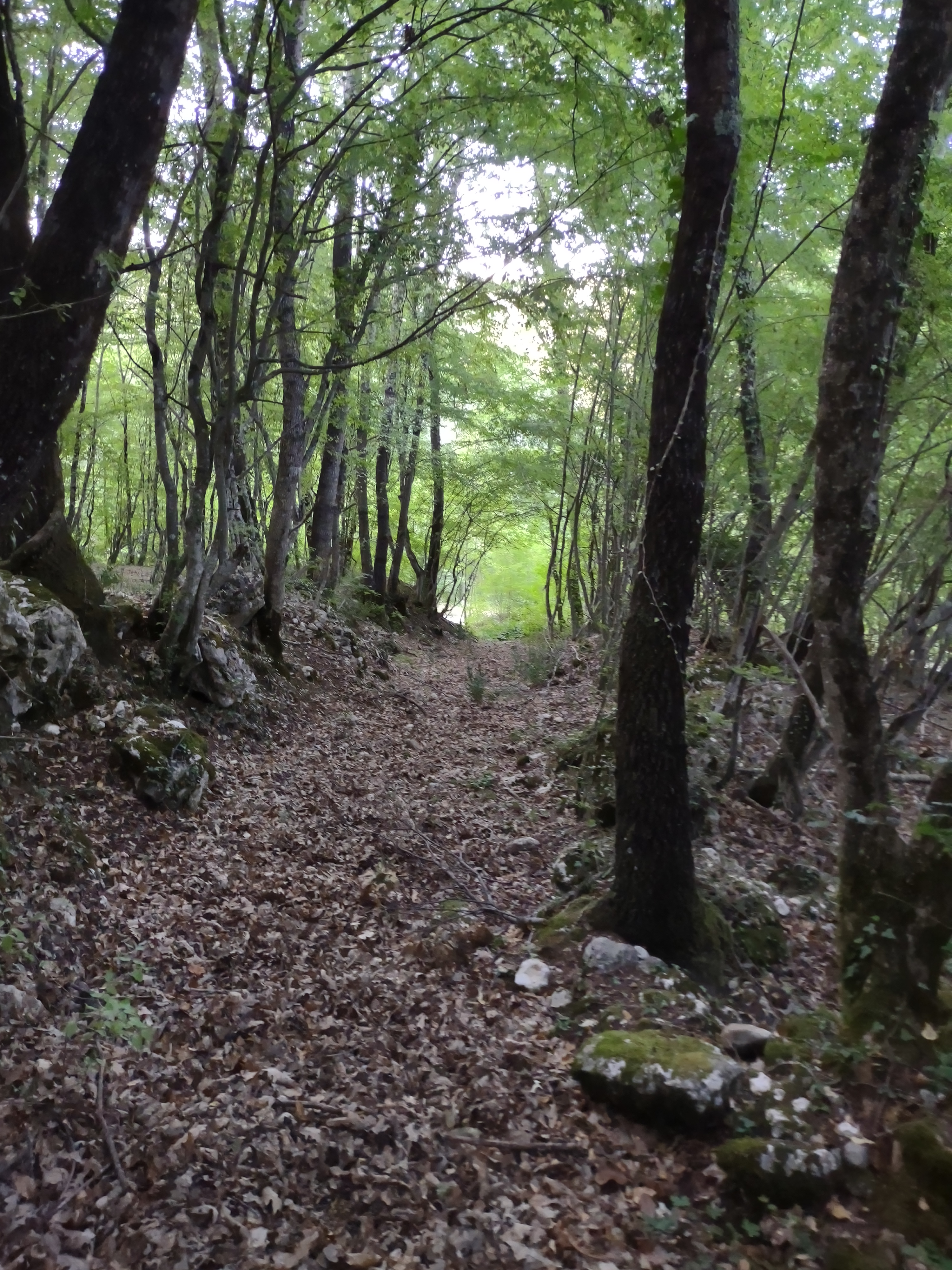
Un tratto del sentiero dal bivio della S.S.578 Salto-Cicolana a Roccaranieri nel bosco in località "Cereciu".

##### Sentiero Bivio SS578 Salto Cicolana - Roccaranieri

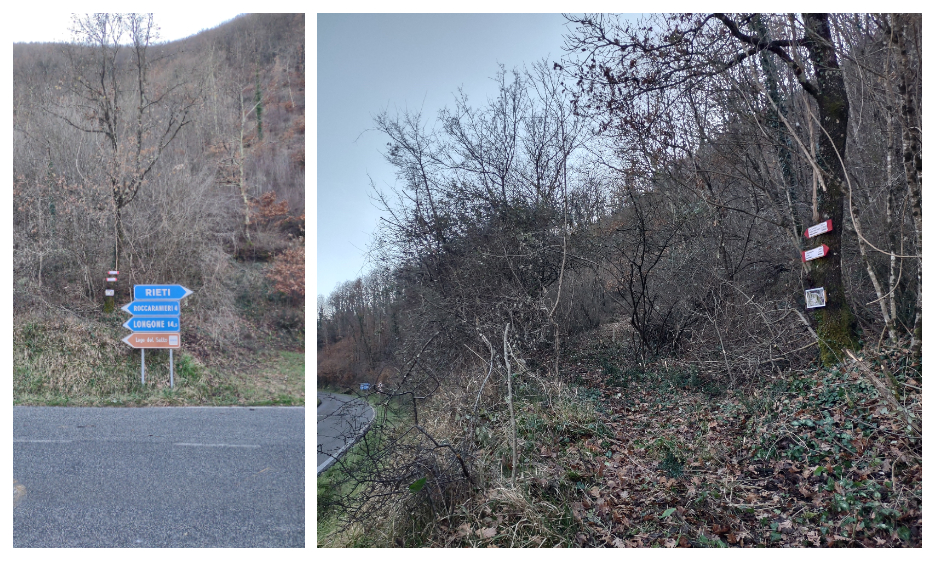
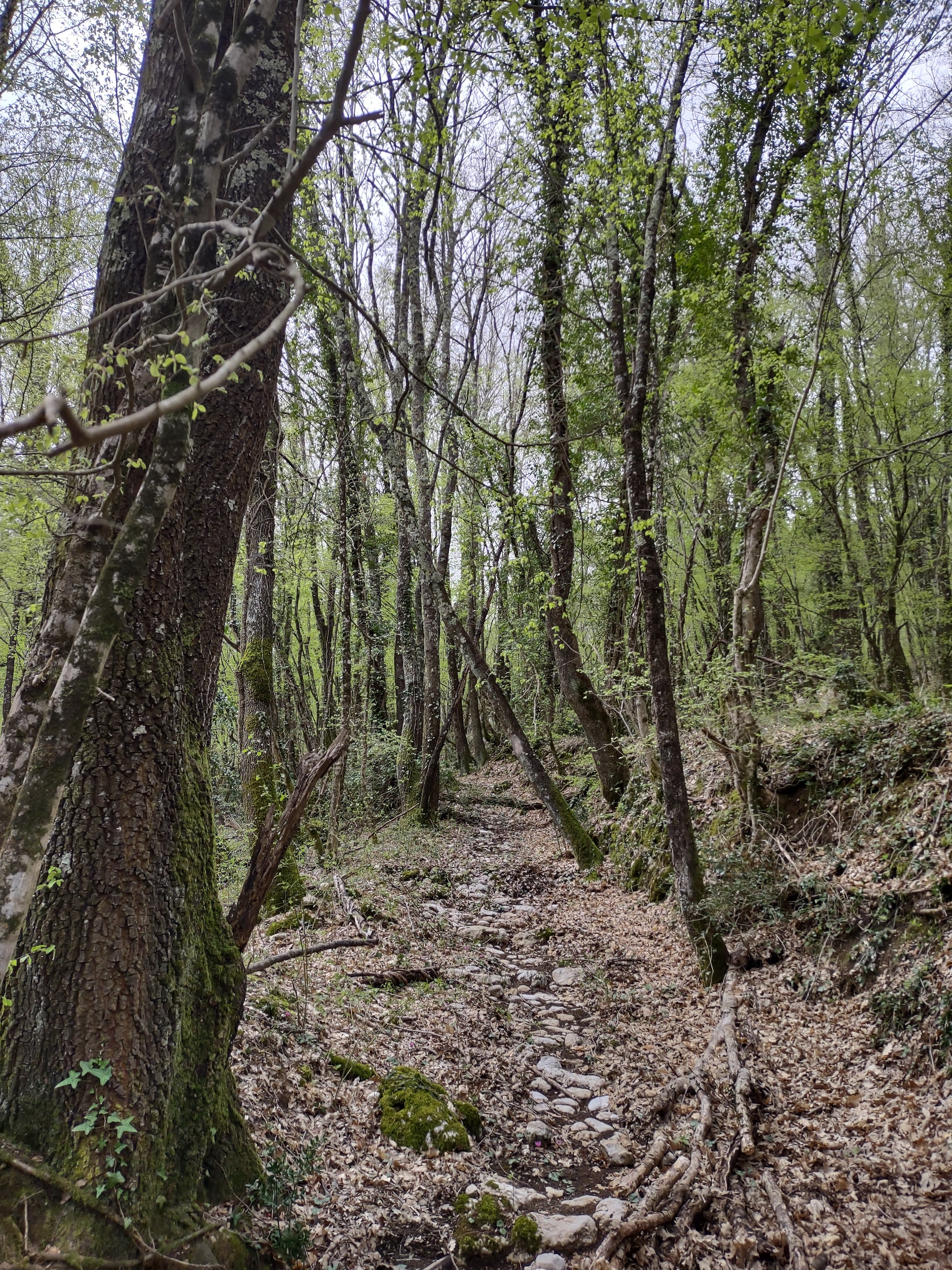
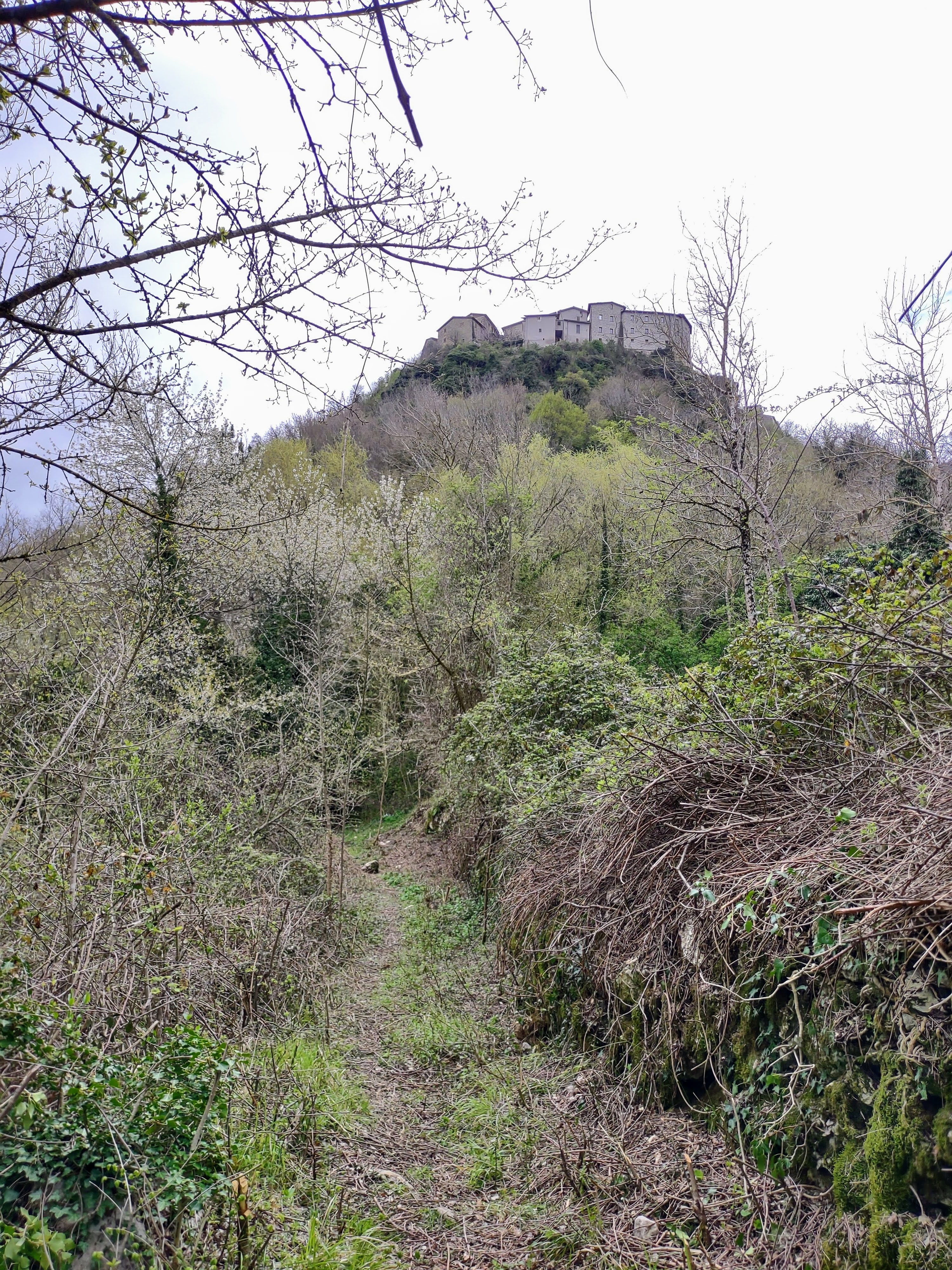
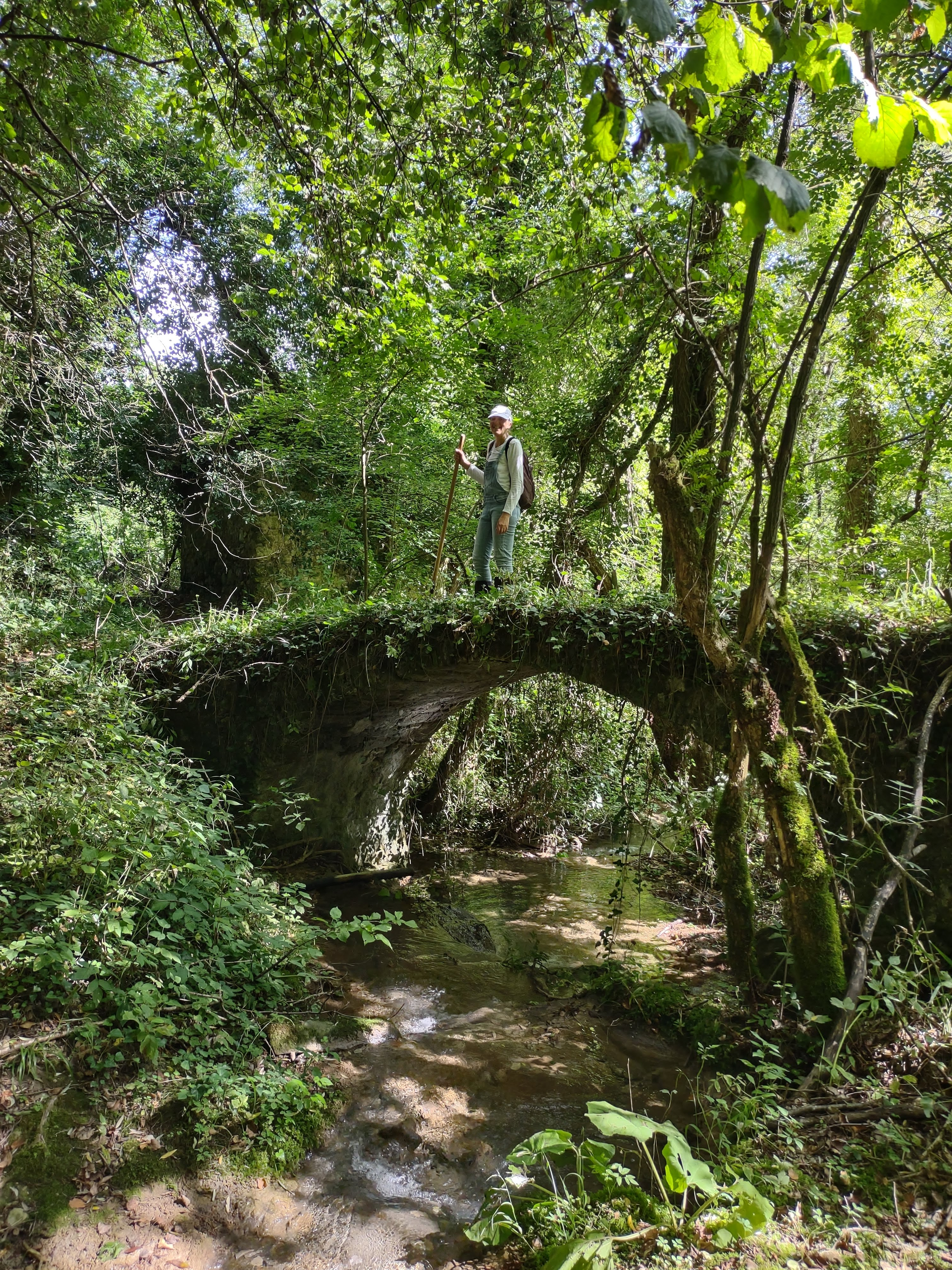
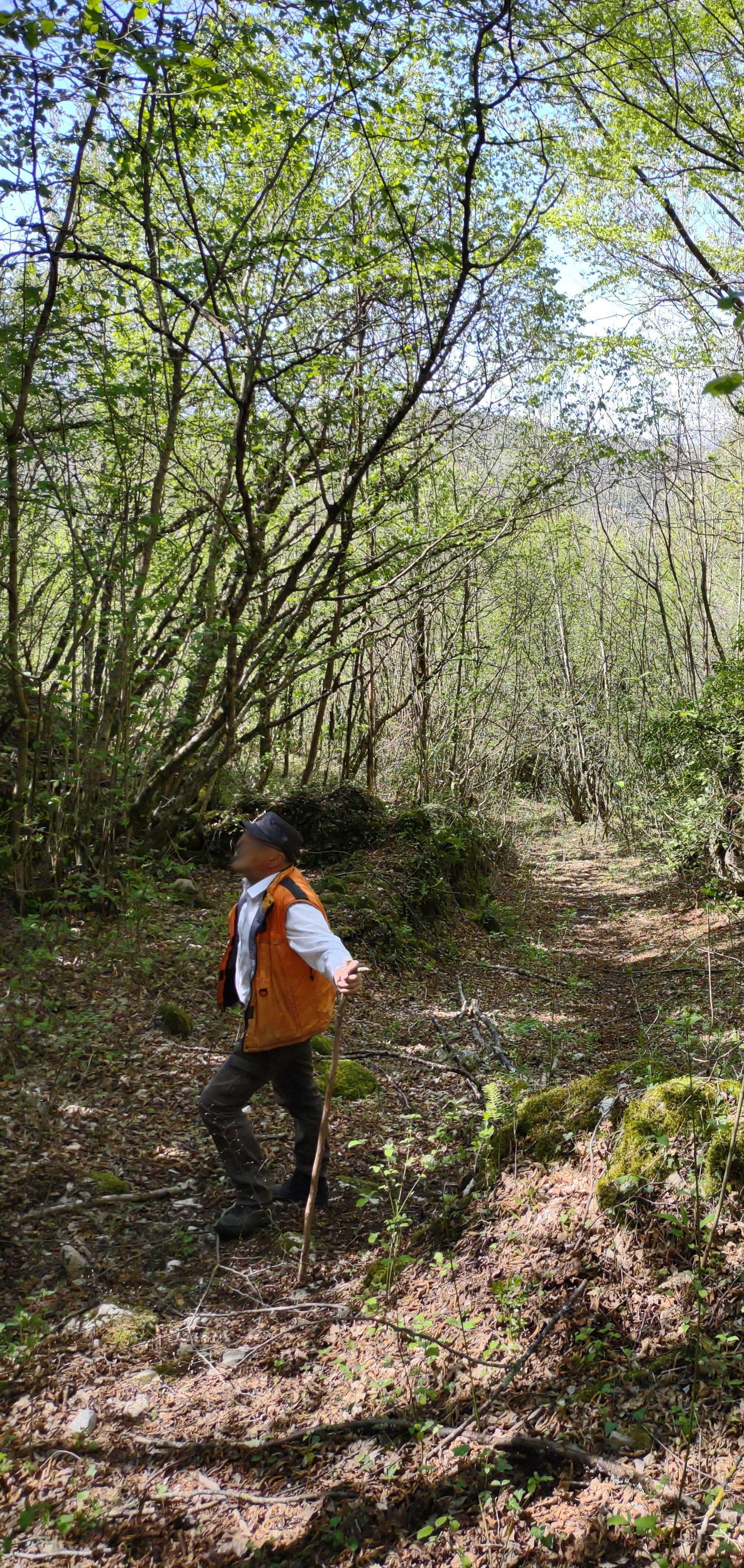

Nel Catasto Gregoriano del 1834 figura come Via Comunitativa detta della Mola che conduce alle Grotte: collegava Roccaranieri alla valle del Salto. Dalla Porta di Roccaranieri conduce alla Fonte Vecchia quindi al Ponte della Mola dove attraversa il Fosso della Mola e da lì raggiunge i Casali delle Cerase (località Lu Cerèciu). Ivi, oltrepassando la S.P. 30a che sale a Roccaranieri alle spalle del Casale Petrangeli, prosegue verso la S.S.578 Salto Cicolana di fronte all'edificio già noto come l'Osteria da Rosa in località a' Piedi alla Costa.
Il fondo è per lo più in terra battuta. In alcuni tratti, nel bosco o prima di giungere dalla valle alla fonte del paese, è possibile scorgere tracce di selciato poste in essere nei secoli passati probabilmente per permettere più agevolmente il percorso del tracciato anche in inverno. In altri tratti il sentiero presenta delle cordonate in pietra, a modo di gradini, per facilitare i viandanti nell'ascesa.
Lungo alcuni tratti del percorso sono presenti muretti a secco per proteggere il sentiero a monte da smottamenti e sostenerne la sede a valle. Più vicino alla fonte, nascosti dalla vegetazione, i muri a monte raggiungono i tre metri di altezza. Per vasti tratti il sentiero è largo all'incirca 2 metri e il percorso è perlopiù lineare; solo in due tratti, per superare due dislivelli, sono presenti una serie di tornanti: a monte delle località detta Le Vignette e alla Grotta di Feliciano presso il bivio per le Fontanelle.

Il sentiero è lungo poco più di 3 km con un dislivello di 262m. Il tempo di percorrenza medio è di 40 minuti circa.

##### Altri Sentieri
Costituiscono il resto della rete sentieristica di Roccaranieri i sentieri interpoderali per lo più già presenti sulla mappa del Catasto Gregoriano del 1834 nel foglio dedicato al territorio di Roccaranieri.

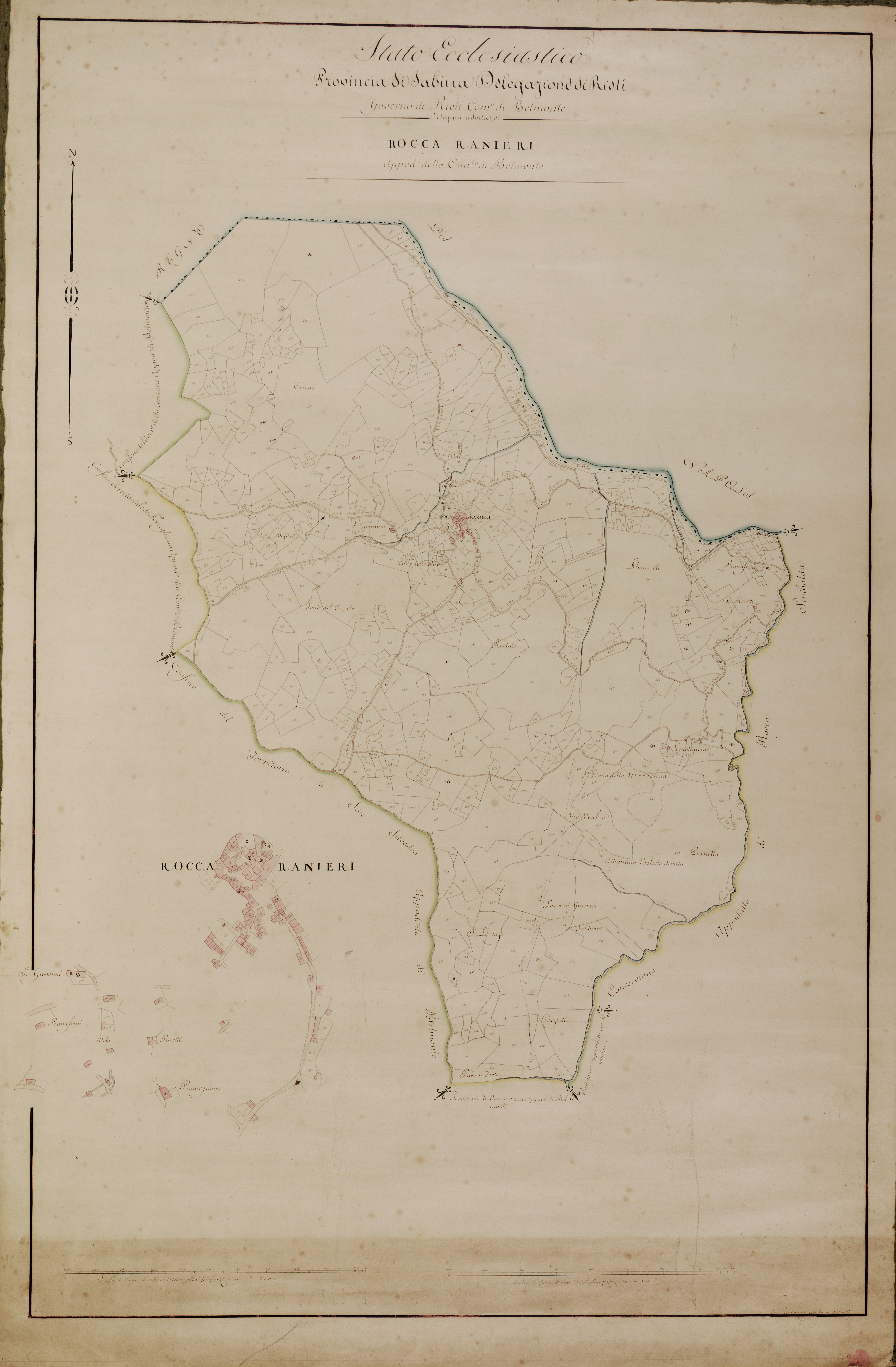
La carta del territorio di Roccaranieri nel Catasto Gregoriano (1834)

Gli stessi sentieri erano già segnati sulla mappe di Giovanni Antonio Rizzi Zannoni nell'Atlante geografico del Regno di Napoli del 1808 e verranno riportati sulle successive versioni delle carte militari fino a quella dell'Istituto Geografico militare di Firenze del 1954.
- Sentiero San Giovanni - Casale Falcetti: (già Via Comunitativa detta delli Vignali che conduce a Porcignano) si imbocca dal Ponte di San Giovanni tenendosi alla destra orografica del Fosso della Mola, quindi, oltrepassata la SP30a che sale a Roccaranieri, per via di una strada bianca sulla destra, si volta a destra dopo un centinaio di metri per discendere nell'alveo del torrente proveniente dalla Fonte dei Colli. Superato il guado si continua sul ciglio del colle fino ad arrivare al Casale Falcetti. Da lì si prosegue lungo una fratta per raggiungere la SP30b nei pressi di Fassinoro.
- Sentiero Case Colli - Le Piana: (già Via Comunitativa detta di San Giovanni che conduce a Cenciara) si imbocca sopra il cimitero, in località Case Colli. Si prosegue lungo un vialetto alberato fino ad entrare nel bosco. Il sentiero procede in alcuni tratti in lieve pendenza costeggiando a monte i boschi di Capo le Pietre (loc. Cape Prete) fino ad arrivare al casale in località le Piana.
- Sentiero La Mola - Il Piano (Casale Cattani): dal Ponte della Mola una diramazione del sentiero verso valle, dopo aver guadato il Fosso della Mola, raggiunge il Casale Cattani nel fondovalle lungo la SS 578, dove il Fosso della Mola si innesta nel fiume Salto.
- Sentiero La Mola - Peschiorescino - Il Piano: (già Via Comunitativa detta di Peschio[110]  che conduce a San Martino): proveniendo dalla fonte del paese, poco prima del Ponte della Mola, svoltando per una diramazione a destra in direzione della valle del Salto e proseguendo nel bosco fino ai casali di Peschiorescino si giunge al piano verso Ponte San Martino.
- Sentiero La Mola - Castello - Fonte Eternina: dal sentiero per il Ponte della Mola una deviazione a monte di un muraglione a sassi conduce, passando sotto la rupe del paese, attraverso i terreni subito al di sotto della Rocca, località nota come a' Castellu. Si prosegue fino al guado per il Fosso di Fonte Eternina,  passato il quale si risale un costone in direzione della fonte per riuscire sulla strada sterrata che da Fonte Eternina porta a Ponte San Martino.
- Sentiero Fonte Eternina - Casali Piantignano - Ponte San Martino: (già Via Comunitativa detta di Fonte Tenina che conduce a Concerviano) dall'edicola della Madonna di Fatima, lungo via dell'Immagine, una strada asfaltata raggiunge la Fonte Eternina in vocabolo La Fossa quindi prosegue, a fondo sterrato, con la stessa ampiezza, fino al Rio Piombarolo. Di li si riduce a sentiero scendendo a valle, in mezzo al bosco, fino a raggiungere l'abitato di Bivio Concerviano e il Ponte di San Martino. Recentemente segnalato dalla Riserva dei Monti Cervia e Navegna in collaborazione con il comune di Concerviano nell'ambito di un progetto regionale per la realizzazione della Rete delle Ciclovie della Riserva dei Monti Navegna e Cervia[111].
- Sentiero Casali Piantignano - Madonna della Quercia (Concerviano): dai Casali Piantignano, passando per il bosco, attraverso una serie di stretti tornanti guadagna il fondo valle ove scorre il Rio di Fonte. Da qui risale la collina su cui sorge il paese di Concerviano raggiungendo la chiesa della Madonna della Quercia.
- Sentiero Le Tre Vie - Fonte Ramauri - Le Valli: dal trivio, sulla salita de' le Tre Vie, all'altezza dell'immagine di Sant'Antonio, in direzione Longone, sulla sinistra, fino a raggiungere il colle. Ridiscende, quindi, per una fratta, al fianco del Casale de' Pulenta fino a raggiungere un avvallamento presso la Fonte Rabelli. Prosegue poi lungo una fila d'alberi, in direzione nord verso la località Valloppio, fino a raggiungere la Strada de' Le Valli.

Alcuni dei sentieri nella rete sentieristica di Roccaranieri fanno parte della Rete Sentieristica dell'Abbazia di San Salvatore Maggiore.

## Società

### Evoluzione demografica
La popolazione di Roccaranieri al pari di quella degli altri castelli dell'abbazia di San Salvatore Maggiore, fino a tutto il 1700, non subì grandi trasformazioni in termini numerici: l'abitato mantenne la struttura originaria e all'incirca lo stesso numero di abitanti e di abitazioni dentro e fuori le mura.
Limitato fino al 1800 era il fenomeno dell'emigrazione o dell'immigrazione: se qualche persona si spostava da un paese all'altro nel territorio dell'abbazia di San Salvatore Maggiore era per questioni matrimoniali. I vincoli di parentela o di comparato era frequenti tra molti degli abitanti del territorio abbaziale.
A partire da metà Ottocento le statistiche indicano un significativo aumento della popolazione a cui fece seguito agli inizi del Novecento, seppure in maniera sporadica, il fenomeno dell'emigrazione verso il Nordamerica. Di ben altra portata fu l'emigrazione verso i centri urbani, specie verso la capitale, a partire dal dopoguerra fino agli anni Settanta, cui seguì un evidente calo demografico.
Abitanti censiti

### Religione
Per secoli sotto i possedimenti dell'abbazia di San Salvatore Maggiore, la fede religiosa ha impresso un sigillo nella vita e nell'organizzazione sociale della comunità di Roccaranieri. La divisione amministrativa ecclesiastica è stata per secoli parte integrante della vita degli abitanti del paese utile per comprendere la storia e la cultura del borgo così come le realizzazioni dei suoi abitanti e le particolarità del suo territorio.

#### Le parrocchie di Roccaranieri
A Roccaranieri ci furono sempre due chiese: quella di San Giovanni Battista fuori le mura e quella di San Pietro Apostolo dentro le mura. Nella chiesa di San Giovanni si celebravano i riti nella solennità della festa del patrono e le messe dei defunti mentre nella chiesa di San Pietro, oltre alla messa quotidiana, era consuetudine recitare ogni mercoledì, venerdì, sabato e domenica il rosario; la domenica, dopo la messa, si insegnava ai bambini la dottrina; durante la Quaresima un predicatore venuto da fuori, preparava gli abitanti al mistero pasquale; tutte le famiglie del paese erano benedette in chiesa all'atto del matrimonio e le festività principali erano celebrate tra quelle antiche mura.

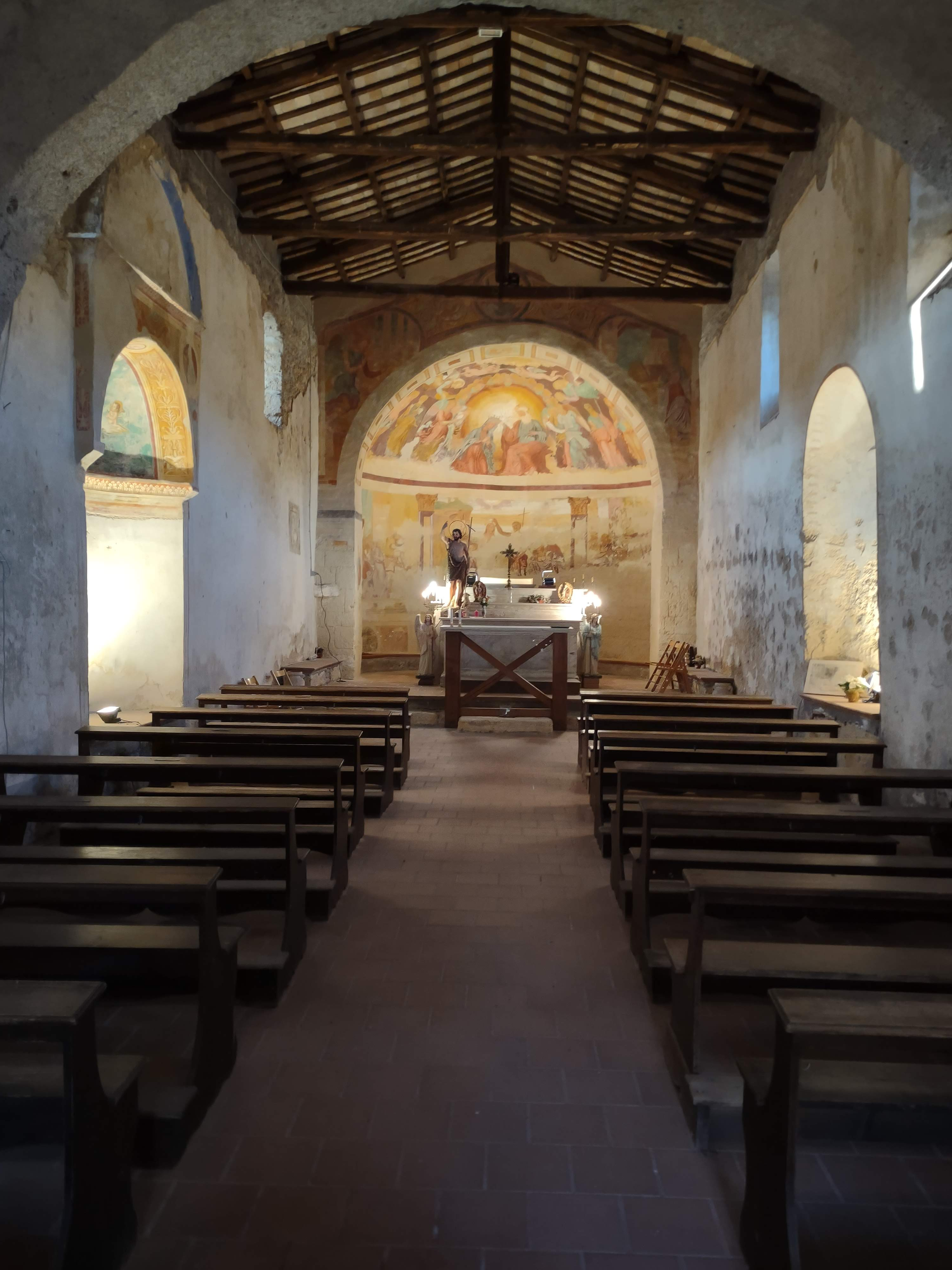
Chiesa di San Giovanni di Roccaranieri, interno.

Alle due chiese corrispondevano due parrocchie: la parrocchia di San Giovanni Battista e la parrocchia di San Pietro Apostolo. Fino al 1434 le parrocchie venivano assegnate dall'abate ordinario di San Salvatore Maggiore a cui, all'epoca, era attribuito il potere temporale e spirituale.

##### La parrocchia di San Giovanni
Al titolare della chiesa di San Giovanni Battista spettava il titolo di arciprete ed era associato alla chiesa il beneficio di San Giovanni, di cui facevano parte: Ville dè Rabelli (loc. Fonte Rabelli), Ville dè Venis, Ville di Colle Imperatore. Apparteneva alla parrocchia di San Giovanni anche una cappella situata presso le mura del castello di Roccaranieri che non aveva né cimitero né fonte battesimale. I benefici di San Giovanni e di San Pietro furono riuniti nel Cinquecento nelle mani di un unico parroco che mantenne il titolo di arciprete di San Giovanni Battista, poi di nuovo divisi nel 1571 e poi infine riuniti nel 1591.
Esisteva anche il beneficio di San Lorenzo e della Venerabile Compagnia della Misericordia: il titolare aveva il compito di insegnare ai bambini del paese.

##### La parrocchia dei Santi Pietro e Paolo
In seguito allo smembramento del territorio delle due abbazie di Farfa e di San Salvatore Maggiore e della costituzione della diocesi di Poggio Mirteto, le parrocchie di Roccaranieri, di Porcigliano,  di San Silvestro e di Cenciara, con bolla di Gregorio XVI del 24 novembre 1841, furono annesse alla diocesi di Poggio Mirteto. Con Costituzione Apostolica «In altis Sabinae montibus» del 3 giugno 1925, le stesse parrocchie passarono alla diocesi di Rieti. Con decreto Vescovile del 1986, le parrocchie di San Leonardo in Fassinoro e di San Silvestro in San Silvestro sono state soppresse ed incorporate nella parrocchia di Roccaranieri.

### Tradizioni
Non stupisce che a Roccaranieri, al pari degli altri paesi facenti parte, per quasi dieci secoli, del dominio dell'abbazia di San Salvatore Maggiore, le tradizioni religiose siano numerose e costituiscano un radicato patrimonio culturale ove i riti cristiani, nei secoli, si erano prima affiancati ed avevano via via sostituito i più antichi riti delle popolazioni sabine legati ai culti della terra.

#### La festa di San Giovanni Battista (24 Giugno)
È di gran lunga la festa più sentita del paese essendo San Giovanni Battista il Santo Patrono fin dai tempi del governo abbaziale. 

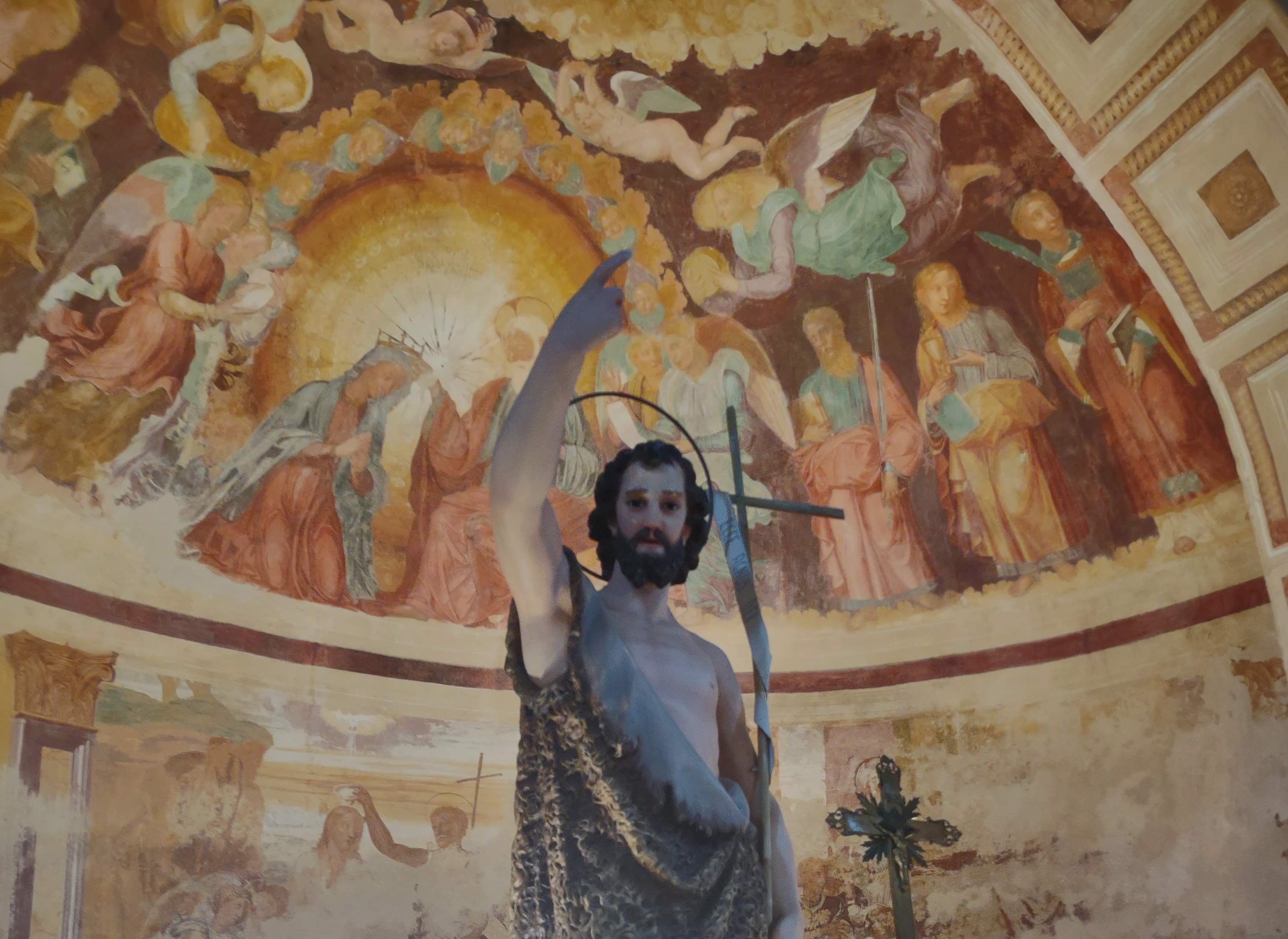
Statua di San Giovanni Battista nella chiesa di San Giovanni a Roccaranieri.

Durante questa festività gli abitanti di Roccaranieri si recavano in processione dalla chiesa di San Pietro dentro le mura fino a quella di San Giovanni fuori le mura. Le confraternite si occupavano dell'organizzazione della festa.
(Bernardino Tofani, Longone di S. Salvator Maggiore nel Gastaldato di Rieti e nella Massa Torana, Rieti, Comunità montana del Turano, 1988.)

#### La Pasquarella (30 Dicembre, 5 Gennaio)
ll termine "Pasquarella" origina dal nome di "prima pasqua" o "pasqua epifania" con il quale la festività dell'Epifania era comunemente nota tra le popolazioni dell'area sabina. 

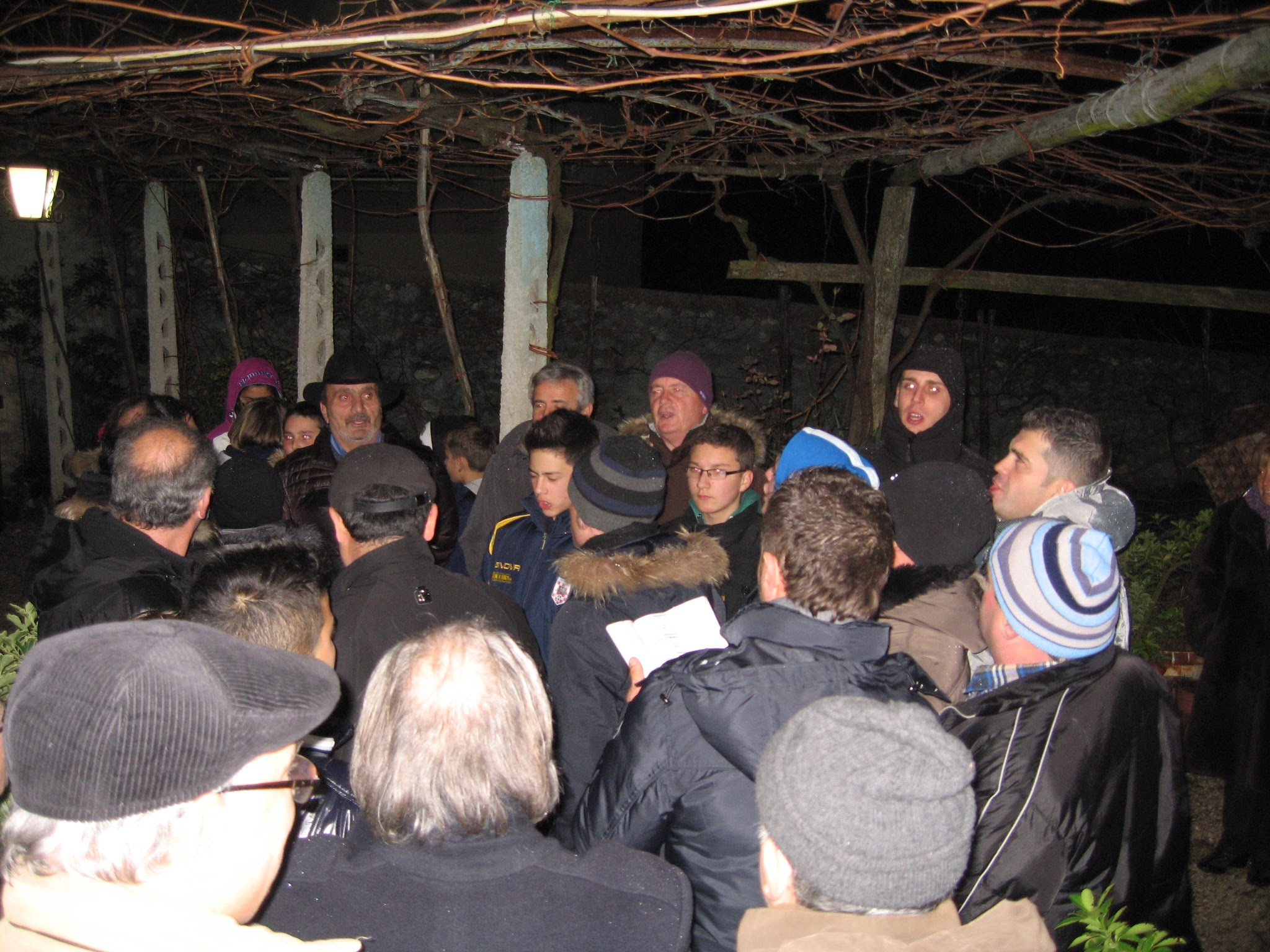
Il canto della Pasquarella a Roccaranieri (2012).

Durante la ricorrenza era usanza che una folla di cantori, un tempo pastori, percorrendo le vie del paese, si fermasse di casa in casa e, a gruppi alterni, intonasse delle strofe annunciando la nascita del Messia prima di accettare qualche dono, in denaro o alimenti, da parte degli abitanti riconoscenti e proseguire oltre.
I riti della Pasquarella si celebrano anche a Roccaranieri come in buona parte della Sabina. In particolare a Roccaranieri la celebrazione della Pasquarella avviene in due date distinte: il 30 dicembre ed il 5 gennaio. In quei giorni tre brani diversi, in dialetto sabino, vengono cantati dai coreuti: un brano il 30 dicembre e due brani, diversi dal precedente, il 5 gennaio. Nelle due occasioni, al calare della sera, i cantori si ritrovano al cimitero del paese, presso l'antica chiesa di San Giovanni per intonare le strofe che poi ripetono proseguendo per le strade del paese fermandosi alla porta di ogni famiglia. Alla sera del 5 gennaio, poi, al termine del percorso, nella piazza principale del paese, vengono distribuite le "ciambelle delle anime sante", particolari ciambelle ai semi d'anice. La tradizione è ancora in voga e particolarmente sentita dagli abitanti del paese. 

#### Le Rogazioni
Tre processioni venivano fatte durante le Rogazioni: la prima all'immagine di San Filippo e Giacomo, la seconda all'immagine della Madonna della Cerqua ovvero della Madonna della Quercia di Concerviano, la terza alla chiesa di San Giovanni Battista.

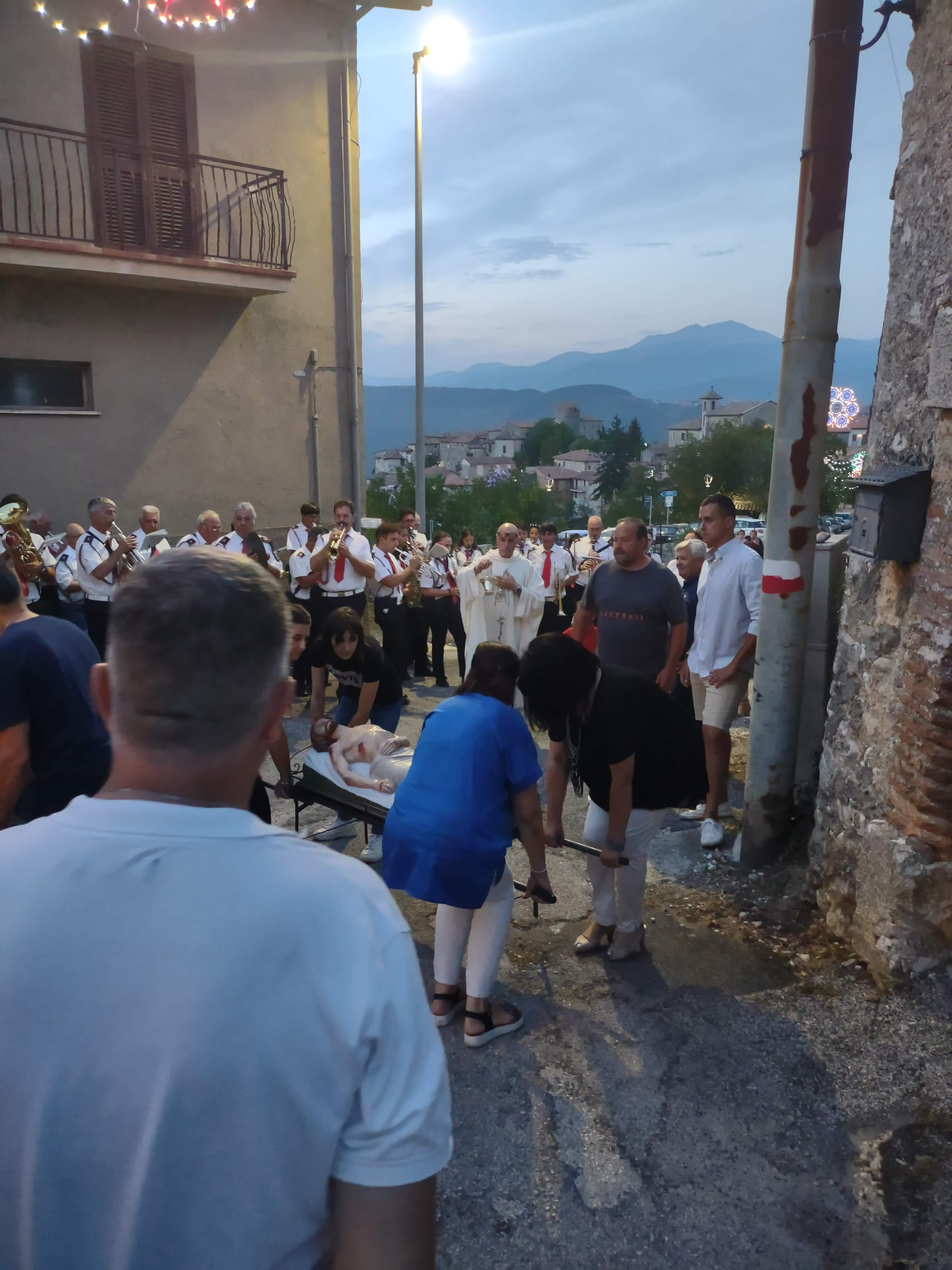
Benedizione della statua del Cristo morto (2023).

(Bernardino Tofani, Longone di S. Salvator Maggiore nel Gastaldato di Rieti e nella Massa Torana, Rieti, Comunità montana del Turano, 1988.)

#### Riti della Settimana Santa
- Domenica delle Palme (Benedizione dell'ulivo)
- Sepolcri (Giovedì Santo)
- Processione del Cristo Morto (Venerdì Santo)

(Bernardino Tofani, Longone di S. Salvator Maggiore nel Gastaldato di Rieti e nella Massa Torana, Rieti, Comunità montana del Turano, 1988.)
- Benedizione del Fuoco (Sabato Santo)
- Lunedì di Pasqua (Pellegrinaggio alla Madonna dei Cignali)

Tra i riti della settimana santa particolarmente sentito era, nel lunedì di Pasqua, il tradizionale pellegrinaggio al Santuario della Madonna dei Cignali. 

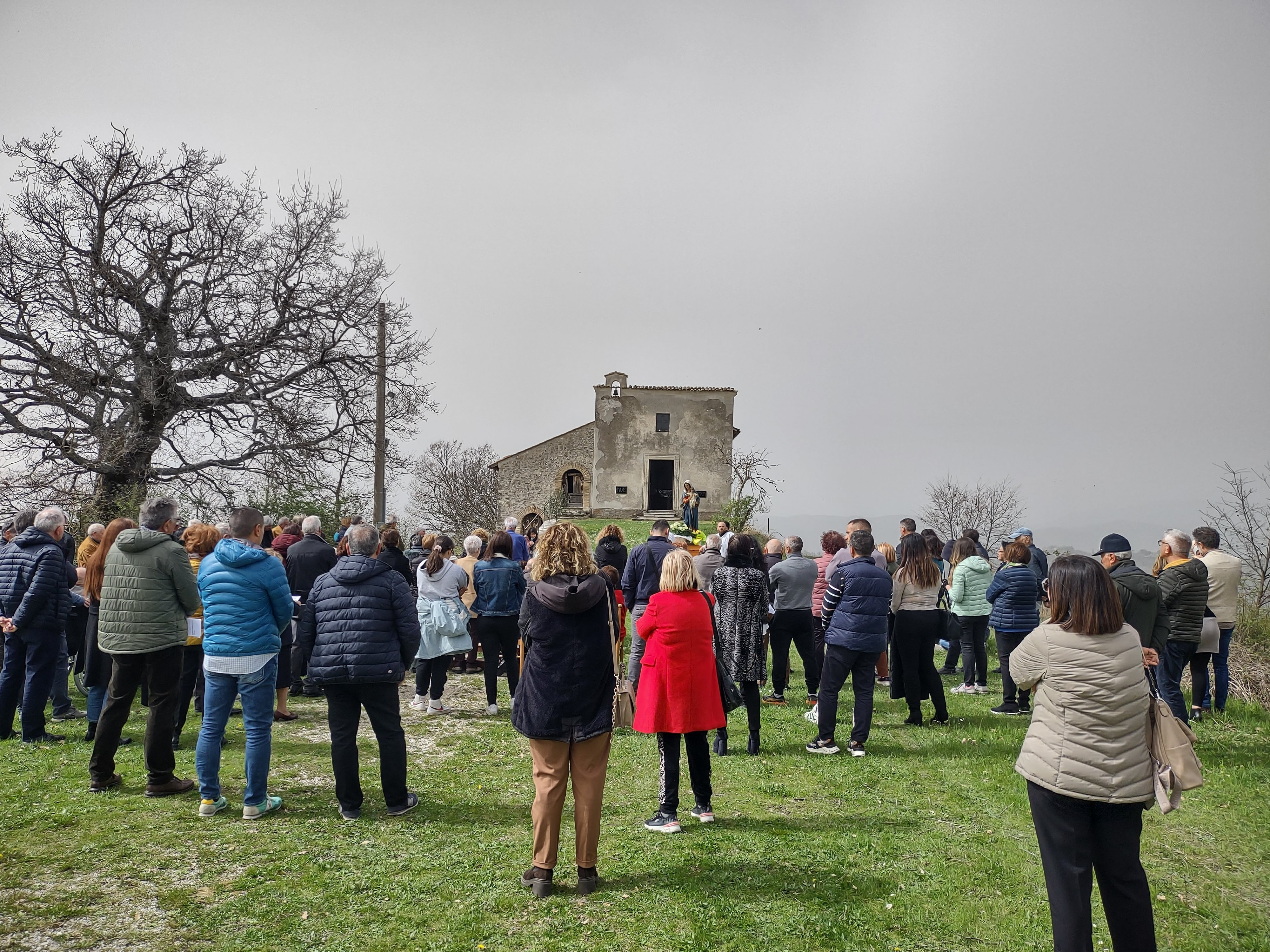
Messa del Lunedì dell'Angelo alla Madonna dei Cignali, Fassinoro.

La devozione spingeva gli abitanti di Roccaranieri a compiere la processione più lunga verso la chiesa di Santa Maria dei Cignali di Porcignano.
(Bernardino Tofani, Longone di S. Salvator Maggiore nel Gastaldato di Rieti e nella Massa Torana, Rieti, Comunità montana del Turano, 1988.)

#### Corpus Domini
Una processione particolare era quella del Corpus Domini che si snodava dentro le vie del paese.
(Bernardino Tofani, Longone di S. Salvator Maggiore nel Gastaldato di Rieti e nella Massa Torana, Rieti, Comunità montana del Turano, 1988.)

#### Ascensione
(Bernardino Tofani, Longone di S. Salvator Maggiore nel Gastaldato di Rieti e nella Massa Torana, Rieti, Comunità montana del Turano, 1988.)

#### I defunti
La prima messa del giorno dei defunti, il 2 novembre, viene celebrata nella chiesa di San Giovanni Battista alle cinque del mattino. Durante la messa viene intonato dai fedeli il Dies Irae di Tommaso da Celano.

#### Altre feste ricorrenti
- Madonna del Rosario, 2 settembre
- Madonna Addolorata, terza domenica di settembre
- Sant'Antonio Abate, 17 gennaio
- Sant'Antonio di Padova, 13 giugno

#### Manifestazioni religiose sopravvissute
Di tutte le tradizioni religiose, ai tempi odierni, sopravvivono solo alcune manifestazioni:
- La Pasquarella, 30 dicembre e 5 gennaio.
- Messa alla Madonna dei Cignali, lunedì di Pasqua
- Festa di San Giovanni Battista, 24 giugno
- Festa della Madonna del Rosario, 2 settembre
- Madonna Addolorata, terza domenica di settembre
- Celebrazione dei defunti, 2 novembre.

Le celebrazioni per le festa di San Giovanni Battista avvengono il fine settimana successivo al 24 giugno. Le feste religiose della Madonna del Rosario e della Madonna Addolorata vengono celebrate, nei tempi moderni, l'ultima domenica di agosto per permettere una più ampia partecipazione degli abitanti di Roccaranieri che dalle città in cui si sono trasferiti, tornano in paese, in occasione delle ferie estive.

### Folklore

#### La leggenda del brigante Feliciano
Essendo a lungo stata terra di confine, non stupisce che nel territorio di Roccaranieri si conservino storie di briganti. Uno in particolare, il brigante Feliciano, è ricordato nei racconti che i nonni di Roccaranieri fanno ai propri nipoti.

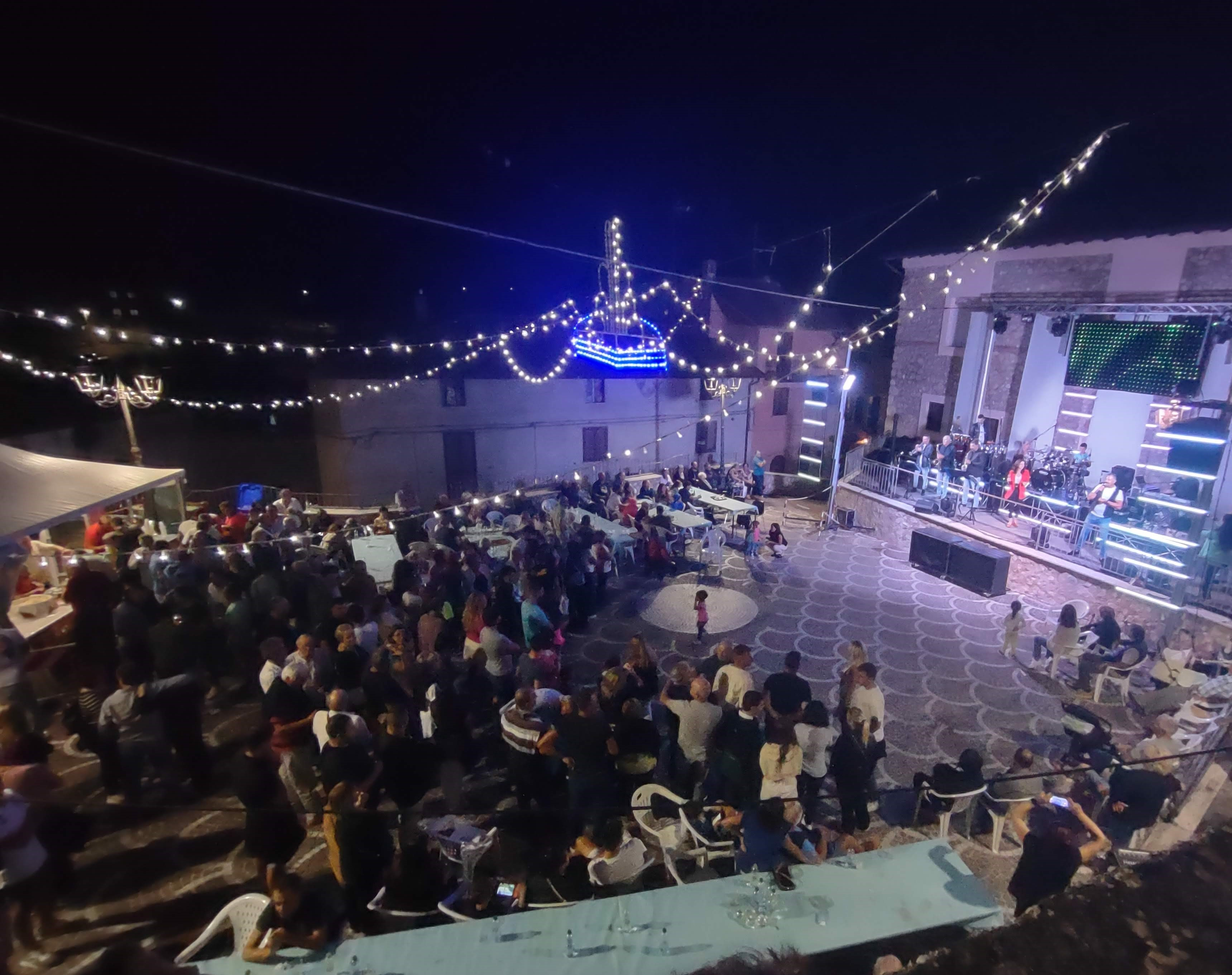
Festa nella Piazza del Popolo di Roccaranieri (2023)

Si narra che il brigante Feliciano Testa vivesse con la sua banda nei dintorni di Roccaranieri, ai danni dei viandanti che attraversavano il confine tra il Regno di Napoli e lo Stato Pontificio, sfuggendo ai gendarmi dell'uno e dell'altro stato. Una sera di pioggia, all'imbrunire, il brigante si imbatté nella carrozza di una gran dama che era rimasta invischiata nel fango. Il brigante, forse meravigliato dai modi cortesi della dama, le prestò soccorso per permetterle di riprendere il viaggio senza chiedere alla malcapitata, come era solito, un pegno in denaro in cambio della propria vita. La dama fu riconoscente del servizio prestato tanto da fare lei dono al brigante di una chioccia con dodici pulcini d'oro.
Il brigante, tornato a notte fonda al covo della sua banda nei pressi dell'abitato di Roccaranieri, dovette affrontare il problema di trovare un nascondiglio al prezioso tesoro. Non fidandosi, tra quelli della sua banda, neanche del suo più fedele compagno che si occupava per lui di ogni faccenda, cercò un espediente per assicurarsi di non essere seguito: chiese al suo bravo di rimanere nel covo, continuando a pestare nel mortaio la polvere da sparo, cosicché lui potesse udire il tonfo del pestello nel mortaio e procedere a nascondere il tesoro. Feliciano minacciò il suo compagno che, se avesse udito interrompersi anche per un solo istante, mentre era via, il rumore del mortaio, una volta rientrato, lo avrebbe ucciso. Il compagno, che conosceva la ferocia del suo capo e non intendeva assolutamente metterne in dubbio la parola, obbedì ciecamente, continuando per tutto il tempo a pestare la polvere da sparo e, non avendo modo di vedere, dal covo, dove si fosse recato il brigante, poiché era notte fonda, non seppe mai, al pari degli altri della banda, dove fosse stato nascosto il tesoro.

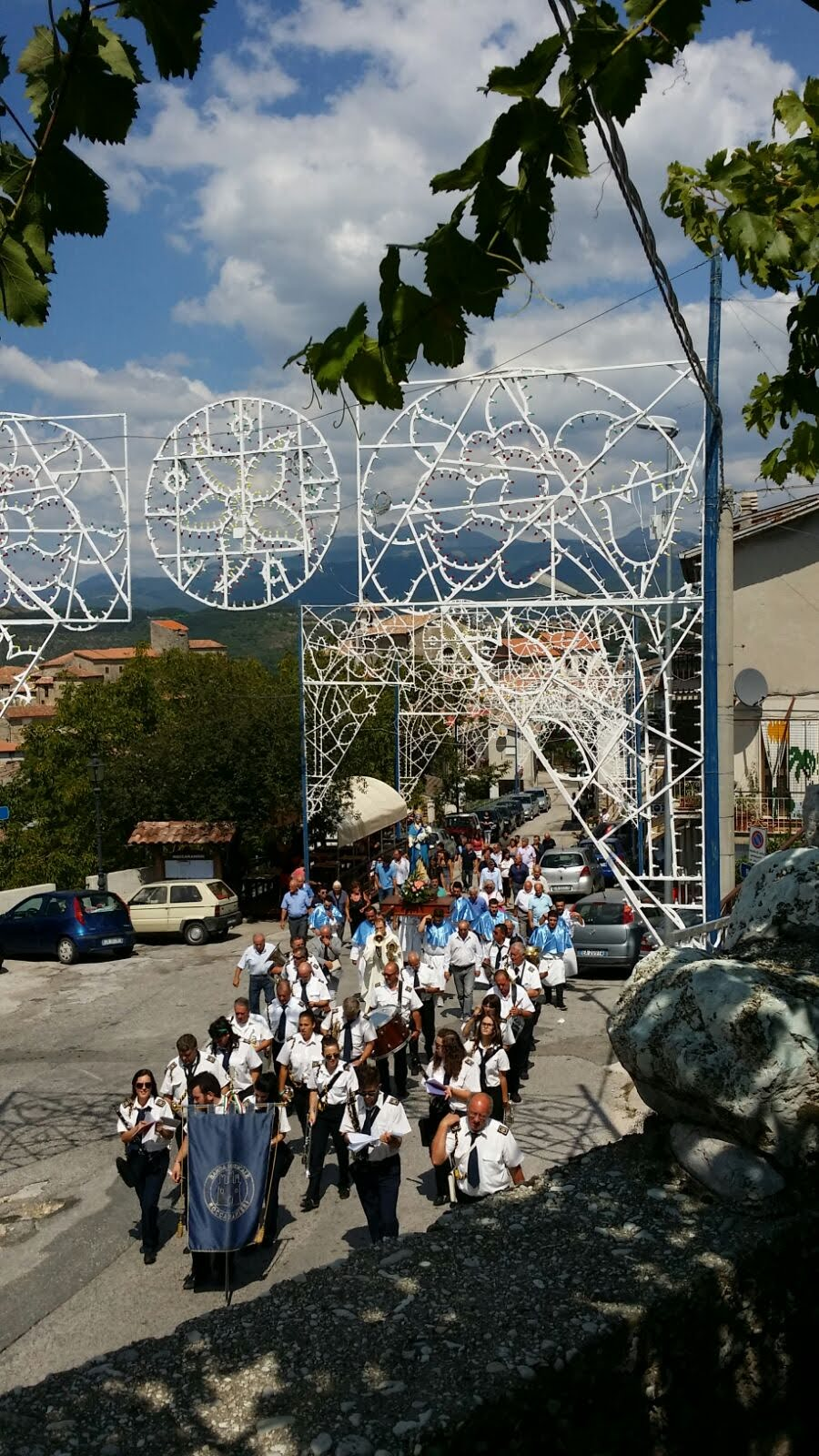
La banda musicale di Roccaranieri in processione (2015).

La leggenda narra che il tesoro del brigante Feliciano sia nascosto nei pressi della Grotta di Feliciano, lungo il sentiero che da Roccaranieri scende alla valle del Salto, nei terreni conosciuti come le Fontanelle, il luogo probabilmente più lontano, tra quelli sotto la Rocca, dove era possibile udire i rumori del pestare di un mortaio provenienti dal covo dei malviventi.

### Musica

#### La banda musicale di Roccaranieri
Particolare rilevanza, nel corso del secolo scorso, a cavallo della seconda guerra mondiale, assunse la "Banda musicale di Roccaranieri" che svolgeva i propri servizi, durante le feste patronali, nei paesi dei territori dell'abbazia ed oltre, nel territorio del Cicolano. Tra i suoi direttori restano nella memoria del paese e dei suoi abitanti Corradino Longhi (1908-1959), clarinettista, e, più recentemente, Guerrino Novelli (1931-2014), trombettista: i due maestri hanno contribuito a diffondere la cultura musicale nelle famiglie del paese.

### Cucina

#### I vertuti
Il primo maggio, in coincidenza con l'antica occorrenza del Calendimaggio, ovvero con l'arrivo della primavera, anche a Roccaranieri come nel resto della Sabina, le famiglie sono solite consumare una zuppa di antichissima origine sabina, detta la zuppa di vertuti, realizzata con ingredienti della dispensa invernale quali legumi (ceci o fagioli) e cereali (orzo o farro) e verdure o erbe di campo novelle, tra cui i fogliolitti ovvero gli stridoli, il tutto condito con del semplice olio d'oliva a crudo.

## Economia
Fin dai tempi antich il territorio di Roccaranieri si è prestato ad un'economia di tipo agricolo-pastorale essendo presenti, come ricordava il documento farfense del 783 in cui compare la prima citazione documentale del territorio di Roccaranieri col toponimo di Massa Pretorii:
(Gregorio da Catino, Regesto Farfense, Vat.Lat. 8487 (foglio 45, verso - doc. CLI), A.D. 783)
Ancora nell'Ottocento il Palmieri ne ricordava le virtù. I prodotti coltivati sul territorio hanno assicurato agli abitanti la sussistenza ed una moderata tranquillità economica: cereali, granturco, castagne, frutta e ortaggi. 
(Adone Palmieri, Descrizione topografica di Roma e Comarca, Parte prima: Roma - Volume I, Roma, 1864, pp. 115-116.)
Particolare rilevanza aveva anche l'allevamento bovino ed equino oltre a quello degli ovini e dei suini.

### Agricoltura

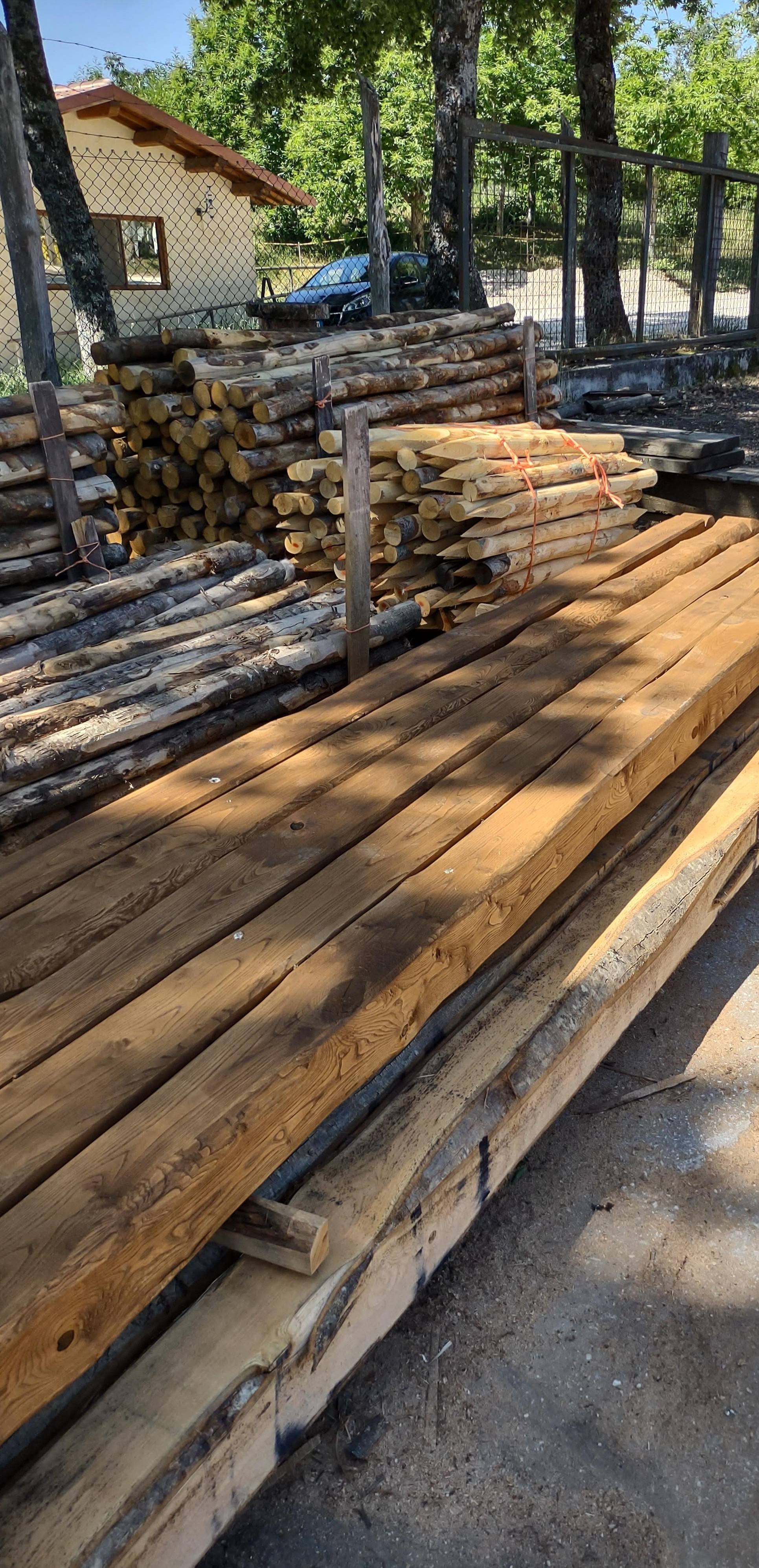
Lavorazione di legname nel territorio di Roccaranieri.

Al giorno d'oggi nuove colture si sono affacciate sul territorio come quella dello zafferano reso ormai una realtà da una piccola azienda locale. La tradizionale coltura della vite, così comune in passato tra gli abitanti del villaggio, è ormai marginale, quasi scomparsa. Rimangono solo alcuni filari di viti ed il sapere, tramandato di generazione in generazione da ormai almeno dodici secoli, di chi custodisce i segreti della coltivazione della vite e del processo di vinificazione.

L'allevamento bovino rappresenta ancora oggi una risorsa importante per le aziende che lo praticano. Sussiste il tradizionale allevamento di ovini e suini.

Prodotti del territorio di Roccaranieri
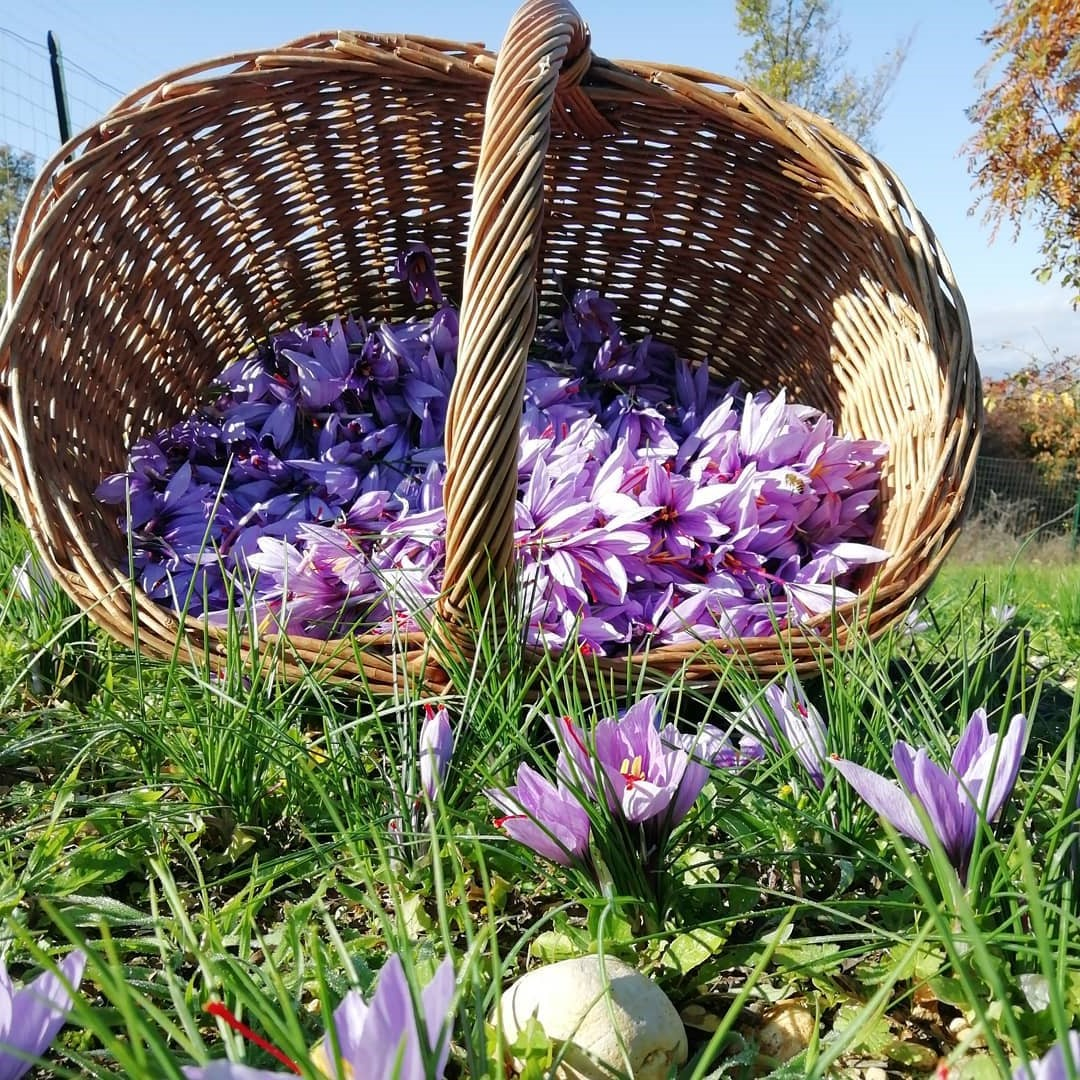
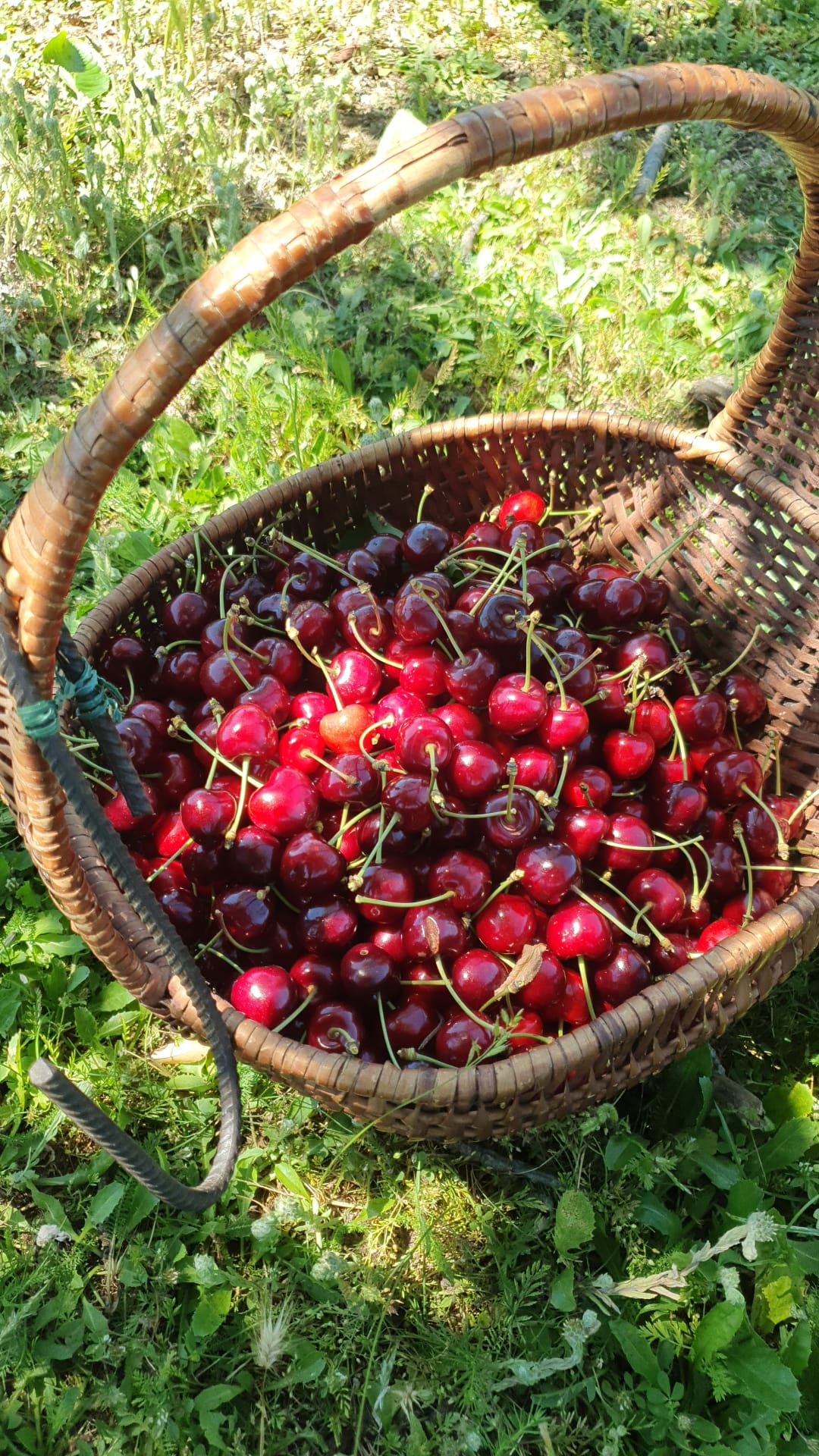
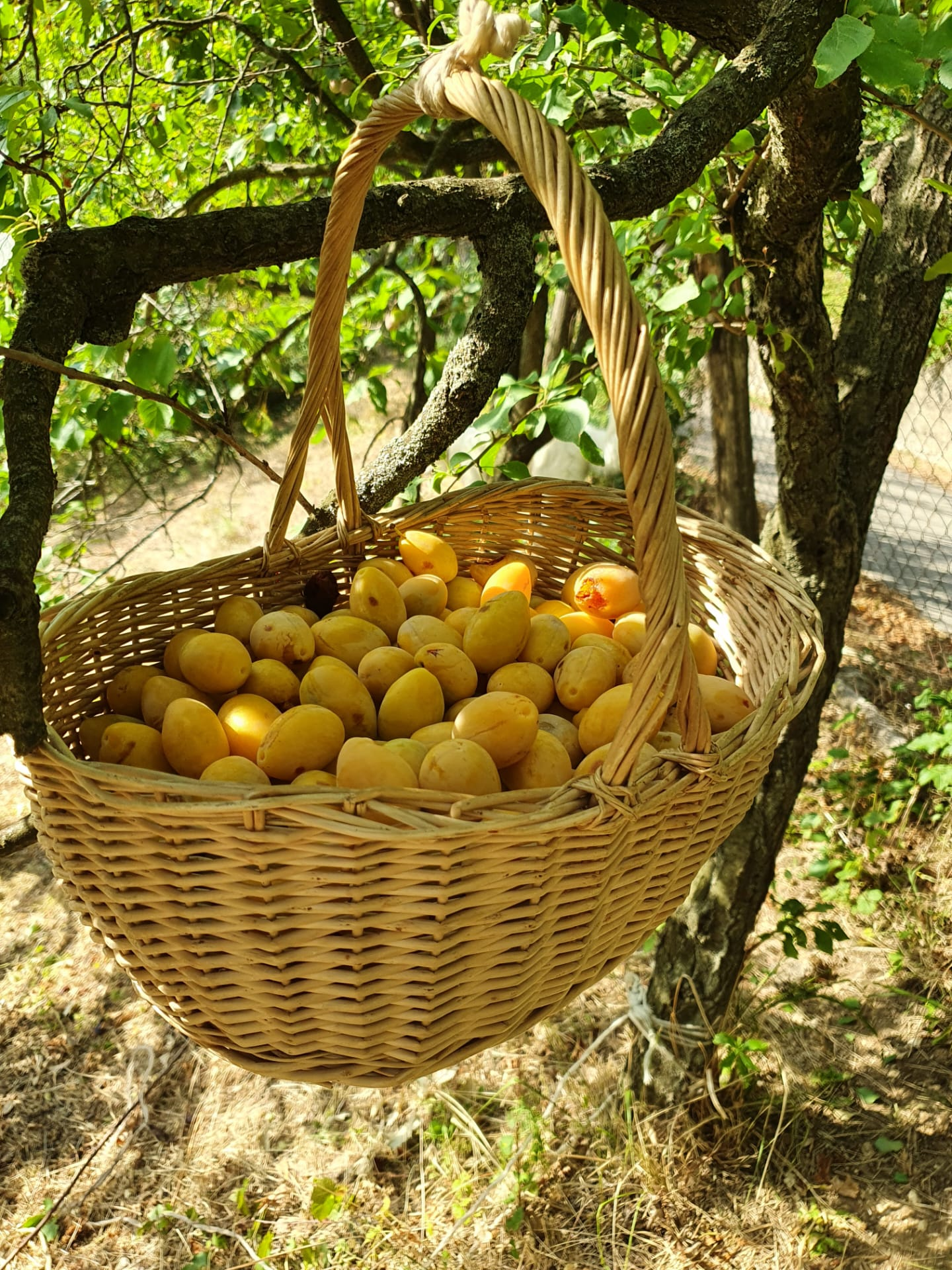
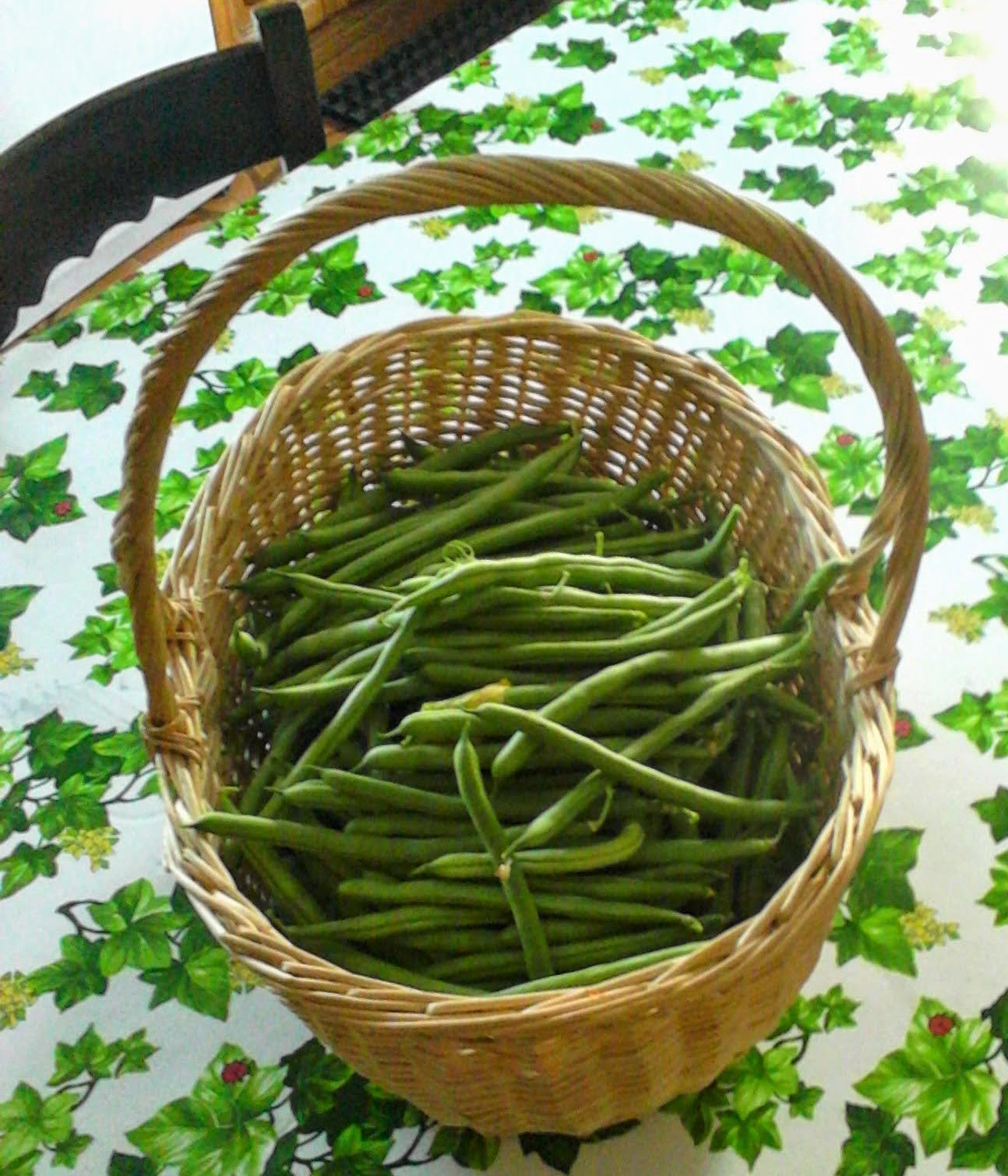
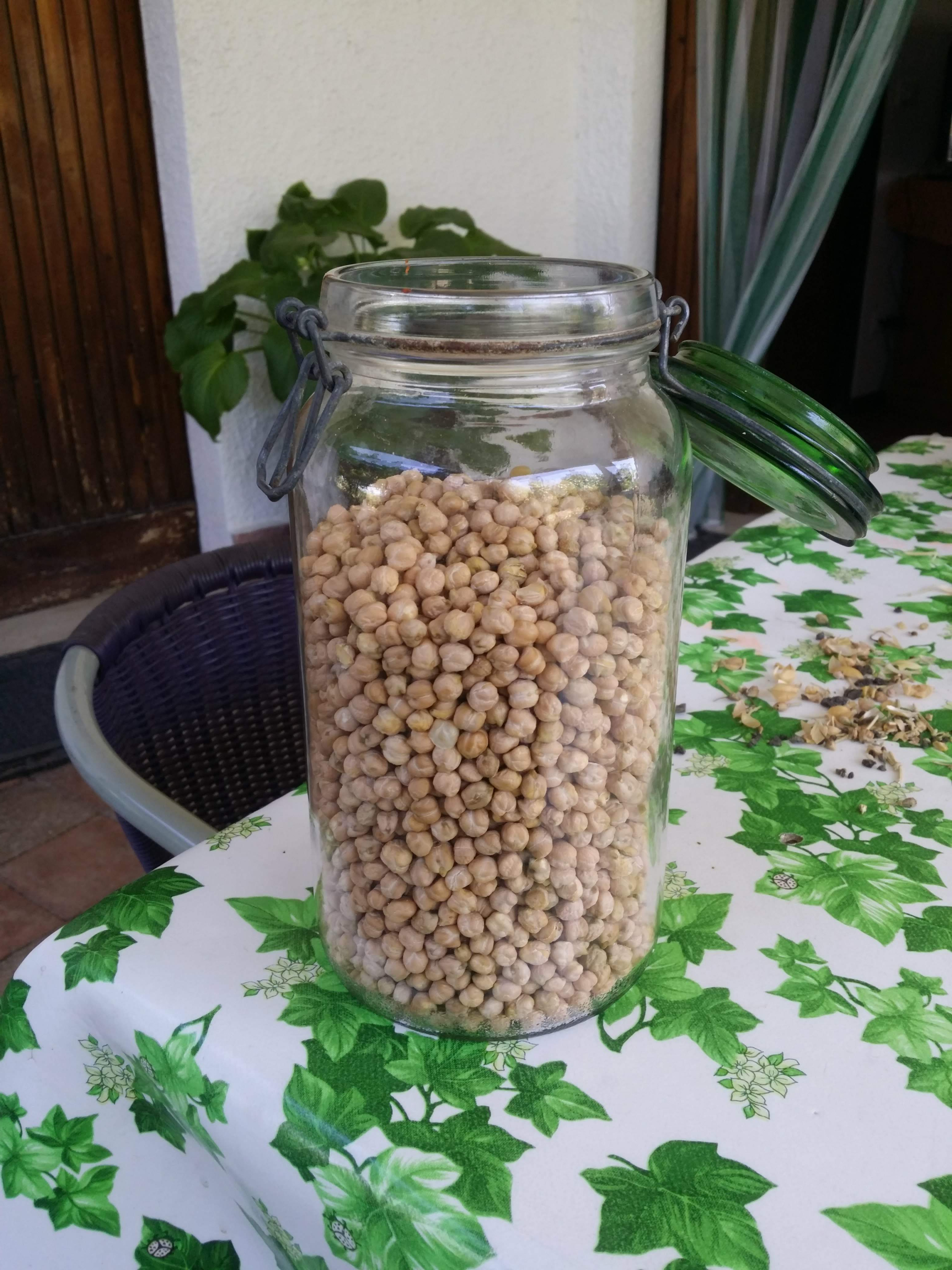
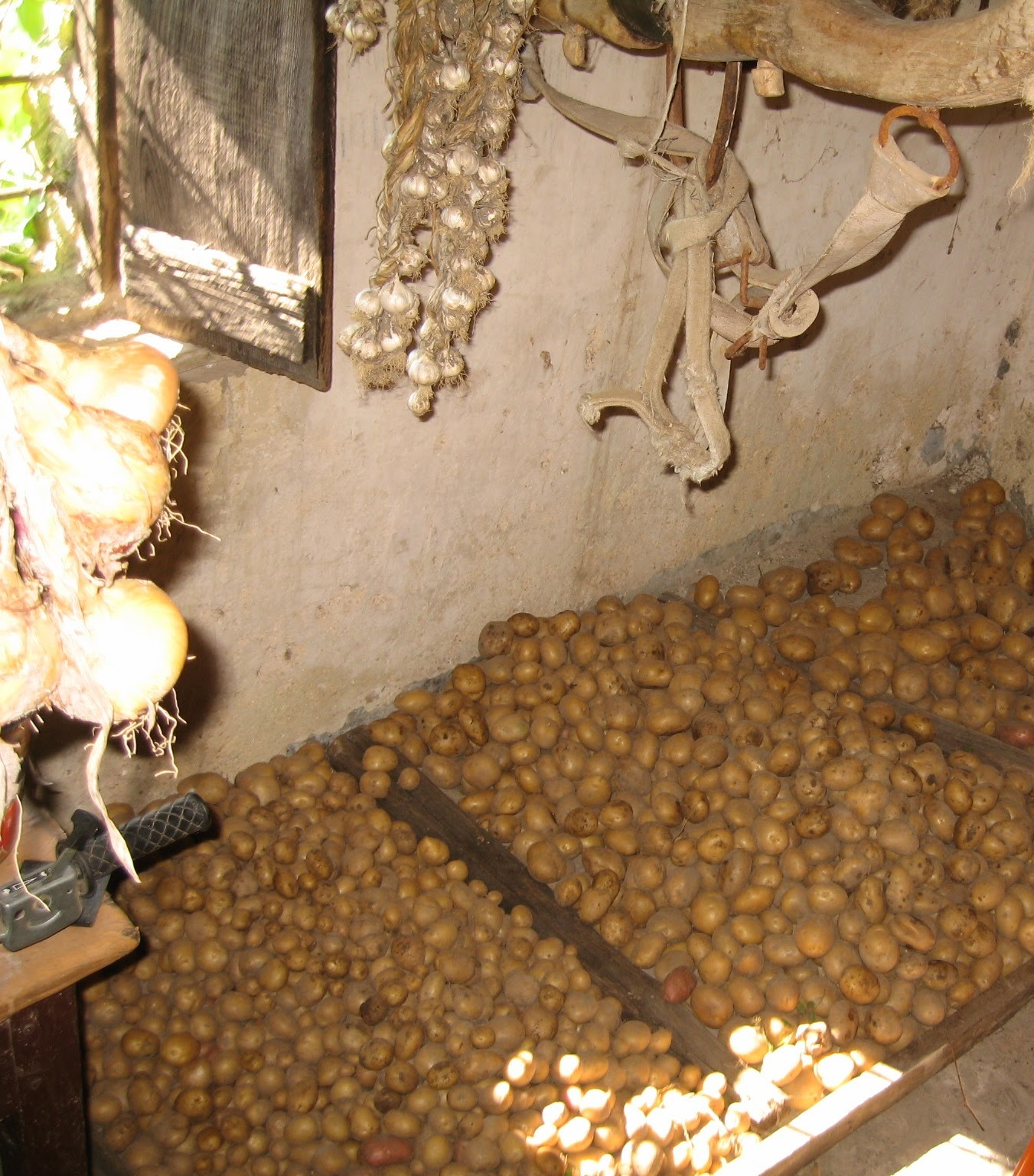
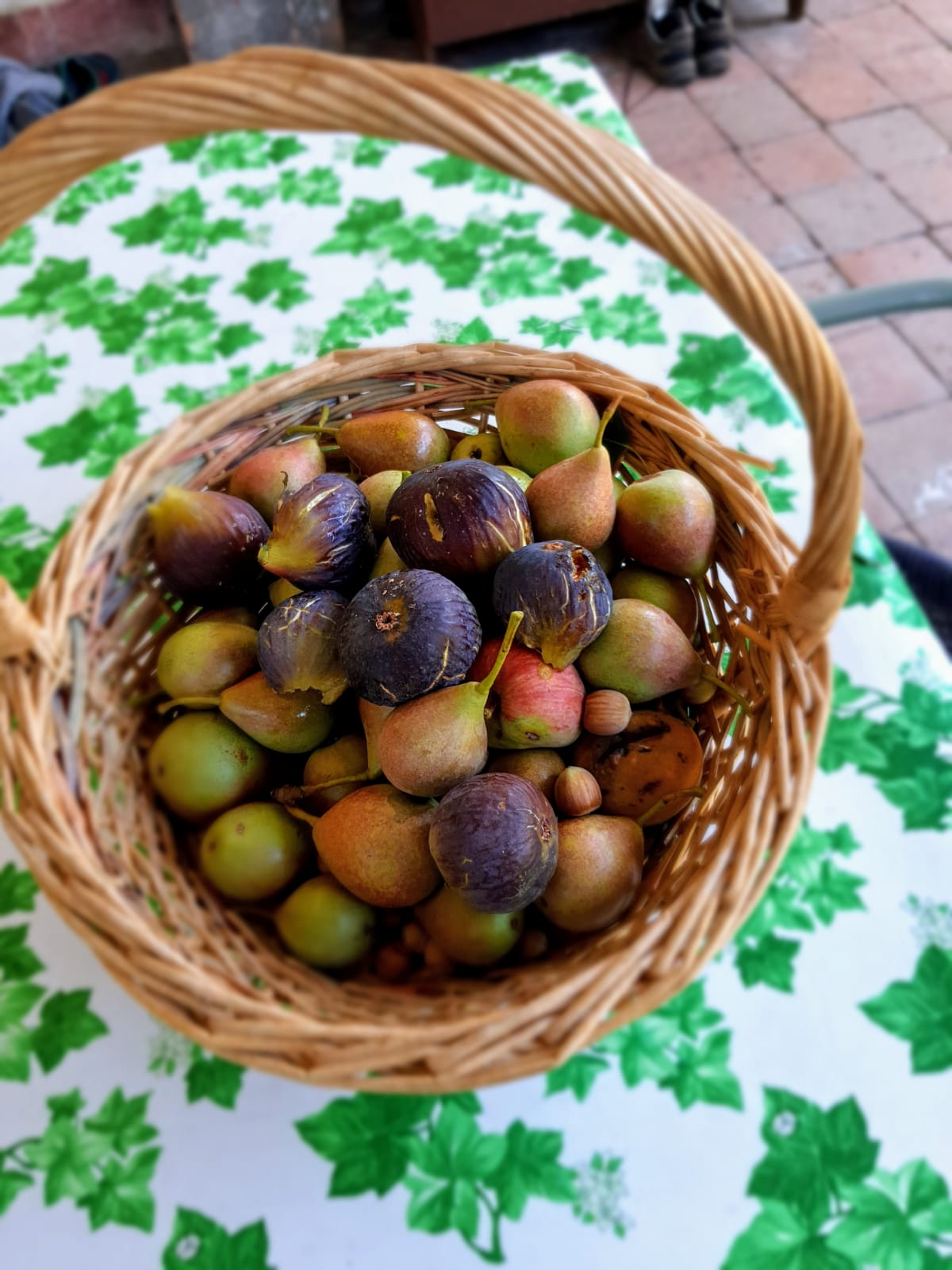
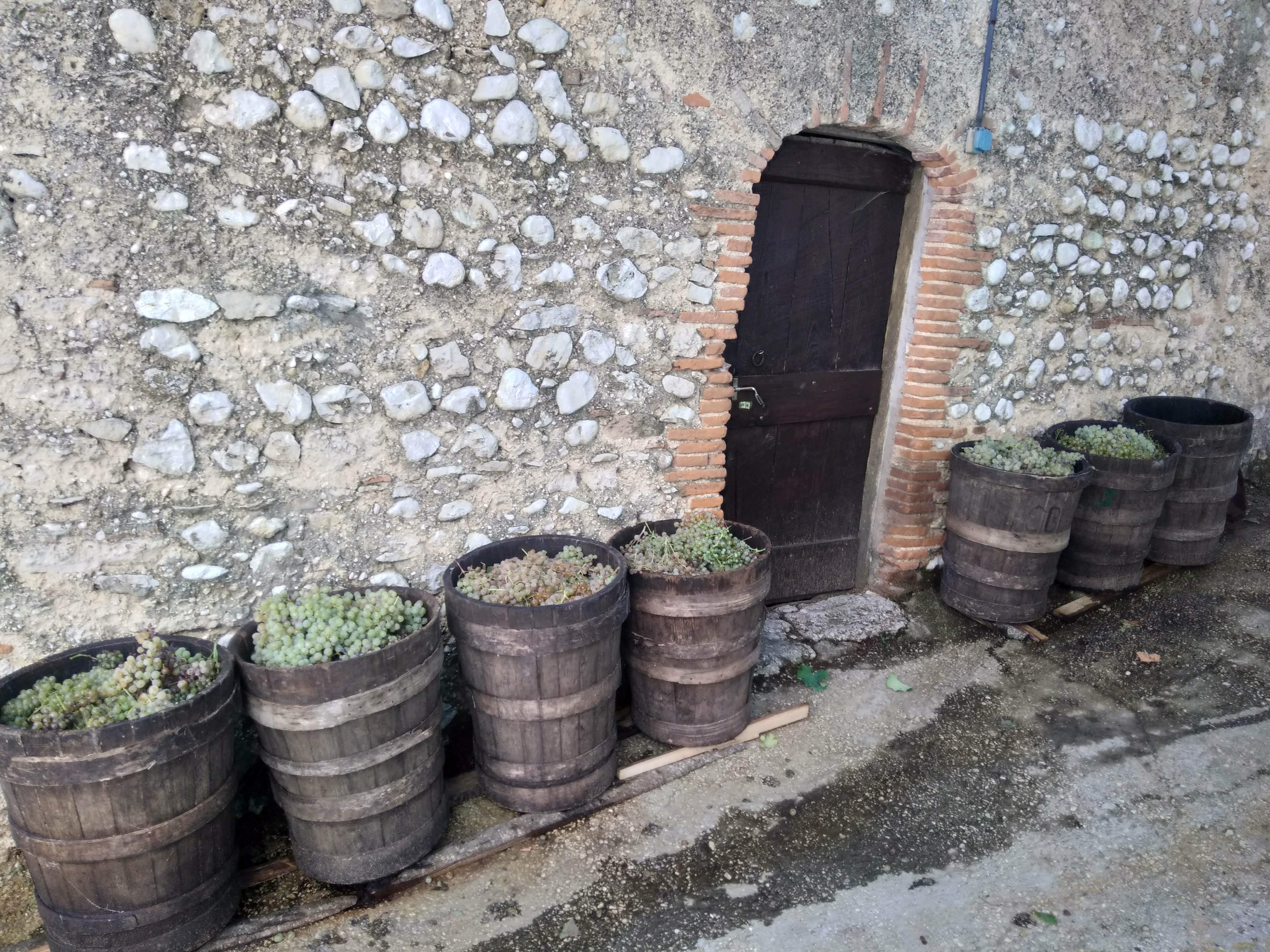
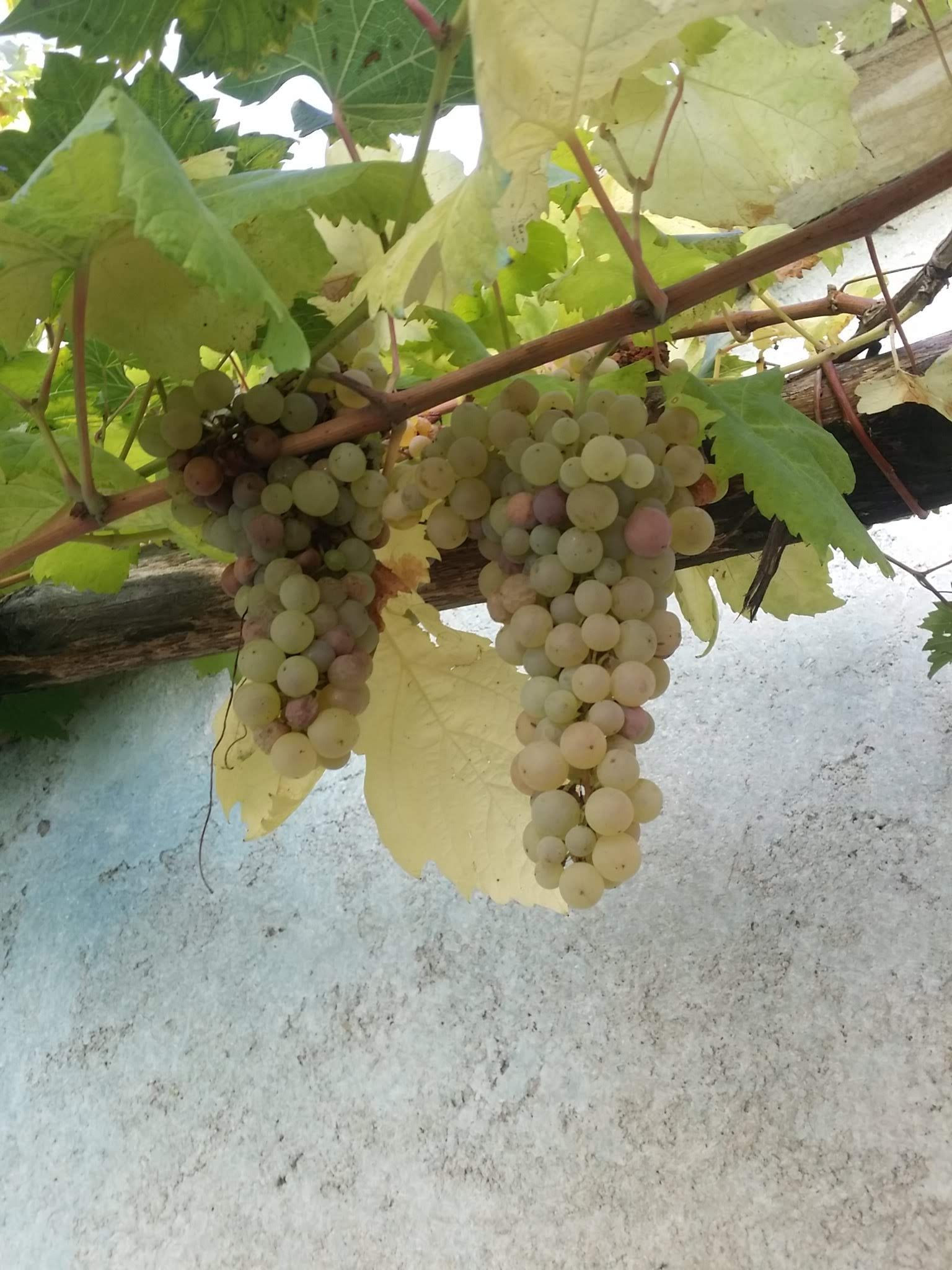
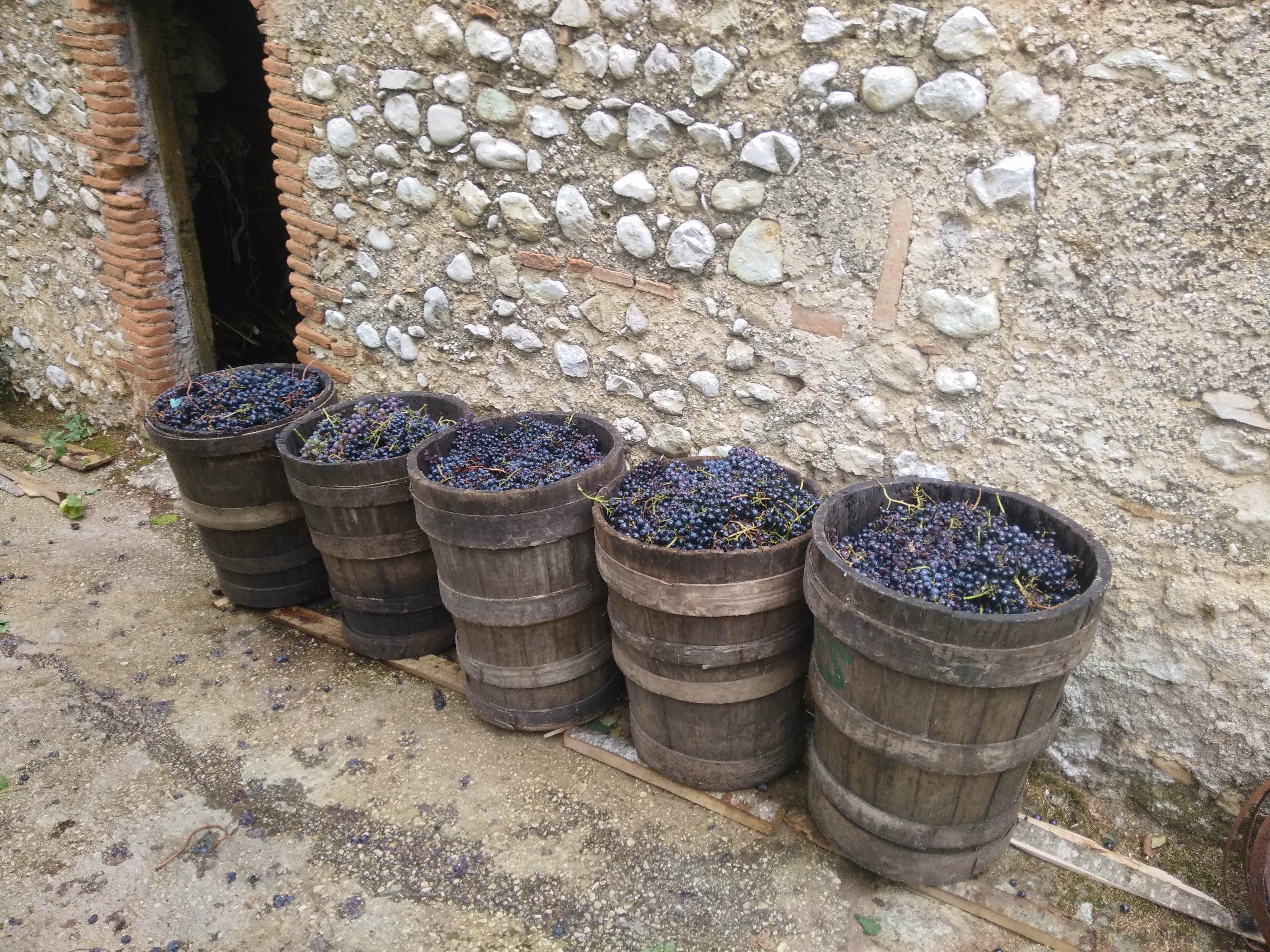
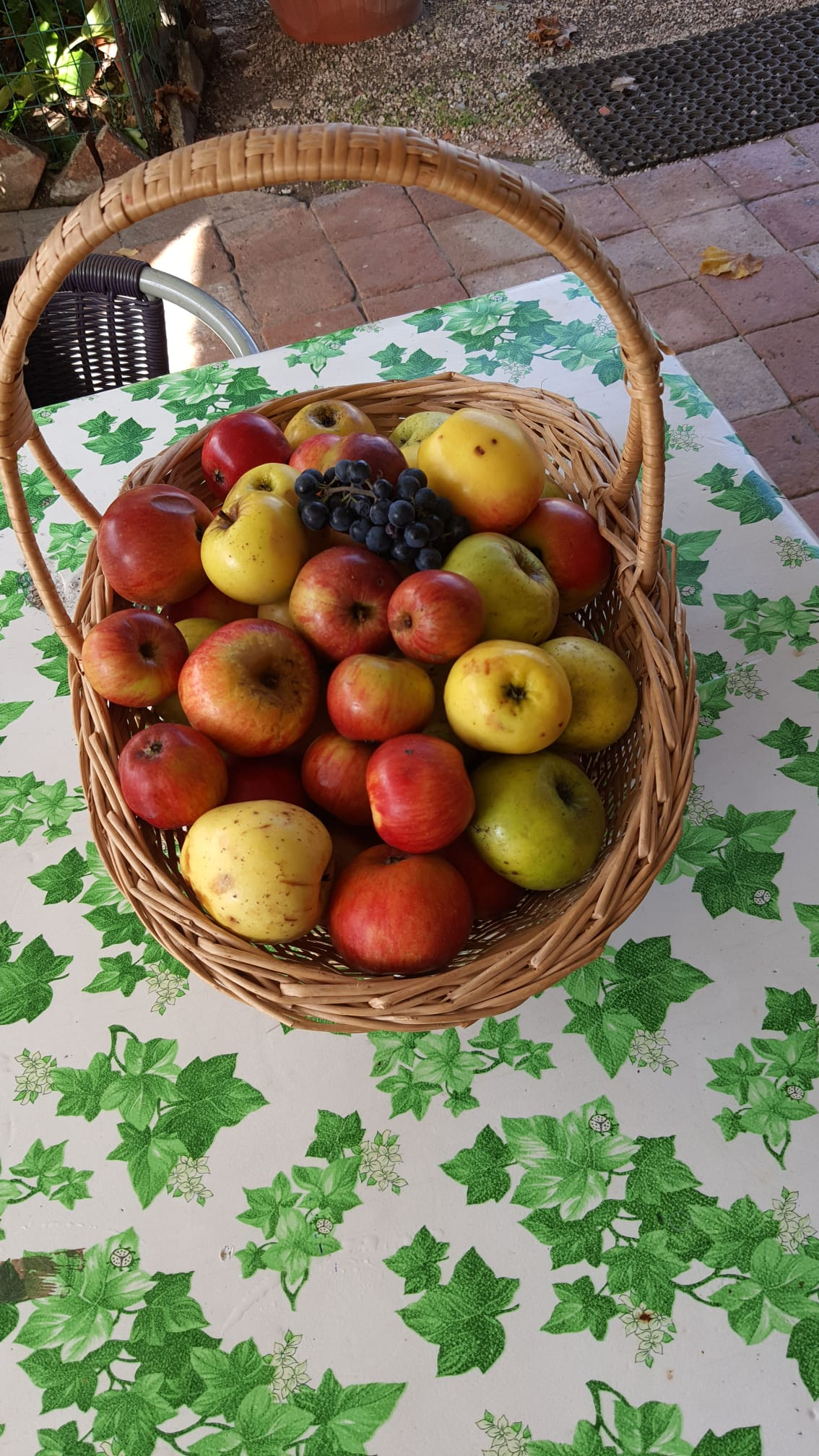
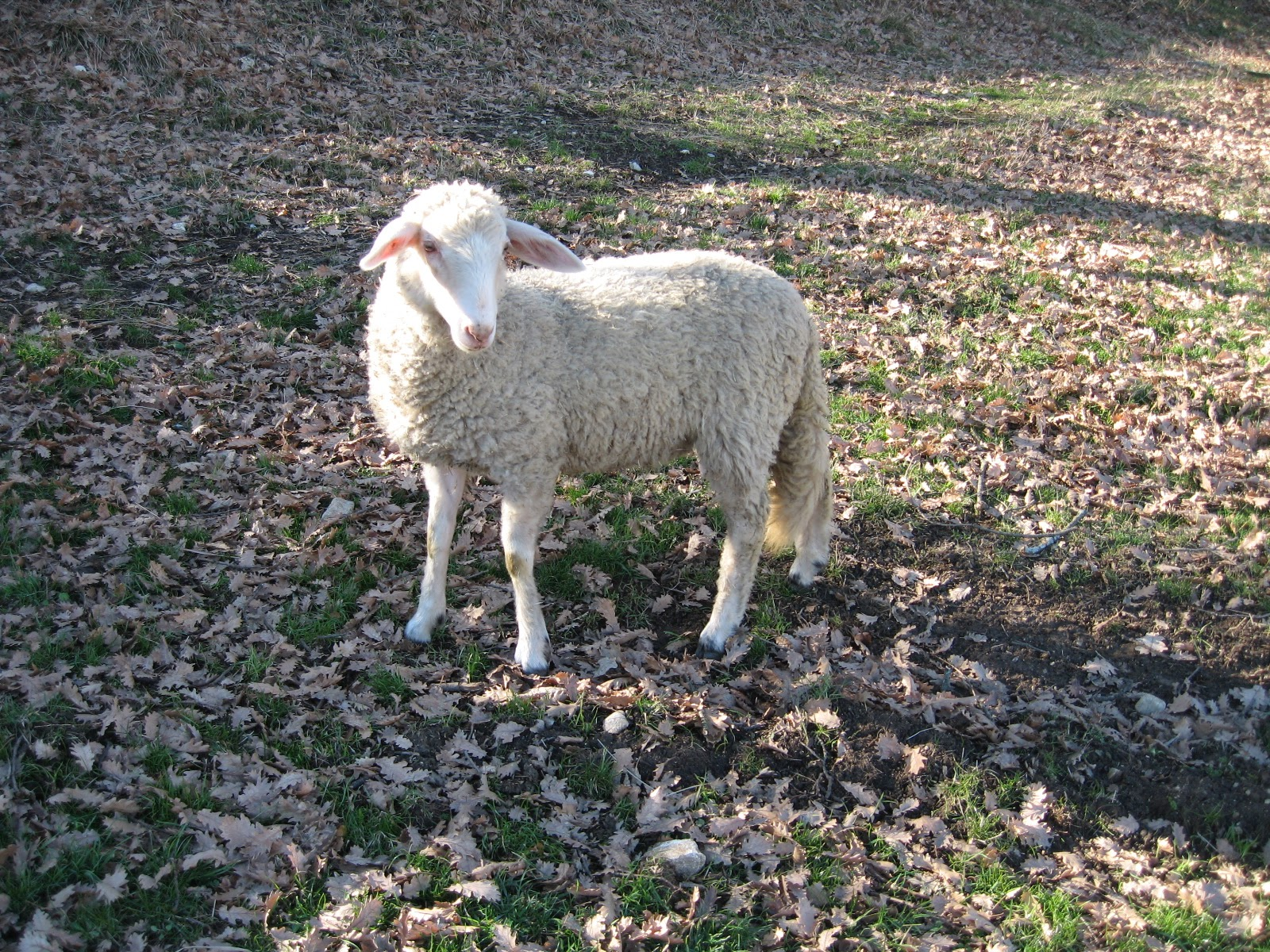
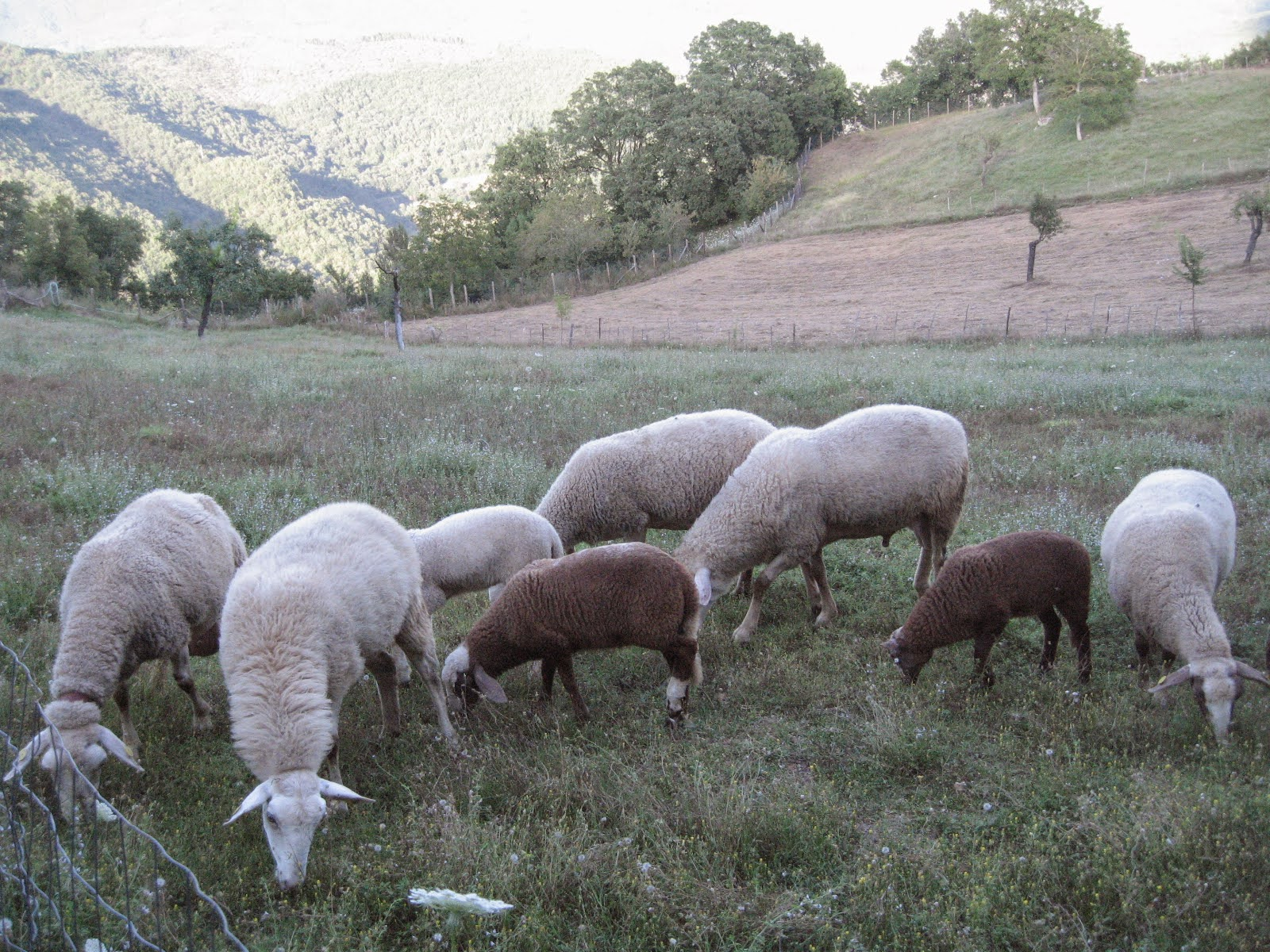
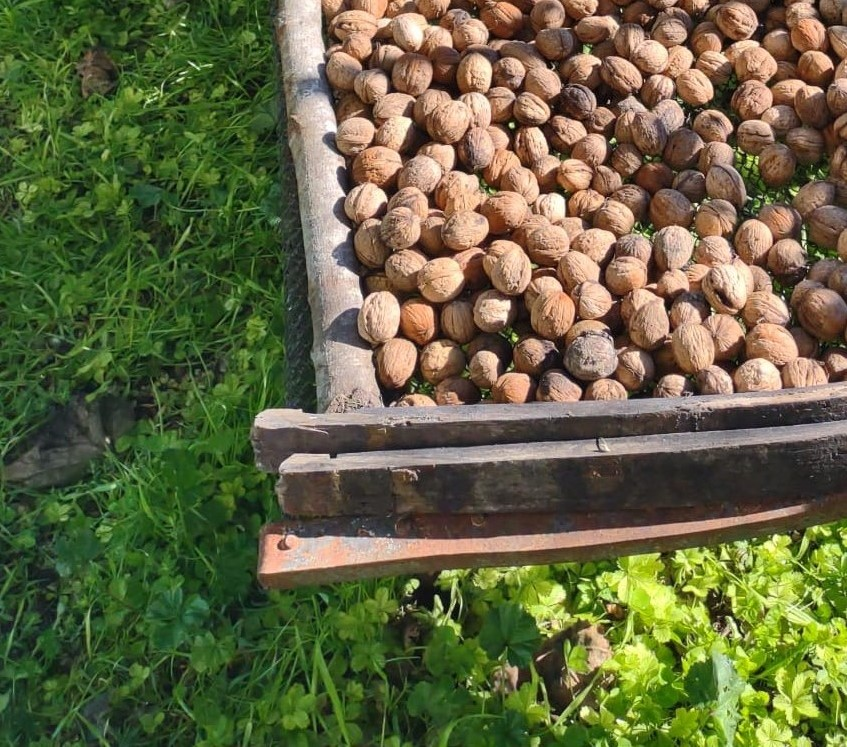
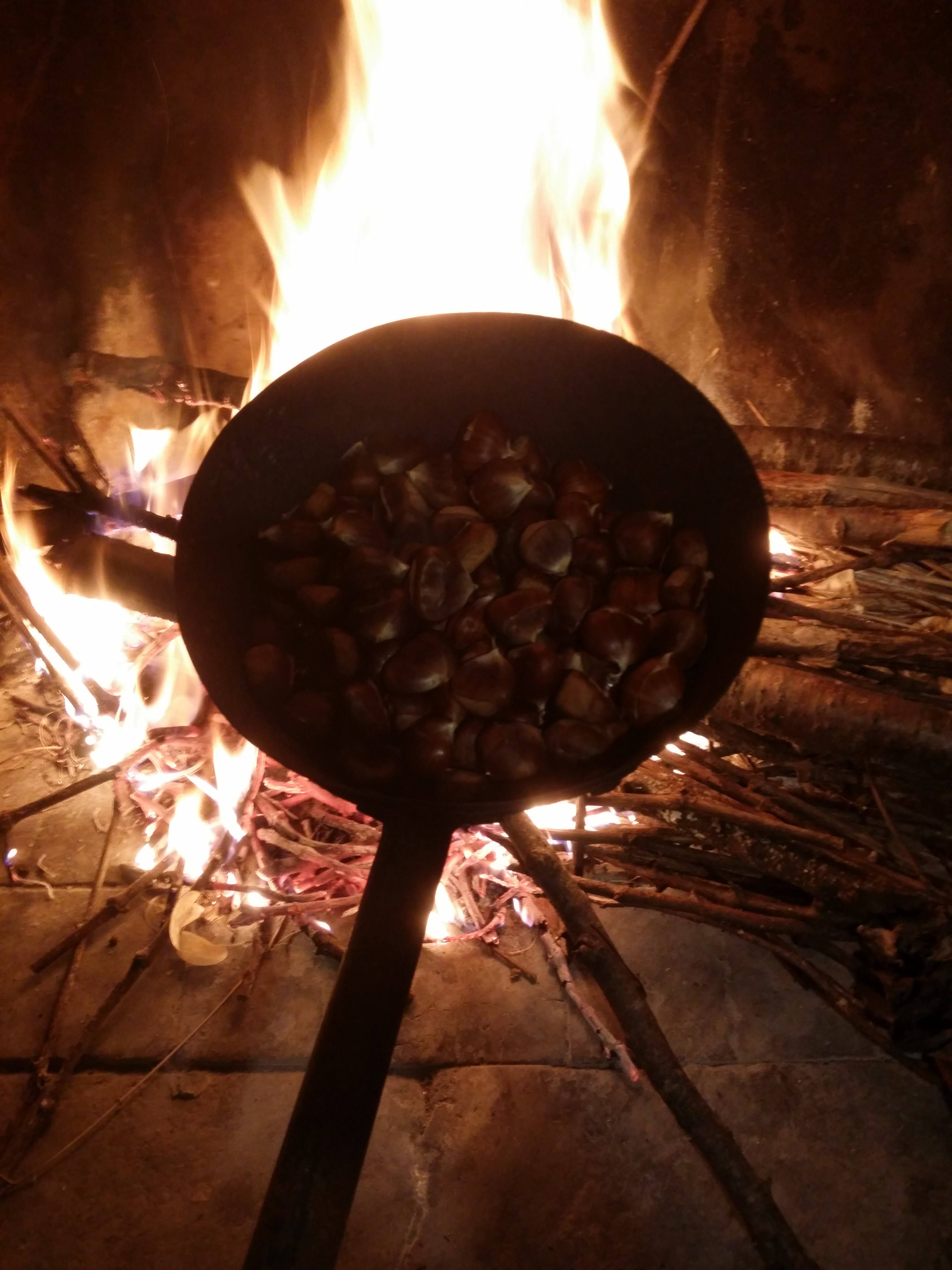

### Industria
L'abbondanza di boschi, soprattutto di querce e castagne, costituisce una ricchezza per il territorio e l'industria di lavorazione del legname è la sola presente sul territorio della frazione.

### Servizi
Nel paese sono presenti un ufficio postale e una farmacia, gli unici presenti nel territorio del comune di Longone Sabino. È anche presente un bar, ritrovo per gli abitanti del paese di Roccaranieri e delle frazioni vicine.

## Infrastrutture e trasporti

### Strade
Il paese si trova sulla SP30a che collega Roccaranieri alla strada statale 578 Salto Cicolana. Quest'ultima è un'arteria a scorrimento veloce collegante Rieti con l'autostrada A24 che si estende, nel suo primo tratto, lungo la valle del fiume Salto: gli svincoli più vicini all'abitato di Roccaranieri sono quelli di "Roccaranieri-Grotti" (3,5 km) e "Concerviano-Roccaranieri" (5,5 km).

### Ferrovia
La stazione ferroviaria più vicina è quella di Cittaducale, sulla linea Terni-Rieti-L'Aquila-Sulmona nell'attigua valle del Velino al di la del Colle Ponzano su cui sorge l'abitato di Calcariola, frazione del comune di Cittaducale.

### Mobilità

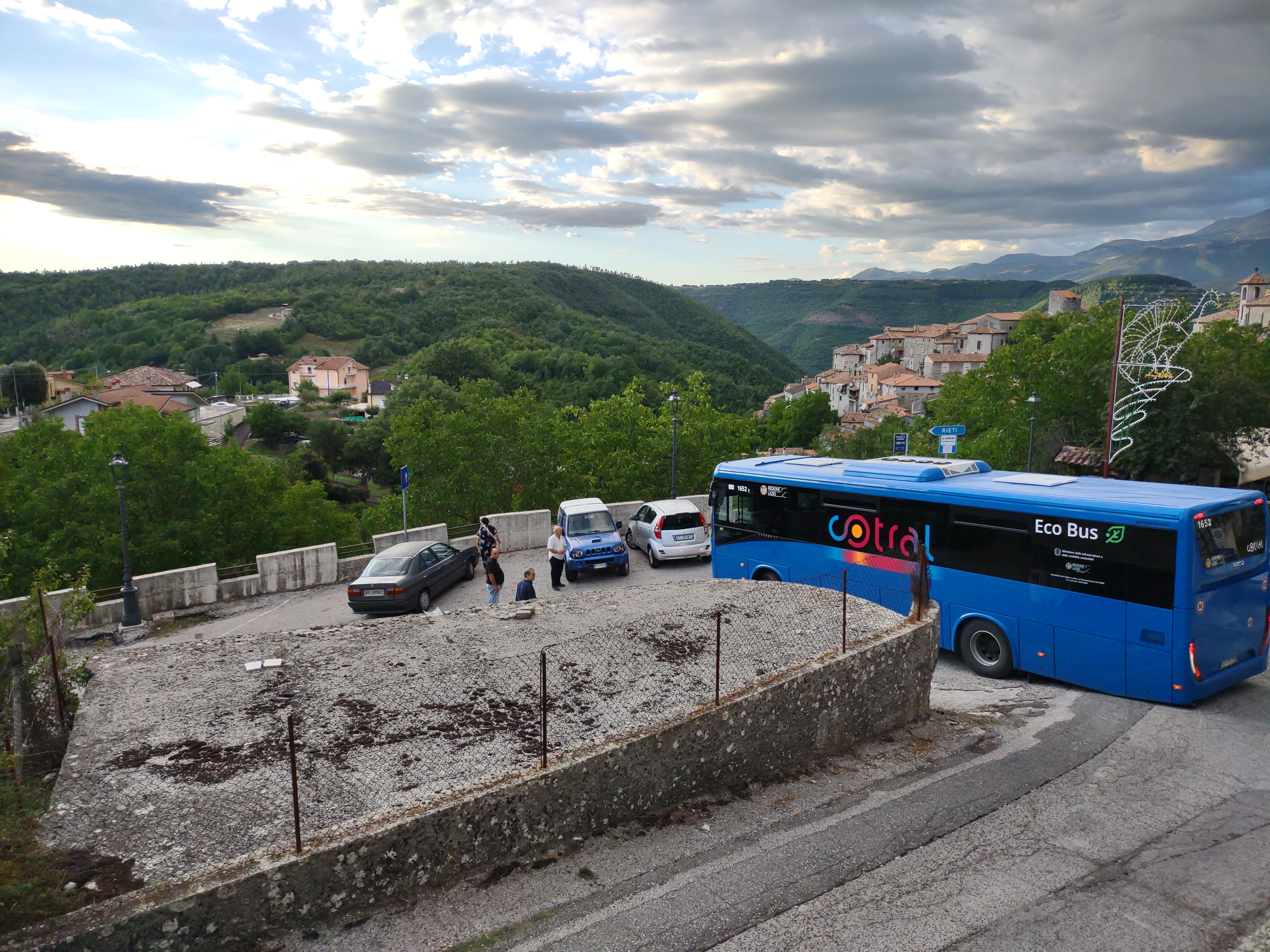
Il bus Cotral della Linea Rieti-Longone Sabino alla fermata nell'abitato di Roccaranieri.

#### In autobus
Il paese è servito da una corsa del Cotral Rieti - Longone Sabino che collega Roccaranieri a Rieti, durante la settimana, domenica esclusa, due volte al giorno: un passaggio del bus la mattina e uno nel primo pomeriggio.

Dal maggio 2023 anche nel territorio del comune di Longone Sabino è attivo, come in altri comuni dell'altopiano reatino, un servizio sperimentale di autobus a chiamata denominato Chiamabus ed operato sempre dal Cotral.

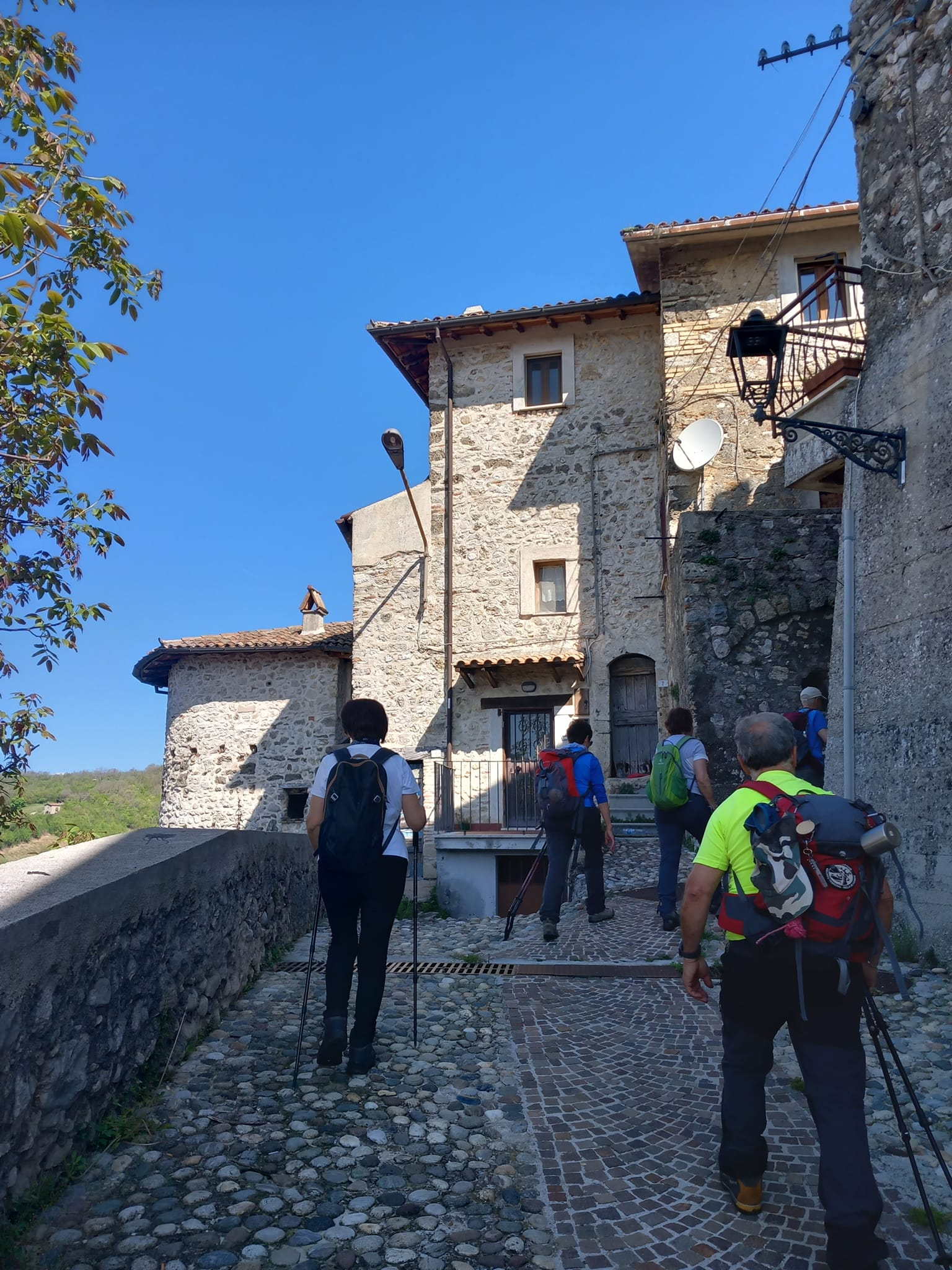
Escursionisti visitano il paese, maggio 2023.

#### A piedi
Per gli appassionati di trekking che visitano il capoluogo sabino è possibile raggiungere Roccaranieri servendosi della linea urbana 213 Rieti (p.zza Cavour) - Concerviano, operata dall'ASM di Rieti, che effettua numerose corse durante i giorni feriali verso il capolinea di Concerviano. È necessario scendere alla fermata di Ville Grotti, attraversare la passerella sul fiume Salto e quindi imboccare il sentiero che dalla SS578 permette di arrivare a Roccaranieri passando per il ponte della Mola.
Agli escursionisti è anche possibile raggiungere Roccaranieri da Rieti servendosi della linea ferroviaria Rieti-L'Aquila, prendendo il treno alla stazione di Rieti fino alla stazione di Cittaducale, dirigersi verso sud in località Caporio, in direzione della centrale idroelettrica di Cotilia, per imboccare il sentiero verso Calcariola e una volta arrivati in cima al monte Ponzano, ridiscendere per il sentiero verso Ville Grotti e quindi proseguire per il sentiero dalla SS578 verso Roccaranieri.

## In ambito culturale
Roccaranieri, insieme ad altri paesi dell'abbazia di San Salvatore Maggiore, fa da sfondo al giallo storico L'enigma dell'Abbazia di Luciano Tribiani ambientato nel XIII secolo.

### Fonti principali
- Paolo Maglioni, Storie Inedite di Castelli Antichi: Roccaranieri, Longone Sabino, Fassinoro, San Silvestro, Rieti, Arti Grafiche Nobili Sud, 1994.

#### Sulla chiesa di San Giovanni Battista di Roccaranieri

##### Sull'origine
- (LA) Gregorio da Catino, Regesto Farfense, Codice Vat.Lat.8487, Biblioteca Vaticana, Roma, 1125.
- Giovanni Rampazzi, San Giovanni Battista di Roccaranieri, Anno 982. Enfiteusi o Precarìe, in Fidelis Amatrix, n. 16, Roma, Associazione culturale Cola dell'Amatrice, Marzo-Aprile 2006.

##### Sugli affreschi
- Cesare Verani, Gli affreschi della Chiesa di S. Giovanni Battista a Rocca Ranieri, in La Sabina, Gennaio - Aprile 1959,  p. 5.
- Roberto Messina, Affreschi nelle Chiese della Provincia di Rieti, Rieti, Lions Club Rieti, 2003.
- Bruno Astorre, Maria Tiziana Marcelli e Benvenuto Salducco, L'edificio di culto - Codice del territorio. Recuperare per valorizzare. Anagrafe Regionale di Chiese Cappelle e Santuari di proprietà pubblica nel Lazio, a cura di Claudio Lo Monaco, Roma, Gangemi Editore, 2016,  pp. 44-45.

#### Sulla fondazione di Roccaranieri e i conti di Cunio
- Domenico Benucci, Di alcuni atti del notaio Gio: Cesidio da Gavignano, in Bollettino della Società Umbra di Storia Patria, Vol. II, Perugia, Unione tipografica cooperativa, 1896,  p. 114.
- (LA) Paul Fridolin Kehr, Bocchignano, in Italia Pontificia, Vol. II, Berlino, Weidmannsche Verlagsbuchhandlung, 1906,  p. 70.

- Ildefonso Schuster, Un protocollo di notar Pietro di Gregorio nell'archivio di Farfa, in Archivio della Reale Società Romana di Storia Patria, vol. 35, Roma, Archivio Romano di Storia Patria, 1912,  pp. 540-582.
- Mauro Banzola, I conti di Cunio fra Romagna e Sabina: un approccio prosopografico. (PDF), in Studi Romagnoli, Anno XLI, Cesena, Stilgraf, 1990,  p. 329.
- Tersilio Leggio, I conti di Cunio e la Sabina. Un problema tra storiografia e storia (PDF), in Studi Romagnoli, Anno XLI, Cesena, Stilgraf, 1990,  p. 349.
- Riccardo Pallotti, Un diploma di Federico II per i conti di Bagnacavallo. Armi, politica e poteri signorili tra Romagna e Patrimonium, in Studi Romagnoli, LXV, Cesana, Stilgraf, 2014.

#### Su Roccaranieri castello dell'abbazia di San Salvatore Maggiore
- (LA) Antonius Hercules, Oppida, Castra et Villae sub iurisdictione Abbatiae S.Salvator Maioris, in Synodus dioecesana insignium abbatiarum S. Mariae Farfensis et S. Salvatoris Maioris Ord. S. Benedicti, Roma, Tipografia Barberini, 1686,  p. 1069.

- (LA) Antonius Hercules, Giorni di Feste Particolari dei Castelli dell'Abbazia di S.Salvator Maggiore, in Synodus dioecesana insignium abbatiarum S. Mariae Farfensis et S. Salvatoris Maioris Ord. S. Benedicti, Roma, Tipografia Barberini, 1686,  p. 481.

- Ildefonso Schuster, Il monastero imperiale del Salvatore sul monte Letenano, in Archivio della Reale Società Romana di Storia Patria, vol. 37, Roma, Archivio Romano di Storia Patria, 1914,  pp. 393-452.
- Bernardino Tofani, Longone di S. Salvator Maggiore nel Gastaldato di Rieti e nella Massa Torana, Rieti, Comunità montana del Turano, 1988.
- Vincenzo Di Flavio, Gli statuta del XV secolo dell'abbazia di San Salvatore Maggiore (PDF), in Archivi di Storia Romana Patria, vol. 129, Roma, 2006,  pp. 125-162.

- Battisti, Leggio e Osbat e Sarego, Itinerari Sabini: Storia e cultura di città e paesi della Provincia di Rieti, Rieti, Diffusioni Editoriali “Umbilicus Italiae”, 1995.
- Pietrantonio Pace, Gli Acquedotti di Roma, II Edizione, Roma, Art Studio S.Eligio, 1986.

#### Sull'Eccidio di Roccaranieri
- Antonio Cipolloni, Monelli di guerra. Storia di fatti accaduti e vissuti a Rieti fra il 1943 e il 1944, Rieti, Amministrazione Comunale di Rieti, 2003,  pp. 223-225.
- Antonio Cipolloni, La guerra in Sabina dall'8 settembre 1943 al 12 giugno 1944, Terni, Arti Grafiche Celori, 2011,  pp. 576-583, 800, 843.

### Fonti ulteriori

#### Contesto storico
- (FR) Pierre Toubert, Les structures du Latium médieval. Le Latium meridional et la Sabine, du IX siècle à la fin du XII siècle, Rome, 1973.
- Andrea Staffa, L’incastellamento nella valle del Turano (secc. X-XII), in Une région frontalière au Moyen Âge. Les vallées du Turano et du Salto entre Sabine et Abruzzes, Publications de l'École française de Rome, vol. 263, Roma, École Française de Rome, 2000,  pp. 167-207.
- Maria-Teresa Caciorgna, Confini e giurisdizioni tra Stato della Chiesa e Regno, in Une région frontalière au Moyen Âge. Les vallées du Turano et du Salto entre Sabine et Abruzzes, Publications de l'École française de Rome, vol. 263, Roma, École Française de Rome, 2000,  pp. 167-207.
- Elvira Migliario, Per una storia delle strutture agrarie e territoriali nella valle del Turano tra Antichità e alto Medioevo: alcune riflessioni sulla massa Nautona e la massa Turana, in Une région frontalière au Moyen Âge. Les vallées du Turano et du Salto entre Sabine et Abruzzes, collana Publications de l'École Française de Rome, Roma, École Française de Rome, 2000,  pp. pp. 53-65.
- Elvira Migliario, Viabilità antica e Alto Medioevale. La rete stradale del Cicolano e i suoi collegamenti con la valle del Turano e con l'Amiternino, in Uomini, terre e strade: aspetti dell'Italia centroappenninica fra antichità e alto Medioevo, vol. 1, 1995,  pp. 74-87.

- Elvira Migliario, La rete stradale del Cicolano tra antichità e medioevo (PDF), in Quaderni della Valle del Salto, n. 3, 2010,  p. 59. (su Google Books)
- Andrea Staffa, La viabilità romana nella valle del Turano, in Xenia, n. 6, 1983,  pp. 37-44.

- (FR) Étienne Hubert, Chapitre 9. Le second « incastellamento » - I - La Costitution de la frontière terrestre du Royame de Sicile et ses répercussions locales - C - La Sabine et le Réatin entre papes et empereurs, in L'"incastellamento" en Italie Centrale. Pouvoirs, territoire et peuplement dans la vallée du Turano au Moyen Âge, collana Bibliothèque des Écoles françaises d’Athènes et de Rome Rome, Rome, Publications de l’École française de Rome, 2002, ISBN 9782728306282.
- Mauro de Meo, Tecniche costruttive Murarie Medioevali, la Sabina, Roma, L'Erma di Bretschneider, 2006.
- Tersilio Leggio, La Sabina e il Reatino. Un mosaico di signorie rurali (PDF), in La signoria rurale nel Lazio tardomedievale, Universitalia, 2022, ISBN 978-88-3293-582-0.

#### Altri testi
- Luciano Tribiani, L'enigma dell'Abbazia - Il mistero delle divine reliquie, Booksprint, 2022, ISBN 9788824982542.